# Iconografia di Napoleone

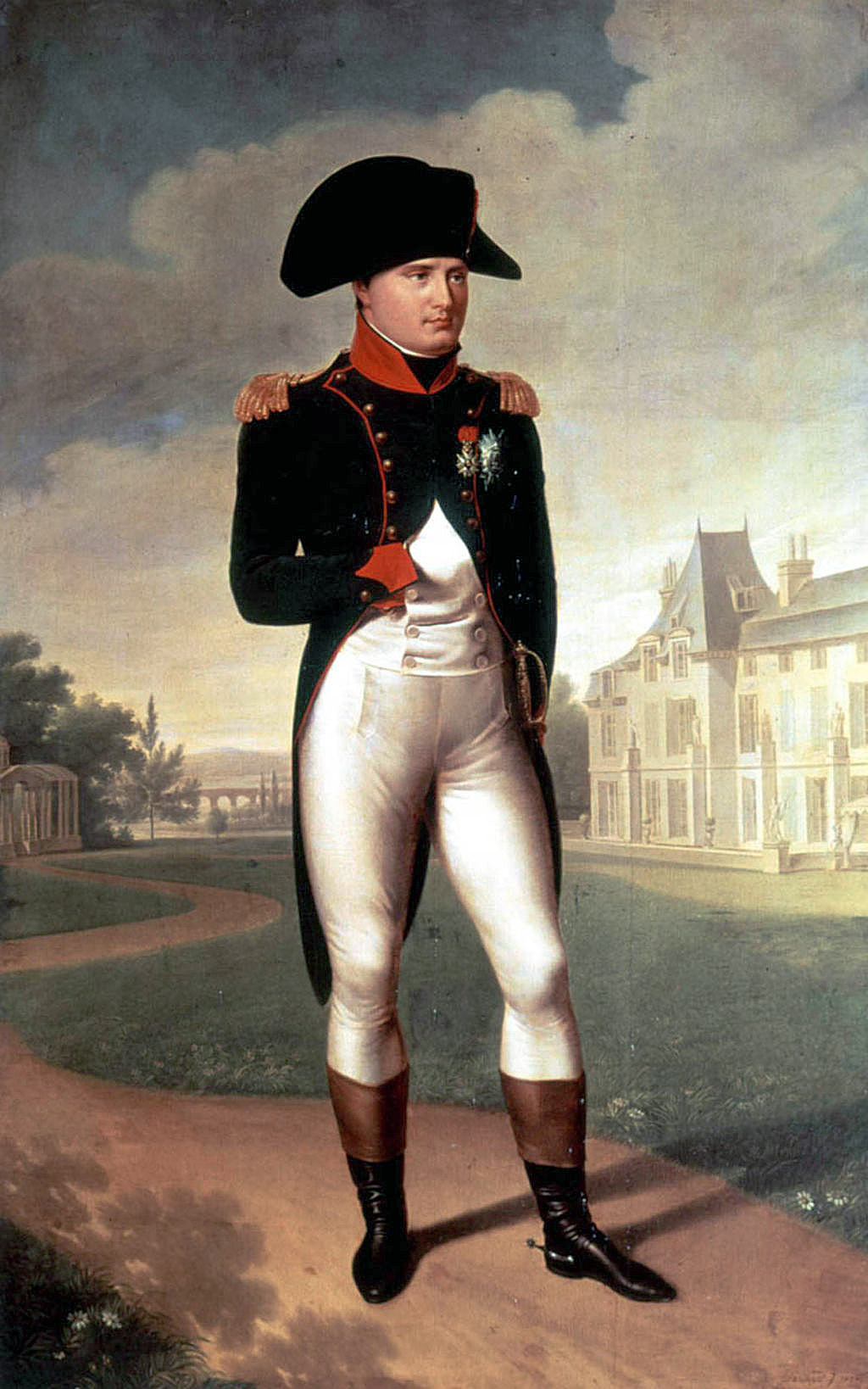
Napoleone nei giardini della Malmaison (1804), ritratto di Napoleone rappresentato col gesto della mano nascosta nel gilet e l'uniforme da chasseur à cheval (château de Malmaison)

L'iconografia di Napoleone I è l'insieme delle rappresentazioni, pitture, incisioni e sculture del generale e del primo console Napoleone Bonaparte, divenuto imperatore col nome di Napoleone I. Realizzate con fini di propaganda, dopo la sua morte contribuirono ad evocare la leggenda napoleonica.
Napoleone I fu il capo di stato dell'era post-rivoluzionaria più rappresentato. Con l'ascesa al potere, la sua effigie subì dei cambiamenti che coincisero col cambiamento della sua fisionomia, a causa dell'età o della malattia. Gli imperativi di propaganda costringevano gli artisti ad attenersi a modelli precisi.

## Cronologia

### Le prime rappresentazioni

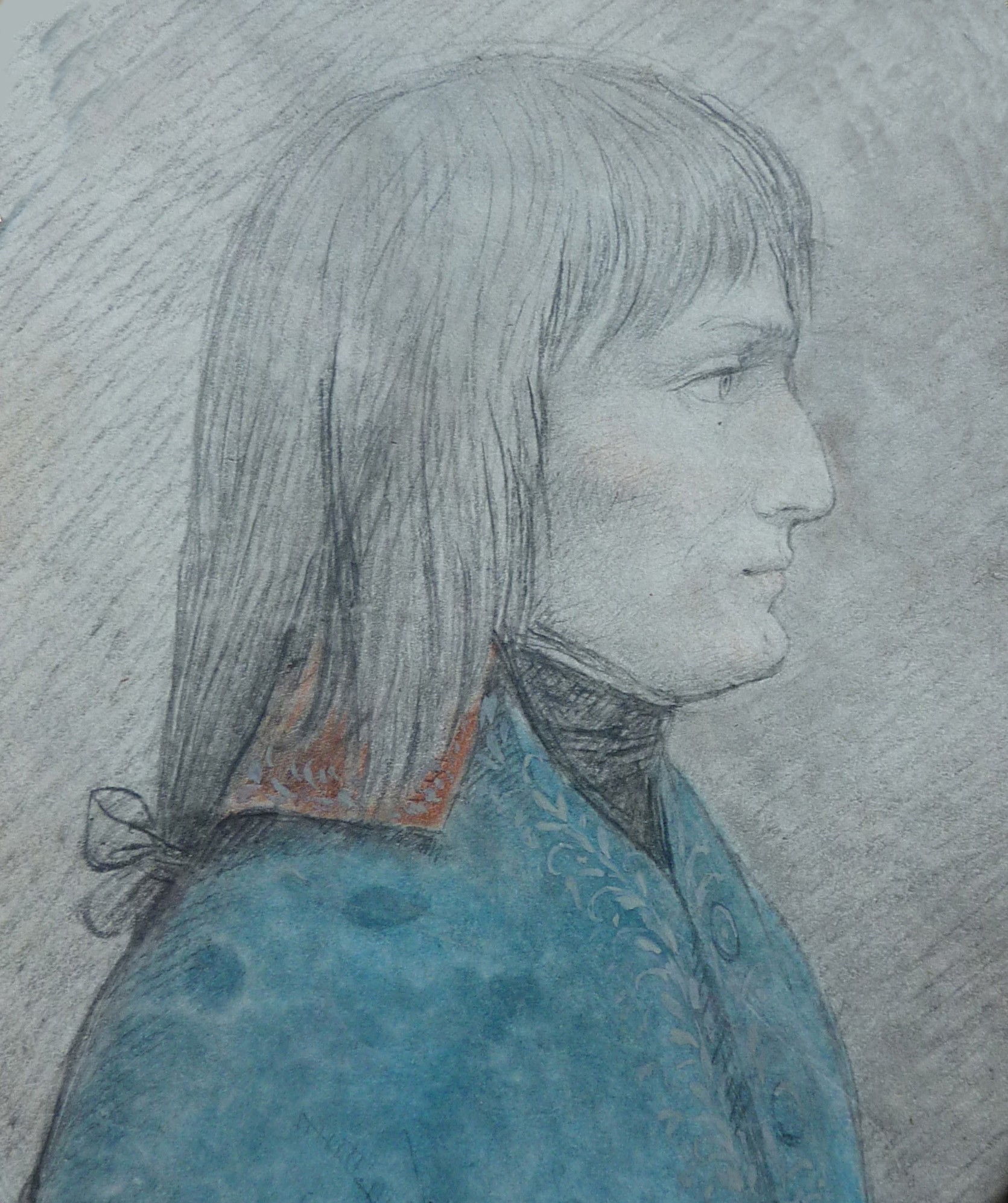
Ritratto di profilo del generale Bonaparte. Disegno a pastello acquarellato di Giuseppe Longhi, realizzato nel corso della campagna d'Italia del 1796 (collezione privata).

Non esiste alcun ritratto autentico di Napoleone Bonaparte antecedente al 1795, la maggior parte delle rappresentazioni che lo raffigurano all'inizio a Brienne, o come giovane capitano d'artiglieria sono creazioni posteriori al periodo dell'impero, in particolare stampe di Auguste Raffet e Nicolas-Toussaint Charlet.

#### F

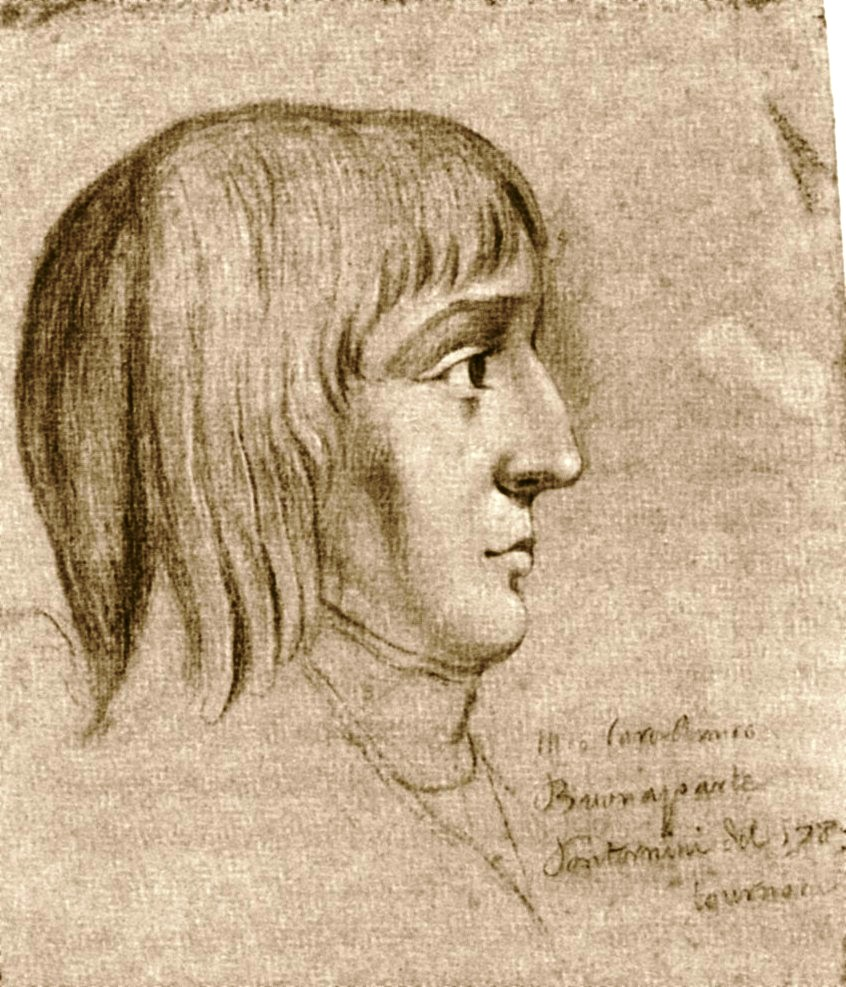
Profilo di Napoleone Bonaparte a disegno. Documento apocrifo rappresentato come il più antico ritratto di Napoleone come tenente d'artiglieria realizzato durante la permanenza a Tournon, come si può leggere dall'iscrizione:

Alcuni ritratti presentati come realizzati all'epoca della giovinezza del Bonaparte non sono di autenticità certa. Due disegni lo presentano come tenente d'artiglieria. Il primo è una caricatura datata al 1785 trovata sulla pagina di un atlante che lo rappresenta mentre marcia in soccorso a de Paoli in Corsica, anche se l'autenticità del disegno è messa in dubbio in quanto viene indicata la dicitura Bonaparte e non Buonaparte sul disegno (Napoleone fece francesizzare il suo cognome dopo essere divenuto primo console).
Il secondo disegno è un profilo di Bonaparte disegnato a pastelli che si ritiene realizzato dal vivo, da un certo Pontornini a Tournon nel 1785. Questo disegno, apparso per la prima volta nel 1853, è stato nel tempo creduto come autentico dal momento che storici come Armand Dayot vi hanno basato poi l'iconografia stessa del Bonaparte, datandolo però al 1783 ed a Brienne. Nel 1914, uno studio del disegno eseguito da Paul Dupuy, ha dedotto, per l'acconciatura non regolamentare per l'epoca per i reggimenti d'artiglieria e sulla base di un'incisione del 1796 di Andrea Appiani, che rappresenta il generale a capo dell'Armata d'Italia, ha dichiarato che si tratta di un falso. Per giunta non si è trovata alcuna traccia di un Pontornini nell'entourage di Napoleone, né tra gli artisti corsi · .

Il ritratto in busto del Bonaparte che Greuze pretendeva essere stato dipinto nel 1792, quando Napoleone era capitano d'artiglieria, e descritto da Théophile Thoré come 
 (1843) e che il biografo di Greuze, Edgar Munhall, stima dallo stile con cui il dipinto è stato realizzato, databile alla fine del XVIII secolo, venne senza dubbio realizzato al momento del primo consolato di Napoleone che lo commissionò nel 1803. D'autant que la chevelure similaire à celle du portrait consulaire ne correspond pas aux coiffures portées à cette époque.
In una lettera che Napoleone inviò a suo fratello Giuseppe datata al 25 giugno 1795, gli diede notizia di avere l'intenzione di farsi realizzare un ritratto per Désiré Clary, ma questo ritratto non è mai stato identificato.
Un disegno a pastello e poi acquarellato del Bonaparte del 1796, disegnato da Giuseppe Longhi (1766-1831), datato e firmato nel 1796, è stato recentemente riscoperto. Venne presentato a Roma nel settembre del 1897 da padre Louis Antoine, dei frati minori cappuccini.

#### I primi ritratti del general Bonaparte
L'eco delle azioni del Bonaparte dopo la battaglia del ponte di Lodi nel 1796, incitarono gli artisti ed i ritrattisti ad interessarsi del nuovo eroe, al punto che molti, non avendolo nemmeno mai incontrato e lavorando di pura fantasia, posero semplicemente il nome di Bonaparte sotto i ritratti di militari anonimi. Artisti come Vernet e Naudet dipinsero delle vedute delle battaglie di Lodi e di Arcole, ma senza raffigurare direttamente il generale. L'assenza del modello, spinse disegnatori ed incisori a lavorare d'inventiva per soddisfare il pubblico, curioso di conoscere i tratti di Napoleone.
Solo coloro che riuscirono ad avvicinarsi al suo entourage riuscirono a rappresentarlo in maniera realistica. Fu questo il caso dei pittori e degli scultori che lo accompagnarono in Italia e che vissero con lui a Villa Pusterla presso Mombello (provincia di Monza). Andrea Appiani e Antoine-Jean Gros furono tra i primi pittori a realizzare dei ritratti dal vivo del generale Bonaparte. Furono proprio gli artisti che lo seguirono nella campagna militare per la conquista dell'Italia che diedero del generale una fisionomia ben definita. Il ritratto dell'Appiani Il generale Bonaparte e il genio della Vittoria, datato al 1796 dopo la vittoria di Lodi è riconosciuto come il primo ritratto ufficiale del Bonaparte dal quale poi vennero derivate anche molte incisioni che contribuirono a rendere identificabile l'immagine di Napoleone.
Il ritratto di Antoine-Jean Gros, Bonaparte al ponte di Arcole, dipinto dopo la battaglia del ponte di Arcole, pone un problema di realizzazione. Il pittore stesso scrive nel 1797:
 Si dovette attendere il 1800 perché il grande pubblico potesse contemplare l'effigie del général Bonaparte au pont d'Arcole completato.
Altri artisti contribuirono alla diffusione di questa fisionomia. Louis Albert Guislain Bacler d'Albe ufficiale cartografo del Bonaparte, realizzò un ritratto fortemente ispirato alla tela di Gros. E Jean Urbain Guérin, miniaturista strasburghese, anziano ritrattista della corte di Luigi XVI, disegnò la figura del Bonaparte per una serie di ritratti di generali repubblicani incisi da Fiesinger e largamente diffusi in Francia. Tutti questi artisti rappresentarono tratti simili ed identificabili del generale Bonaparte, un viso magro, uno sguardo penetrante, un naso aquilino, un mento prominente, capelli lunghi acconciati "ad orecchio di cane" secondo la moda del tempo.

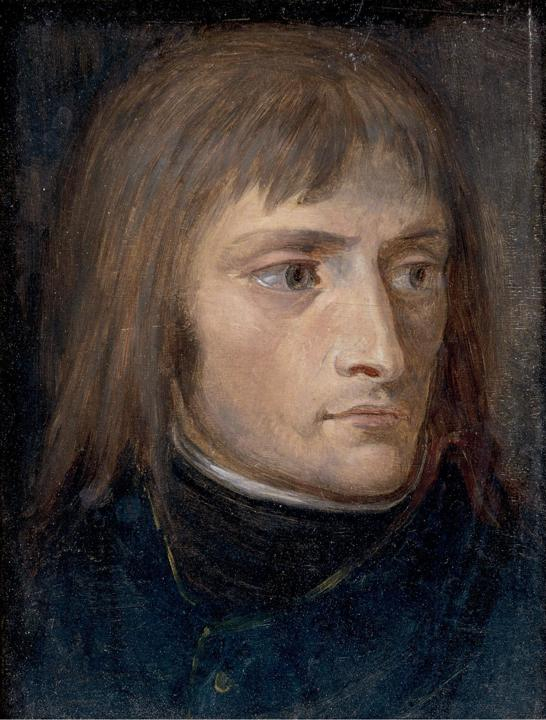
Andrea Appiani, studio per il ritratto di Bonaparte (1796)
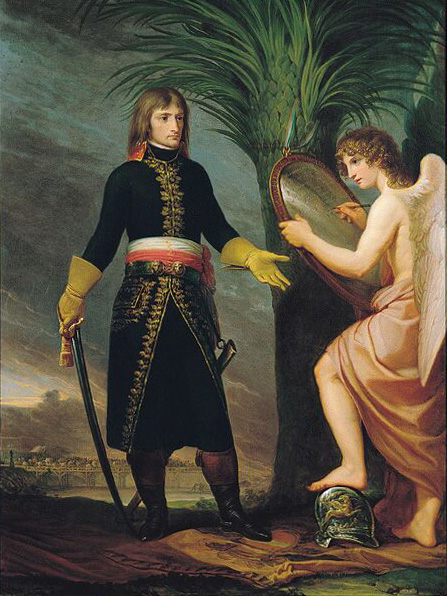
Il generale Bonaparte e il genio della Vittoria dipinto di Appiani, Dalmeny House, collezione di Lord Rosebery
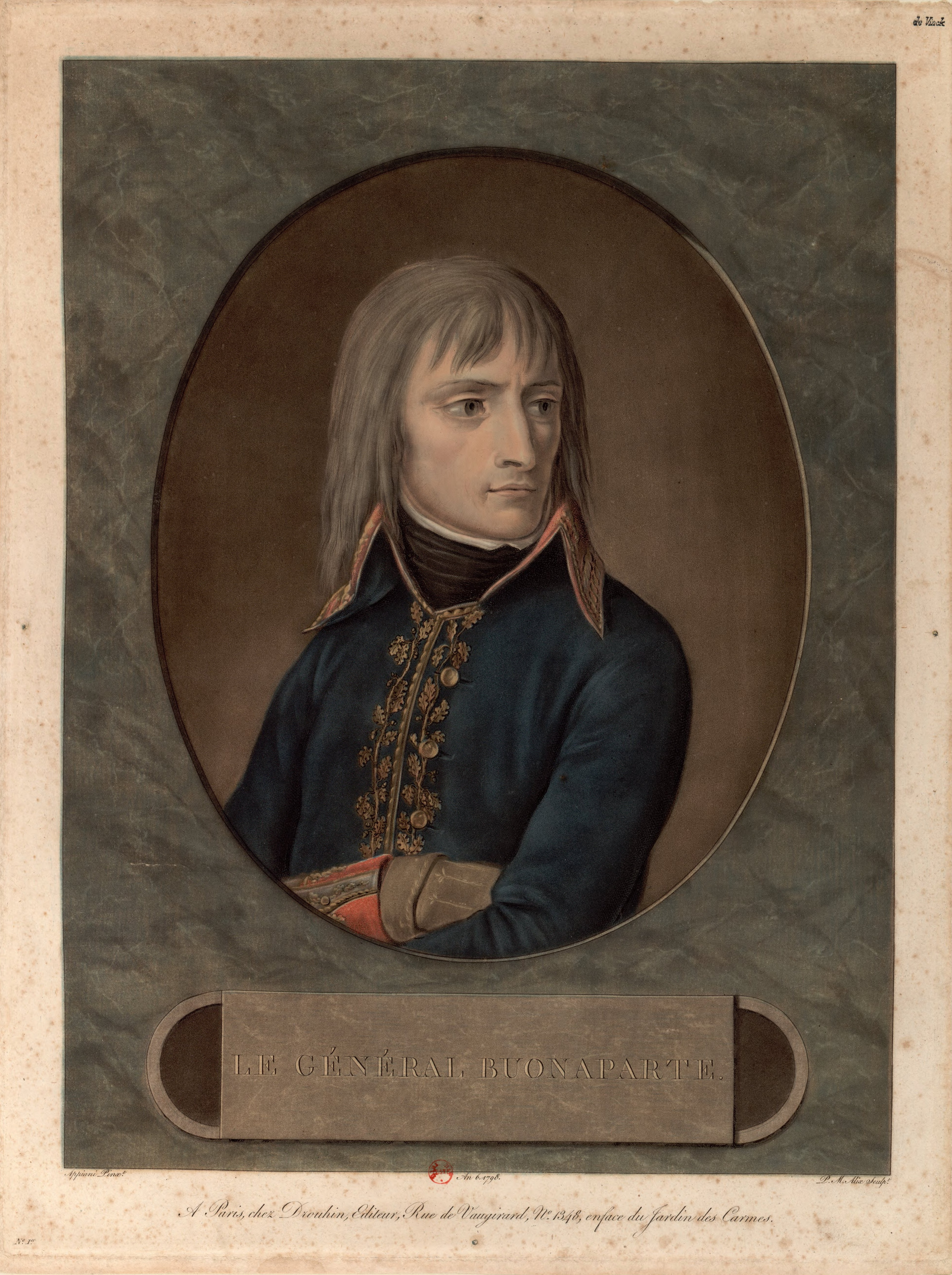
Le général Buonaparte incisione di Pierre-Michel Alix, da un ritratto di Andrea Appiani, 1798 Parigi, Bibliothèque nationale de France département des estampes
Bonaparte au pont d'Arcole di Antoine-Jean Gros
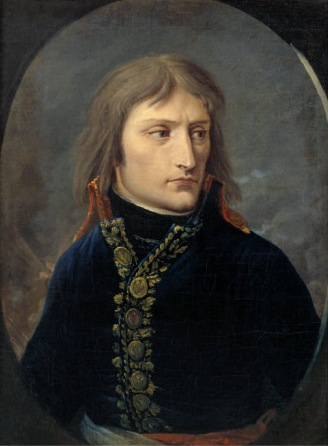
Louis Albert Guislain Bacler d'Albe, portrait du général Bonaparte 1796, Castello della Malmaison
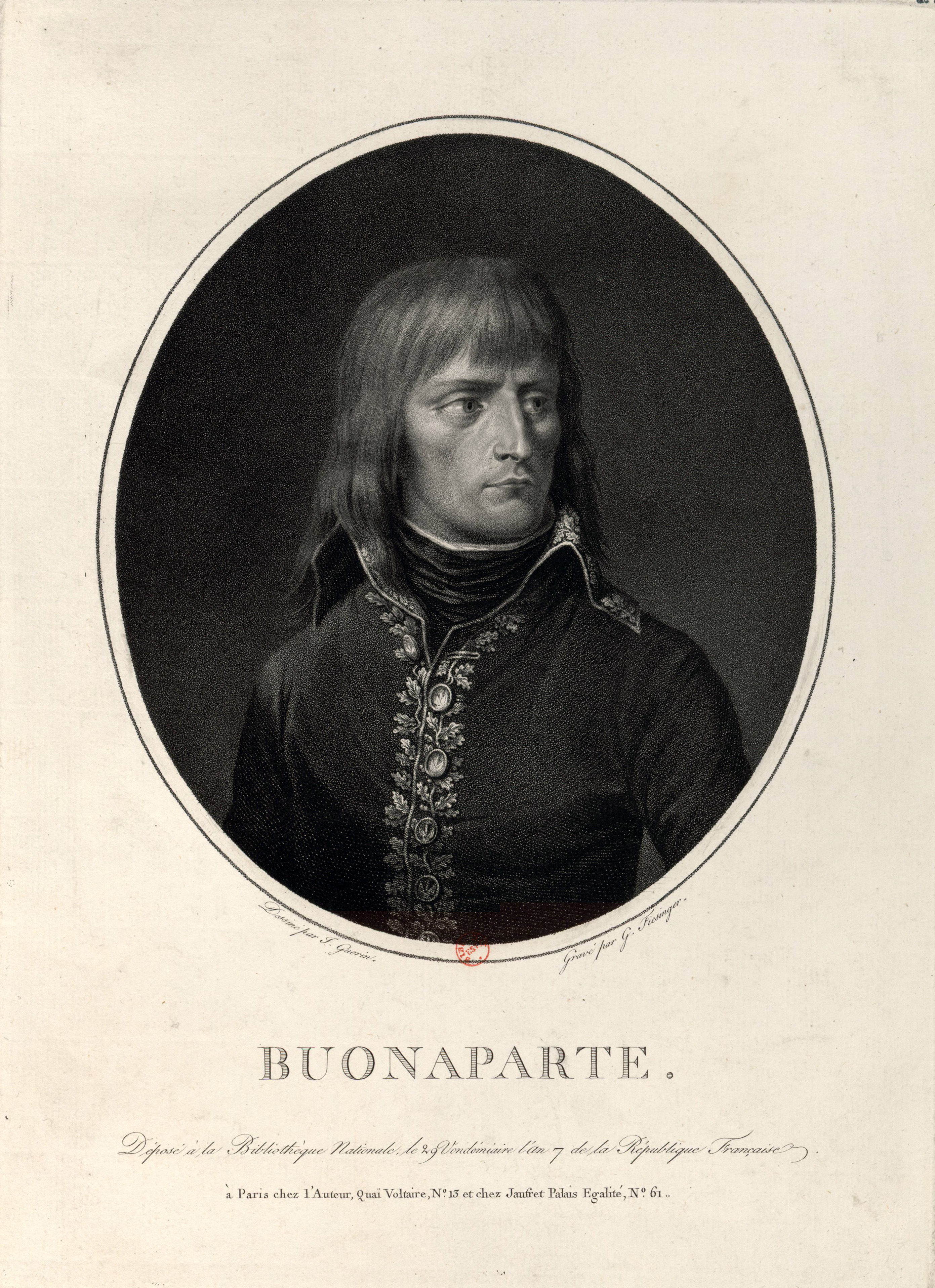
Buonaparte incisione di Franz Gabriel Fiesinger, disegno di Jean Urbain Guérin, 1799. Parigi, Bibliothèque nationale de France département des estampes

#### I primi busti
Le prime rappresentazioni scultoree del Bonaparte furono contemporanee ai primi ritratti dipinti. Giuseppe Ceracchi fu l'autore di uno dei primi busti di cui si abbia notizia. Scultore e simpatizzante dei rivoluzionari contro lo Stato Pontificio, incontrò Bonaparte a Milano nel 1796, e gli propose di realizzare per lui un busto. Ma gli impegni del tempo di Napoleone non gli permisero di terminare la sua opera, di cui rimase comunque una copia che ad oggi è scomparsa. Al suo ritorno a Roma, l'artista riprese l'idea di un busto, ma questa volta monumentale ed all'antica, che tentò di vendere poi per sottoscrizione, ma senza successo. Implicato nel 1800 nella conspiration des poignards, venne giustiziato prima di terminare la scultura, che venne portata a compimento da Maximilien Laboureur, senza che ad oggi si sia in grado di determinare quale parte sia stata realizzata dall'uno e quale dall'altro. Questo secondo busto è oggi esposto al musée des beaux-arts de Nantes.
Un altro busto venne scolpito da Charles-Louis Corbet. Esposto nel 1798, l'originale in gesso esposto al museo di Lille, è stato riprodotto più volte in marmo o bronzo. Il busto venne realizzato nei primi mesi del 1798, dopo il suo ritorno dall'Italia, con la firma "fait par Ch. Corbet en l'an VII". Lo stile d'ispirazione preromantica rimanda la scultura ai ritratti di Gros e David de medesimo periodo.
Louis-Simon Boizot scolpì un profilo in rilievo del Bonaparte su un medaglione, che venne esposto nel 1798. Successivamente realizzò un busto, probabilmente terminato prima della partenza del Bonaparte per l'Egitto. In gesso, se ne conoscono copie in ceramica biscotto, in bronzo o in marmo, diffuse perlopiù dalla manifattura di Sèvres. Le versioni realizzate durante il consolato vennero modificate con un taglio di capelli più corto anziché con la caratteristica capigliatura lunga di quel tempo. La popolarità del Bonaparte durante questo periodo portò alla produzione di un gran quantitativo di questi busti. Tra il 1798 ed il 1801 Sèvres fabbricò in totale 385 esemplari di questi busti e 1242 medaglioni.

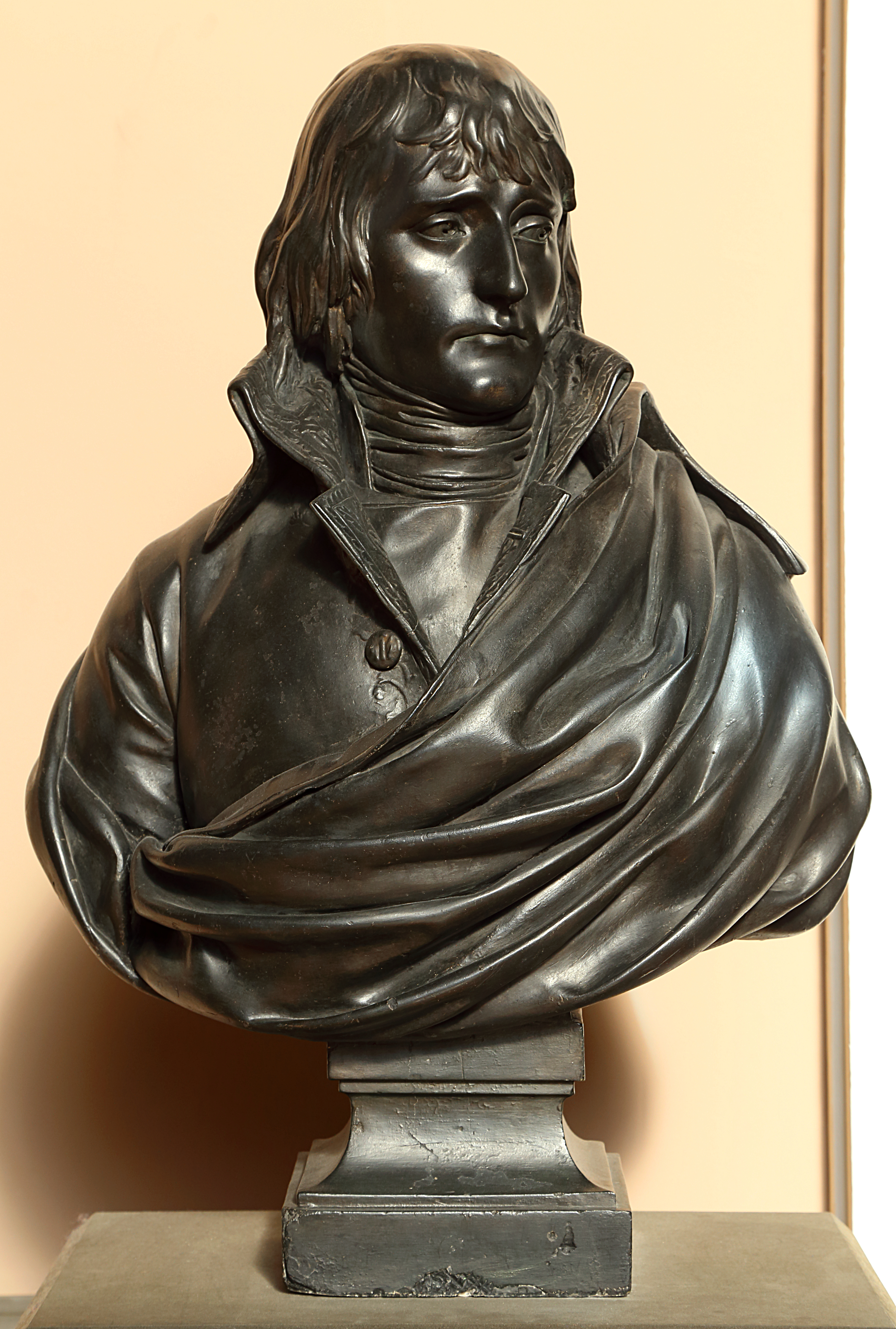
Charles-Louis Corbet, busto di Napoleone Bonaparte, originale in gesso con patina, 1798, musée des canonniers de Lille.
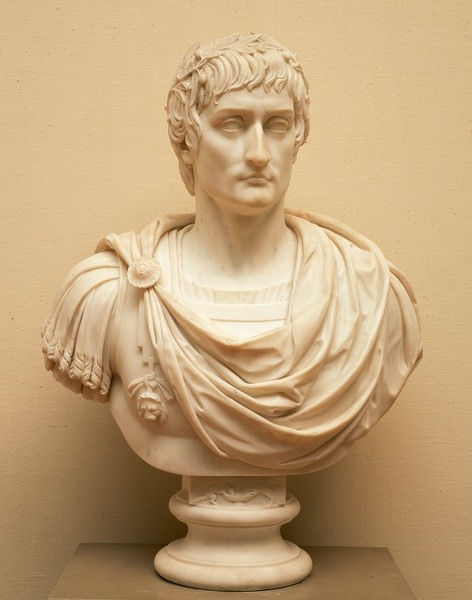
Giuseppe Ceracchi e Maximilien Laboureur, busto monumentale di Napoleone, 1801-1810 (musée des beaux-arts de Nantes).
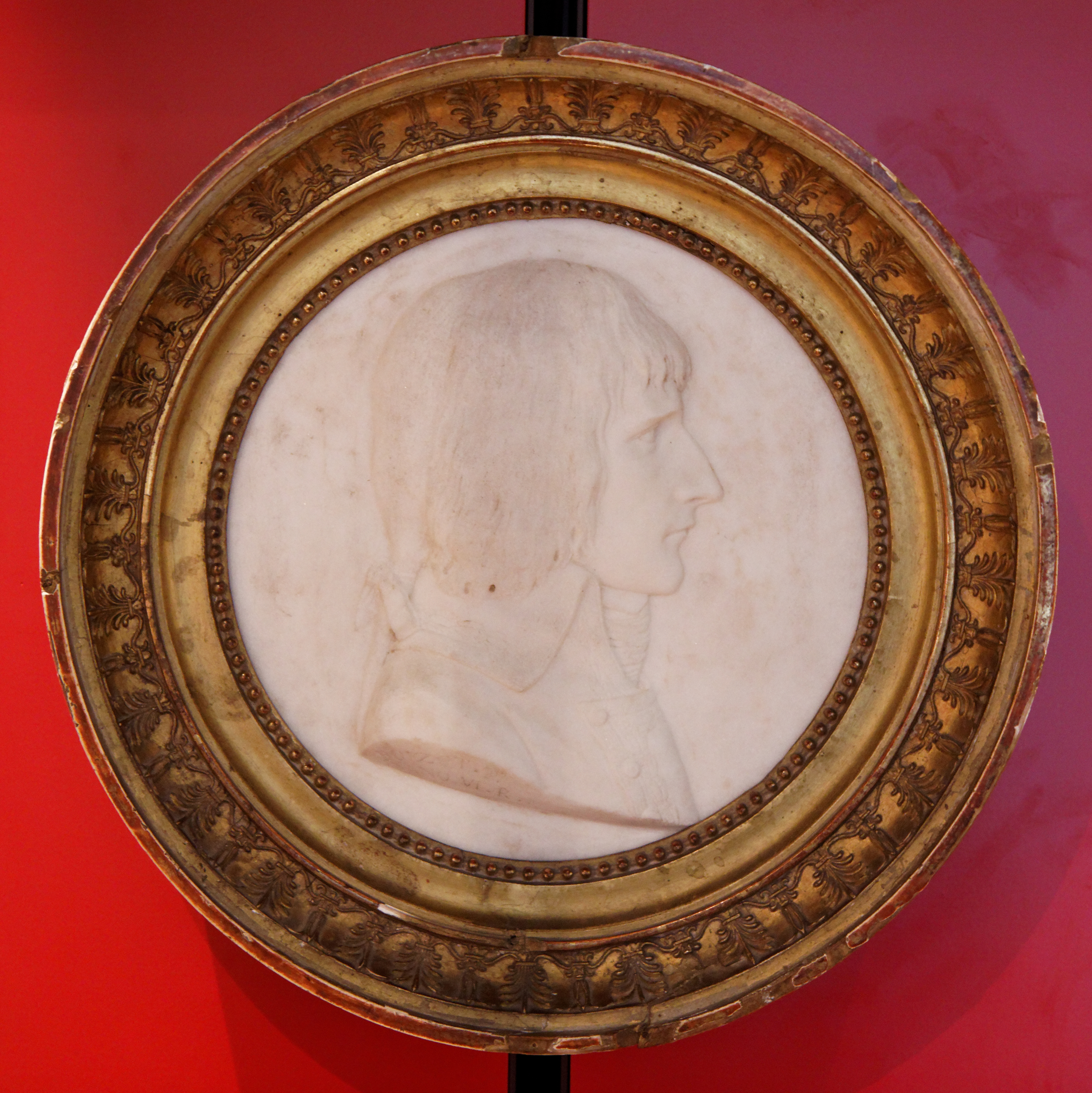
Louis-Simon Boizot profilo di Bonaparte in medaglione, 1798, (musée de l'Armée).
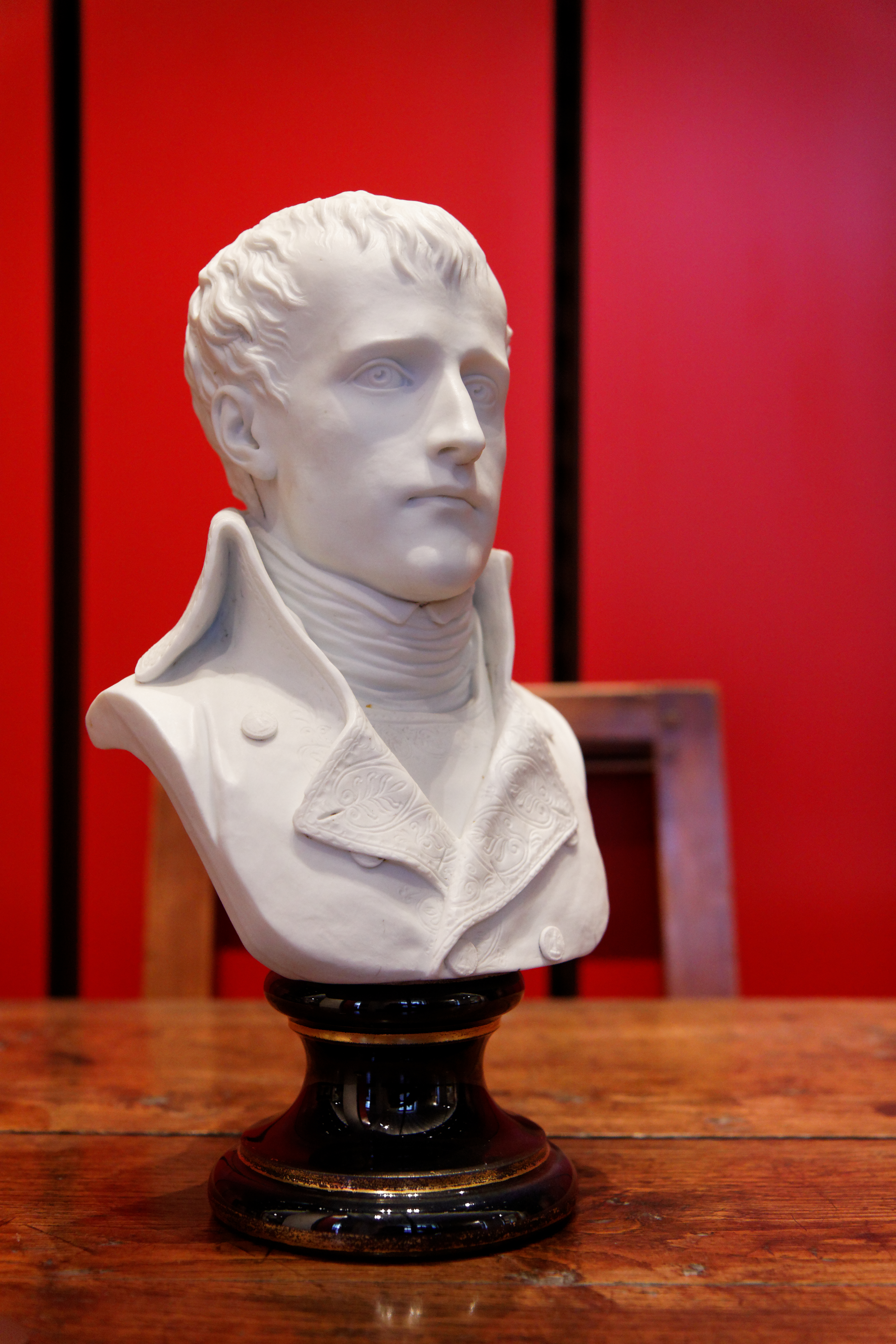
Boizot, busto di Bonaparte primo console, manifattura di Sèvres (musée de l'Armée).

#### Il ritorno a Parigi e l'incontro con David

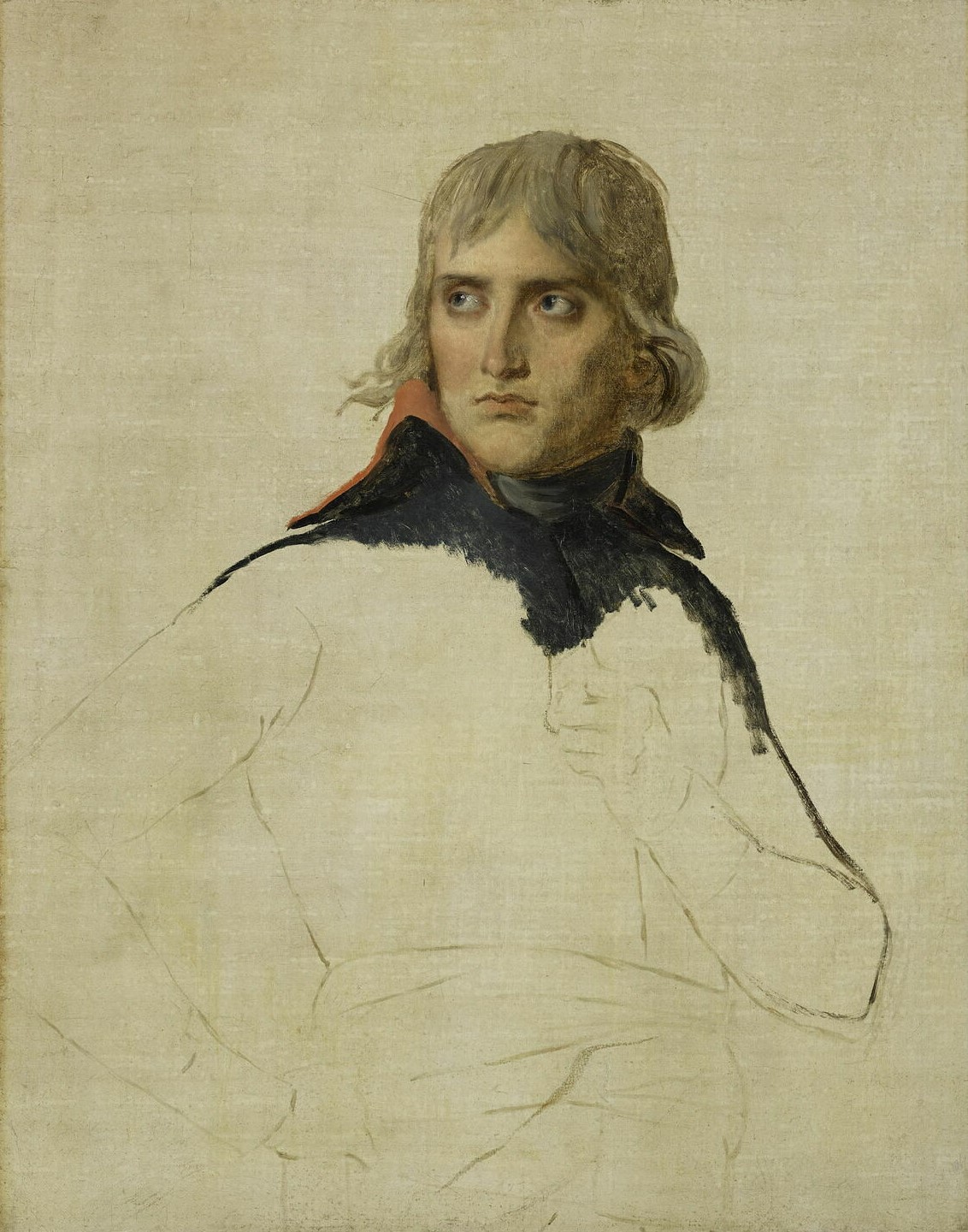
Jacques Louis David Ritratto non finito del generale Bonaparte 1798 Museo del Louvre

Alla fine del 1797, dopo la vittoria di Rivoli, Bonaparte tornò a Parigi e venne celebrato trionfalmente. Diversi artisti fecero parte della folla che pressava per vedere il generale vittorioso dell'armata d'Italia. Tra questi vi era anche Jacques-Louis David, personaggio che venne invitato al ricevimento tenuto dal Direttorio in onore della vittoria. Il pittore approfittò dell'occasione per proporre al generale di realizzargli un ritratto. Questa prima collaborazione tra i due tradusse l'entusiasmo dell'artista per il vincitore in Italia, 
 La tela avrebbe dovuto rappresentare Napoleone in piedi sulla piana di Rivoli con in mano il trattato di Campoformio, ma il ritratto venne solo abbozzato e mai terminato..

#### La parentesi egiziana
Durante il soggiorno egiziano di Napoleone, la produzione di opere che lo rappresentavano si ridusse. I grandi dipinti relativi a scene con le campagne d'Egitto vennero realizzati sotto l'impero (La battaglia delle Piramidi di Gros venne dipinta nel 1811). I ritratti di Napoleone databili a questo periodo sono soprattutto disegni ed abbozzi fatti dagli artisti che lo seguirono in Egitto come quello di André Dutertre.

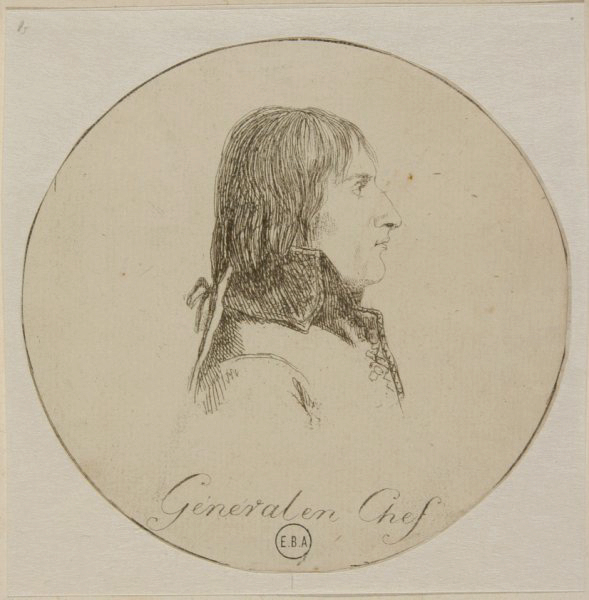
André Dutertre, ritratto di Bonaparte realizzato durante la campagna d'Egitto (coll. École Nationale supérieure des Beaux-Arts)
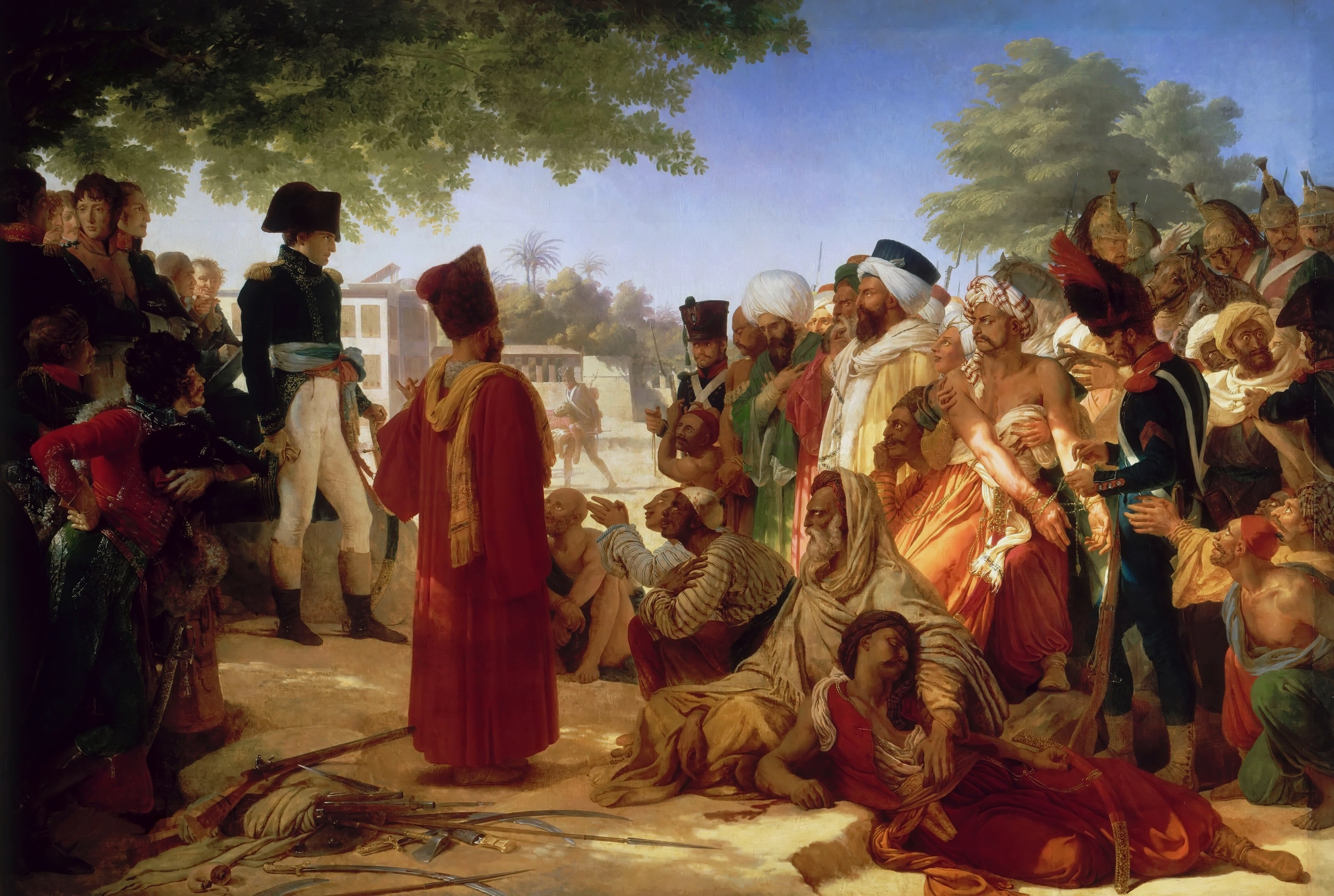
Pierre-Narcisse Guérin, Napoleone perdona i ribelli al Cairo 1808
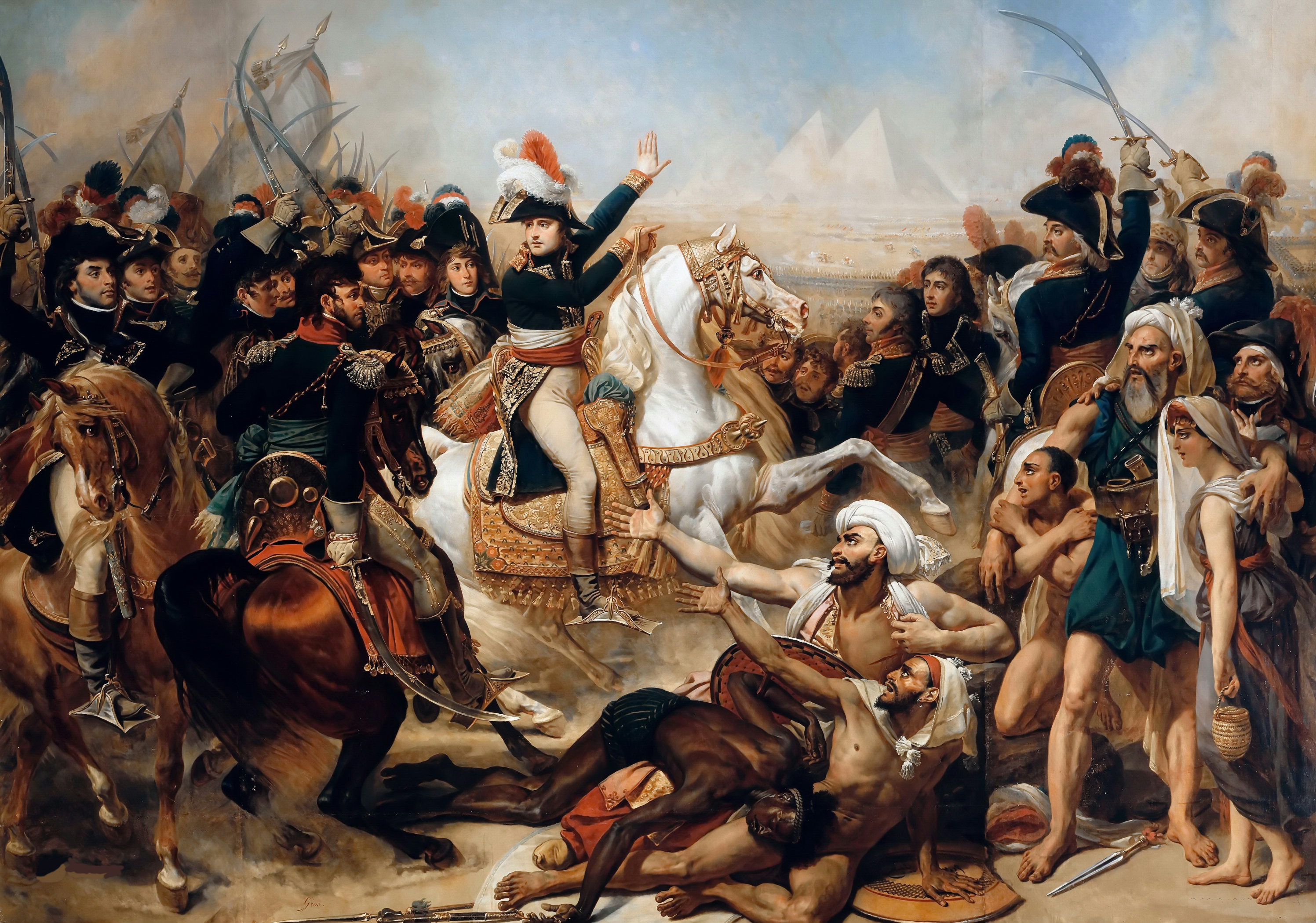
Antoine-Jean Gros, La battaglia delle Piramidi 1810

### Il Consolato

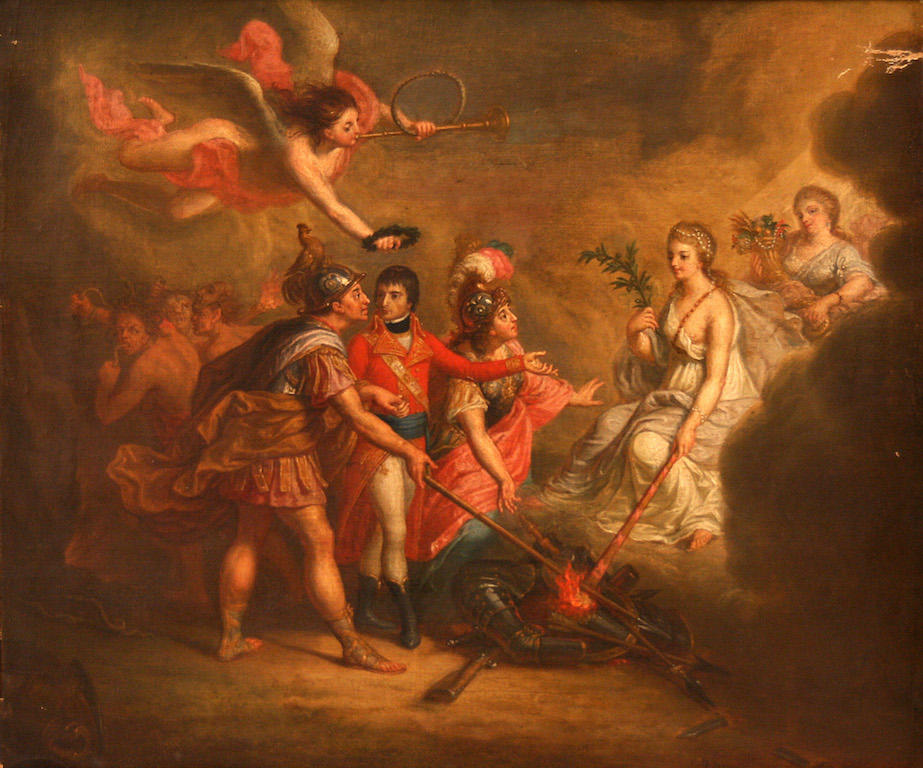
Dominique Doncre, Allegoria della pace di Amiens 1802.

Il colpo di stato del 18 brumaio ed il Consolato andarono entrambi a promuovere la produzione artistica per la glorificazione del nuovo comandante della Francia. Fu quello il periodo dei grandi ritratti equestri di David, Gros e Regnault, dei primi dipinti di battaglie (come "La battaglia di Marengo" di Louis-François Lejeune) e di allegorie (Il Trionfo di Bonaparte di Pierre-Paul Prud'hon). All'inizio del regime pittori e scultori come Isabey, Gros e Boilly rappresentarono il primo console con le sue peculiarità fisiche quando invece David, Appiani ed Ingres avevano idealizzato il loro modello.

#### Le allegorie
Dalla prima campagna d'Italia, Napoleone venne fatto oggetto di rappresentazioni allegoriche, in particolare attraverso le stampe e le incisioni, ma anche nella pittura durante il periodo del Consolato. Nel dipinto di David, La distribuzione delle aquile si vede chiaramente l'impostazione innovativa relativa al personaggio, che pure rifiutò di accettare la scultura del Canova come eroe alla maniera degli dei greci. Una delle opere allegoriche rappresentative di questa iconografia è il Trionfo di Bonaparte di Pierre-Paul Prud'hon.

#### Il Primo Console controlla la sua immagine
Dopo il rifiuto di posare per il ritratto equestre di David Bonaparte valica il Gran San Bernardo, Napoleone non volle più posare direttamente come modello per pittori o scultori, i quali dovevano quindi ispirarsi a incisioni o ritratti precedenti. A questa disposizione dovettero attenersi anche Ingres, Girodet, Vien jr., Marie-Guillemine Benoist.
Qualche raro artista trovò tuttavia modo di sfruttare qualche occasione, come nel caso di Isabey che approfittò di una passeggiata di Napoleone nei giardini della Malmaison. Thomas Phillips artista inglese, approfittò della pace di Amiens per portarsi in Francia per ritrarre il primo console su commissione esplicita di lord Erskine. François Gérard, realizzò il suo primo ritratto di Napoleone nel febbraio del 1803 alle Tuileries, ritratto che servirà da modello a successive opere del medesimo tipo. Antonio Canova abbozzò il suo busto durante i pranzi e le cene al castello della Malmaison.

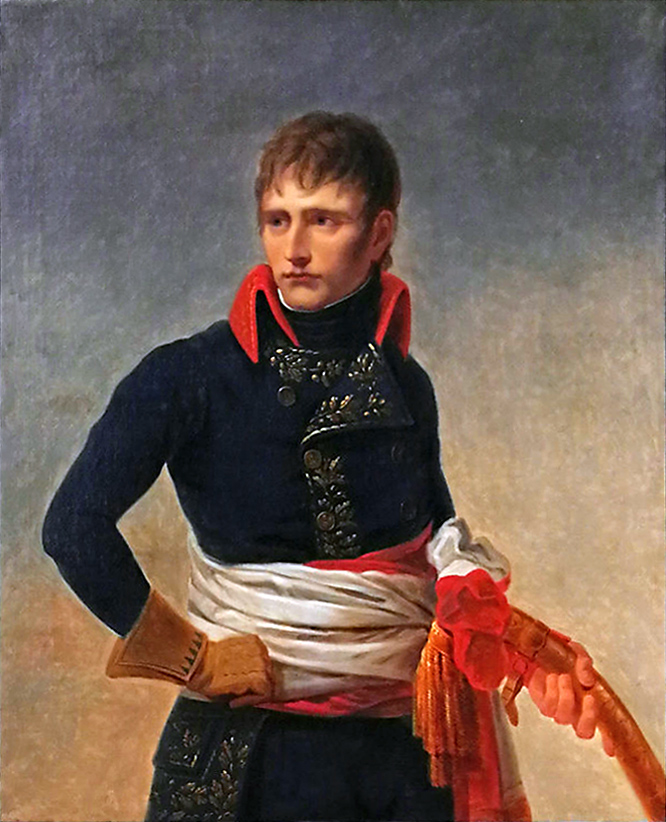
Andrea Appiani, Bonaparte a Milano (1800), L'Havana, museo napoleonico.
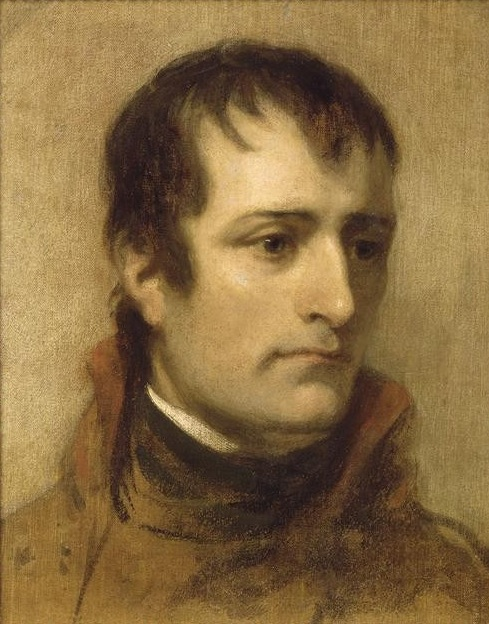
Thomas Phillips, Ritratto di Bonaparte primo console (1802), Bayonne, musée Bonnat
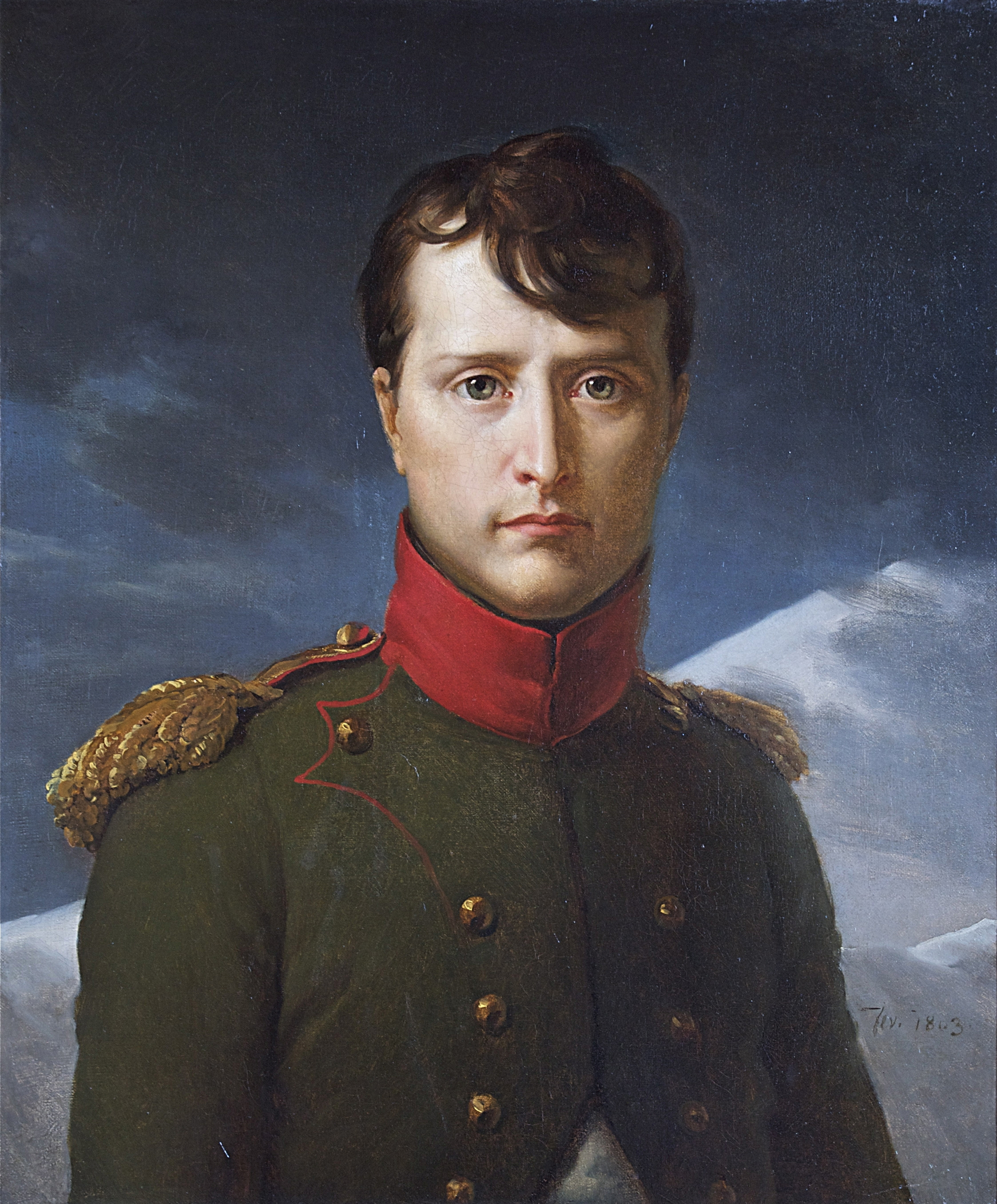
François Gérard, Napoleone Bonaparte, primo consol (1803). Chantilly, musée Condé.
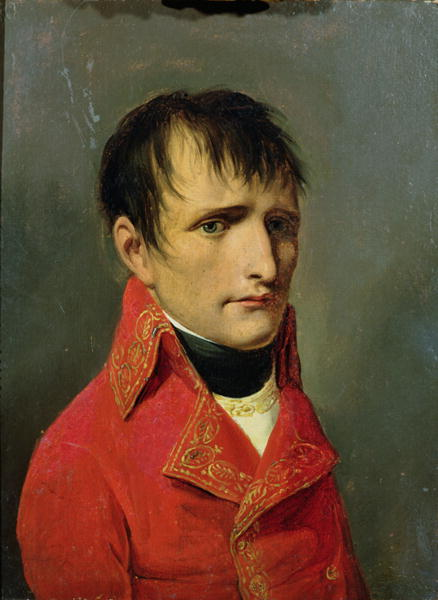
Louis-Léopold Boilly, Ritratto del primo console, collezione privata.
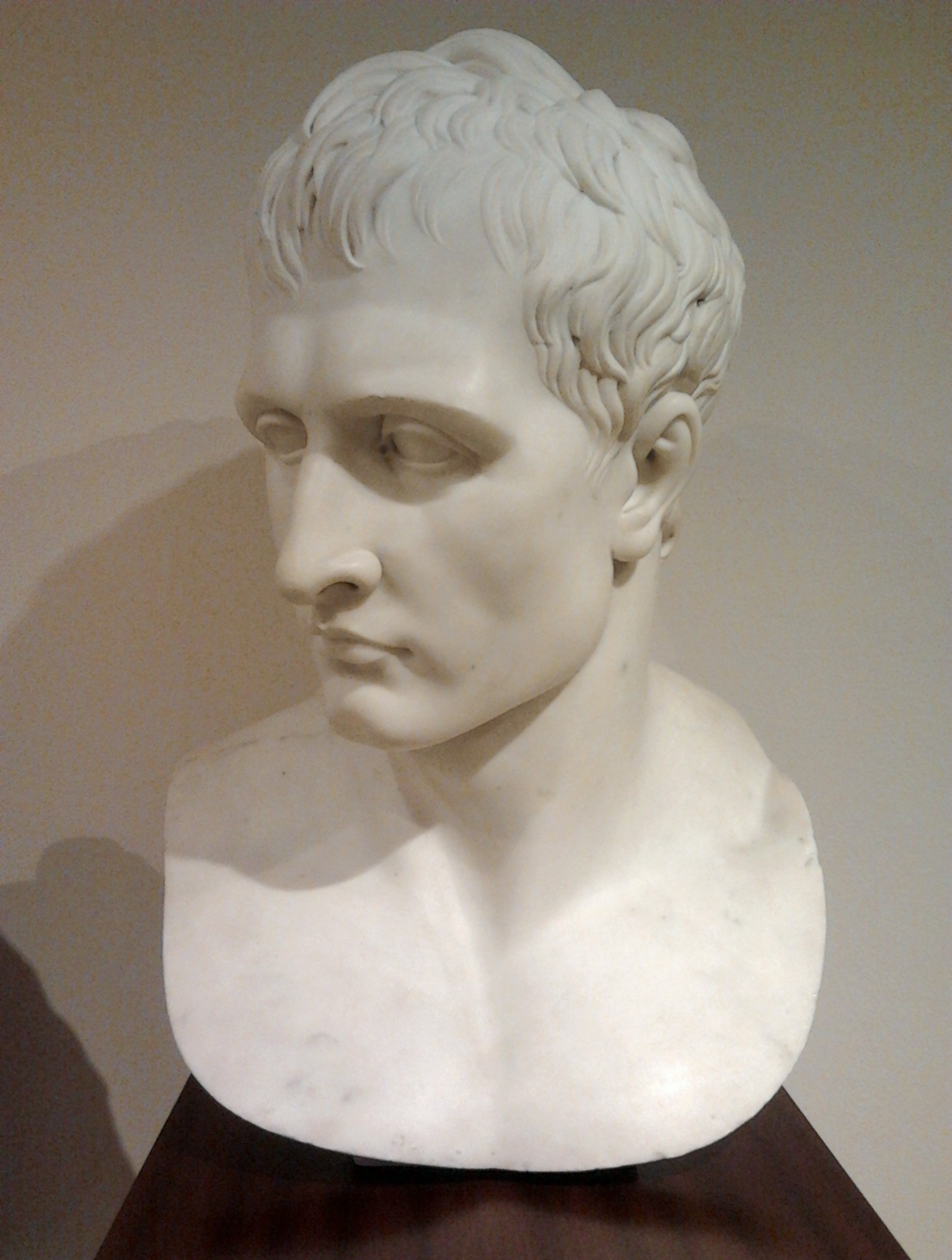
Antonio Canova, Busto di Napoleone Bonaparte, c. 1803, museo nazionale di Cracovia

#### I ritratti consolari
Nel 1802 Antoine-Jean Gros ottenne commissione di realizzare un ritratto del primo console che fu presentato a Napoleone a Cambacéres. Questo ritratto in piedi (museo della Legion d'onore), rappresenta il Bonaparte nel costume rosso dei consoli di Francia e venne particolarmente apprezzato, dal momento che Napoleone ne chiese delle repliche per le città di Lille, Lione e Rouen. Uno di questi dipinti, quello destinato a Lione, differiva per la postura del Bonaparte. L'opera originale servì quindi da modello per una serie di ritratti ufficiali del primo console, destinati a differenti città francesi e dei Paesi Bassi meridionali, dipinti da differenti artisti.
Nel 1803 Vivant Denon venne incaricato di disegnare altri dipinti ispirati al quadro di Gros, Fortuné Dufau realizzò quello destinato a Blois, Robert Lefèvre quello per Dunkerque, Jean-Baptiste Greuze quello per la città di Anversa, Marie-Guillemine Benoist quello per la città di Gand, Jean-Auguste-Dominique Ingres quello per la città di Liegi, Charles Meynier quello per la città di Bruxelles e Joseph-Marie Vien il giovane quello per Bruges.

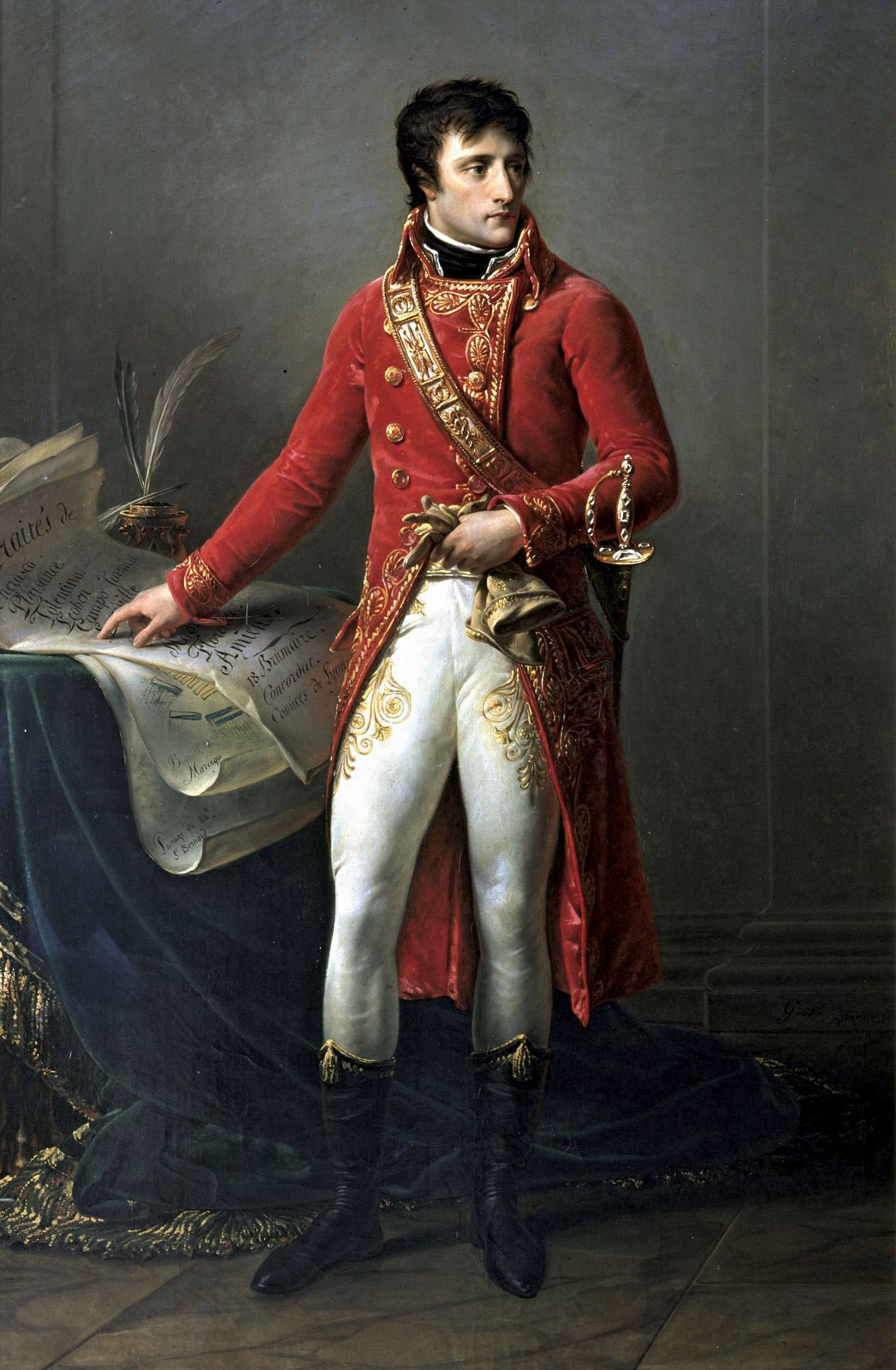
Antoine-Jean Gros Bonaparte, primo console 1802.
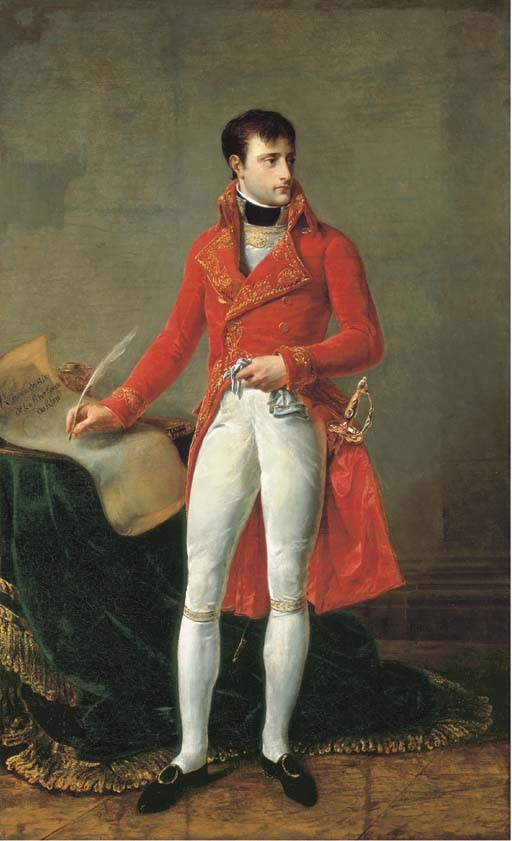
Antoine-Jean Gros, Bonaparte primo console copia del 1803 con alcuni cambiamenti
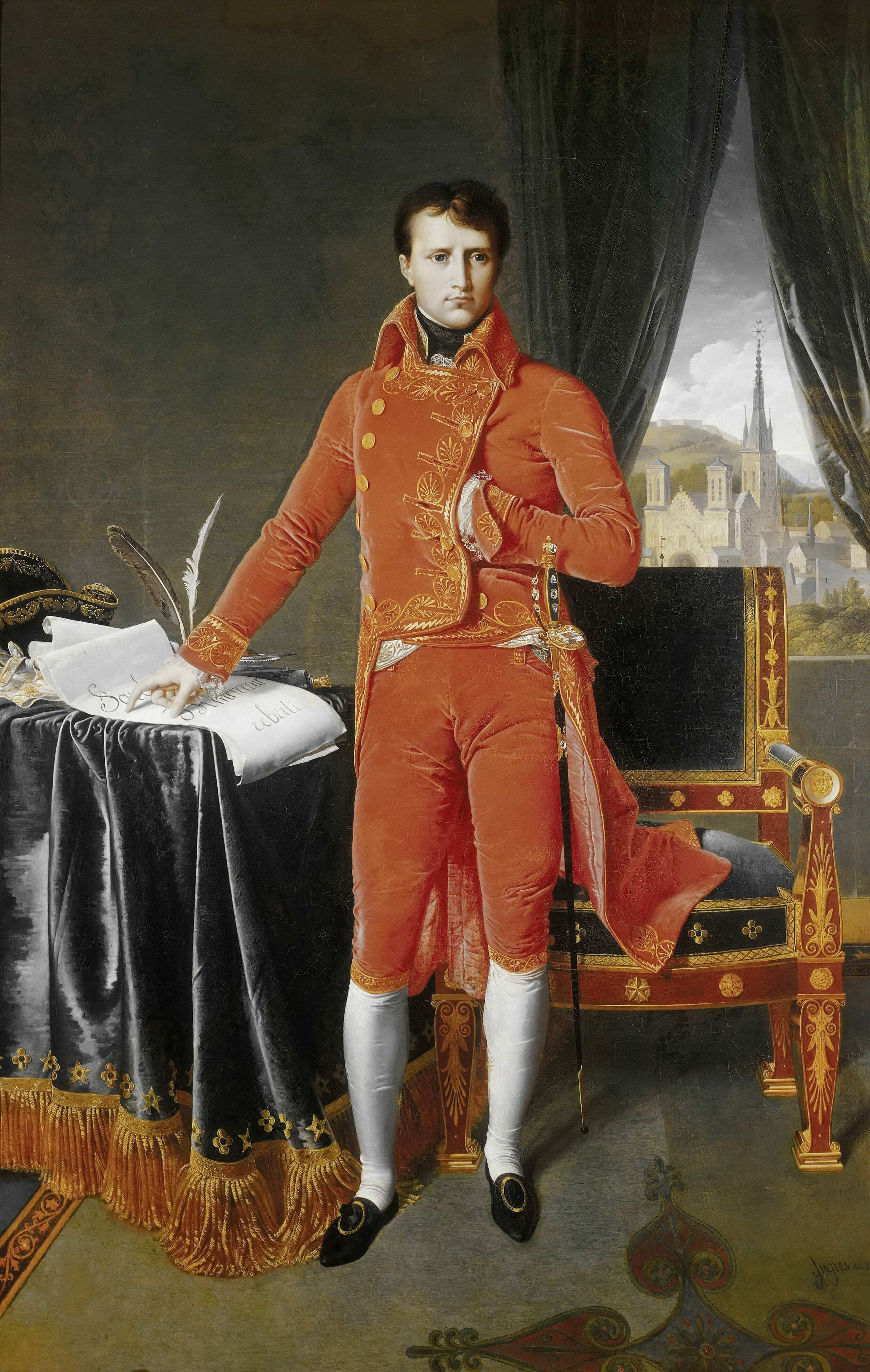
Jean Auguste Dominique Ingres Bonaparte, primo console 1803.
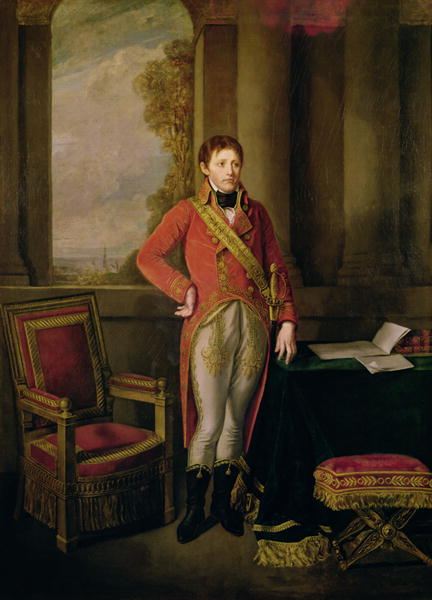
Jean-Baptiste Greuze, Bonaparte, primo console 1803 castello di Versailles.
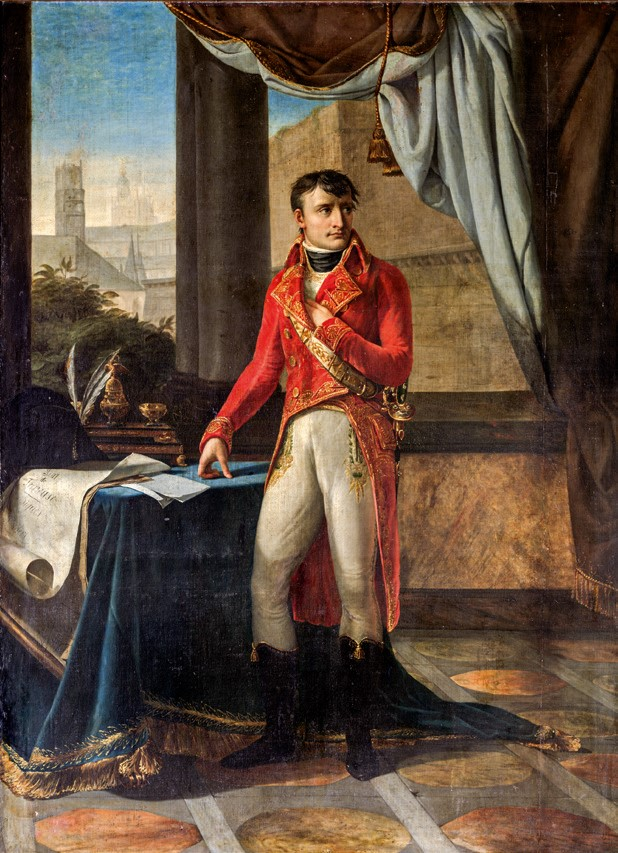
Marie-Guillemine Benoist, Bonaparte, primo console, 1804, municipio di Gand
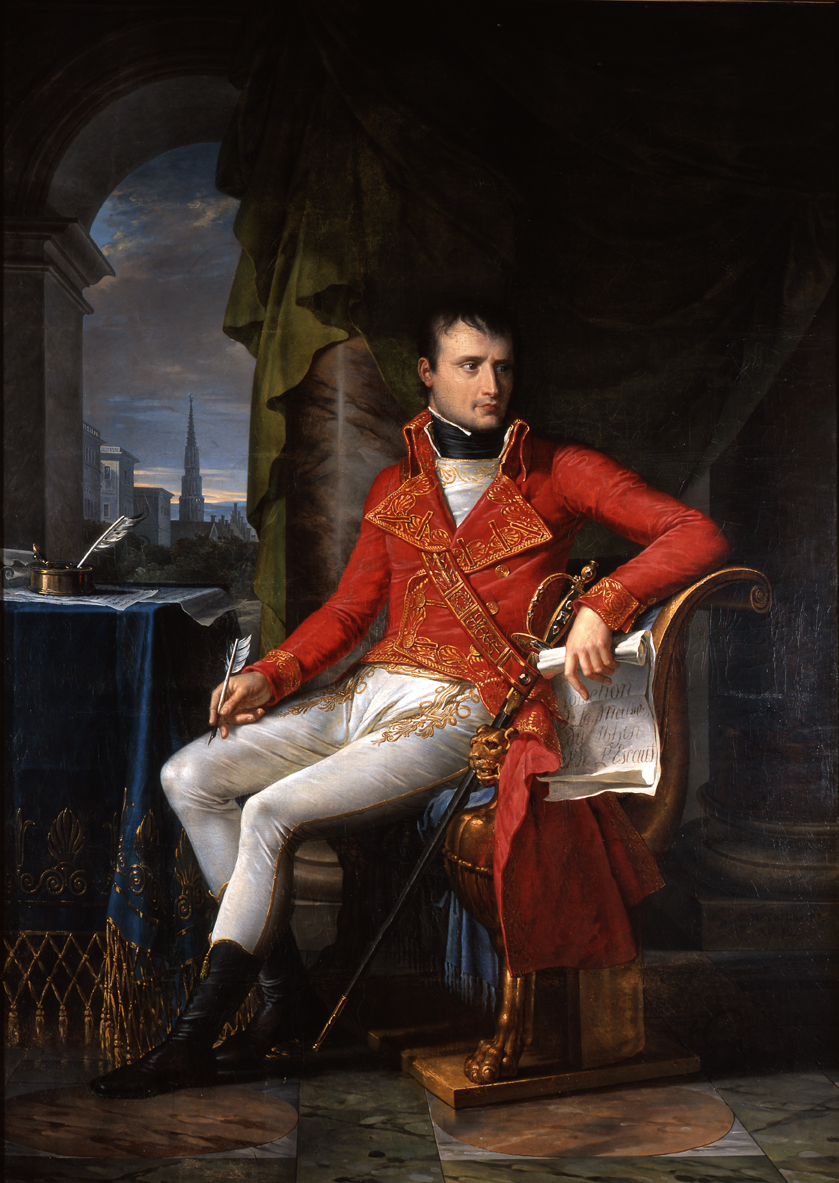
Charles Meynier, Bonaparte, primo console, 1804 museo della città di Bruxelles.

#### La mano nel gilet
Due dei ritratti del Bonaparte in questo periodo segnarono la sua futura iconografia: il disegno di Isabey Bonaparte alla Malmaison (1801) che è la prima rappresentazione di Napoleone con la mano nel gilet, e la tela di Ingres Bonaparte, primo console (1803) che riprende, in pittura, la medesima postura. Contrariamente alla leggenda, Napoleone non era solito fare questo gesto quando accusava dolori di stomaco, ma ne pervenne una licenza retorica nella sua stessa rappresentazione a simboleggiare un atteggiamento ponderante. Anche dopo Napoleone molte altre personalità: artisti, sovrani, uomini politici, adottarono questo stesso atteggiamento nei loro ritratti. Questo gesto e la sua origine applicata all'oratoria si devono al filosofo greco Eschine rappresentato in questa posa in una statua antica. Il primo console era solito adottare l'etica calma del legislatore. L'immaginario collettivo finirà per associare questo gesto all'immagine di Napoleone, al punto da simboleggiarlo ancora oggi tramite il cinema e la televisione. Quasi tutte le rappresentazioni ufficiali di Napoleone realizzate durante il consolato e l'impero riportarono questa attitudine come ideale di moderazione, di propaganda delle idee per un impero che fosse clemente. Uno dei primi esempi di questa tipologia di rappresentazione si ritrova in Bonaparte visita gli appestati di Giaffa di Gros.

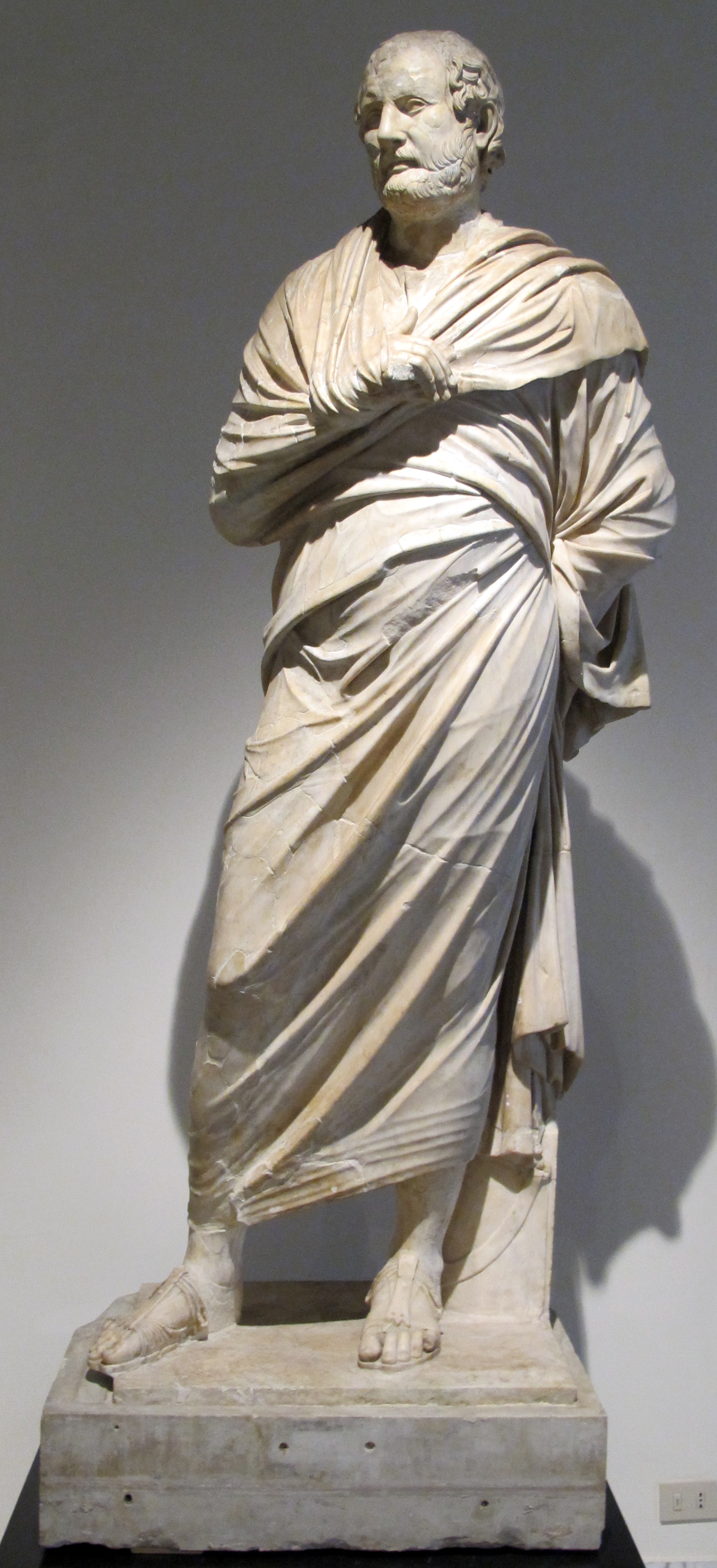
Eschine nella postura con la mano nascosta (Ercolano).
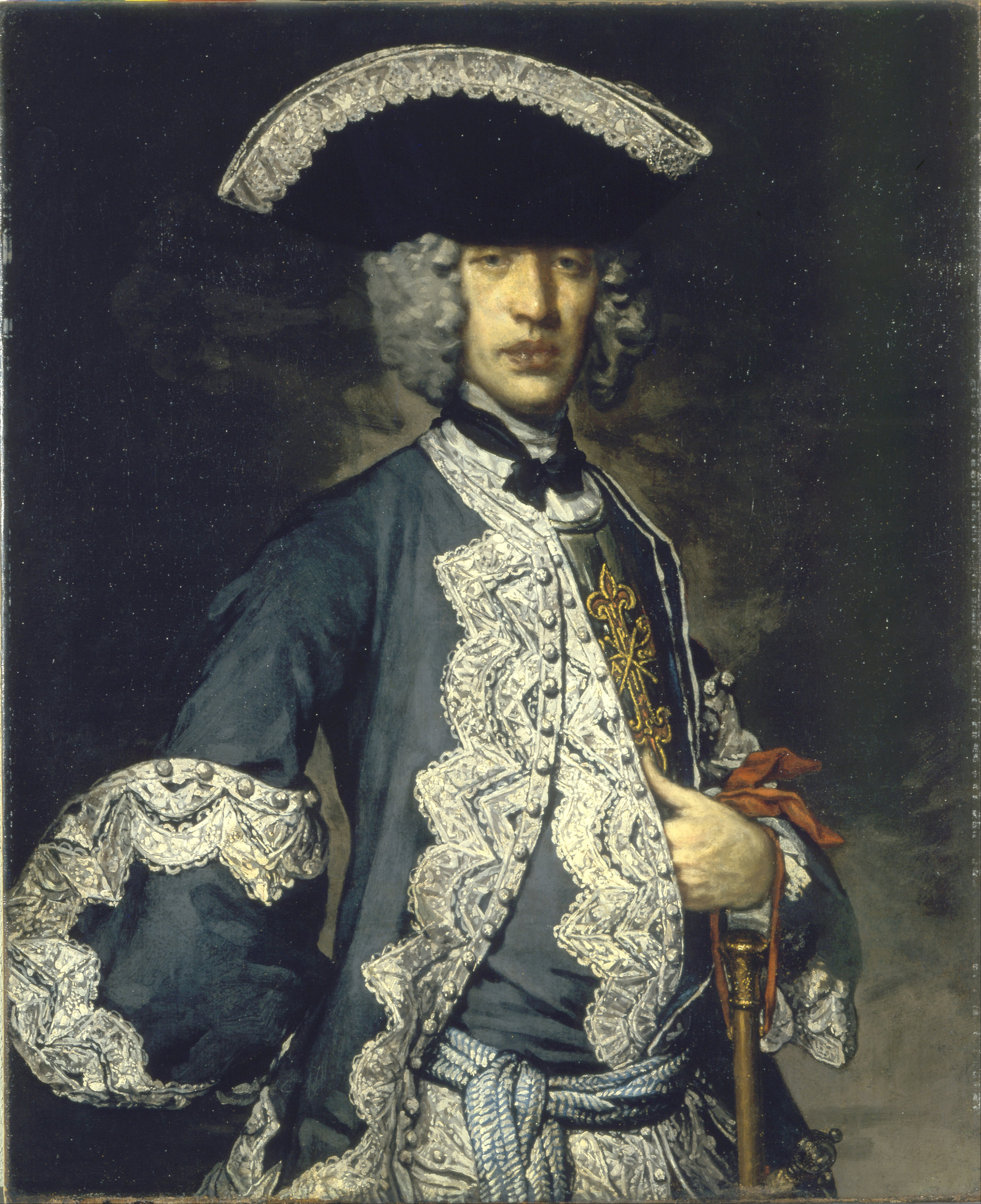
Fra Galgario, Ritratto di gentiluomo (1740).
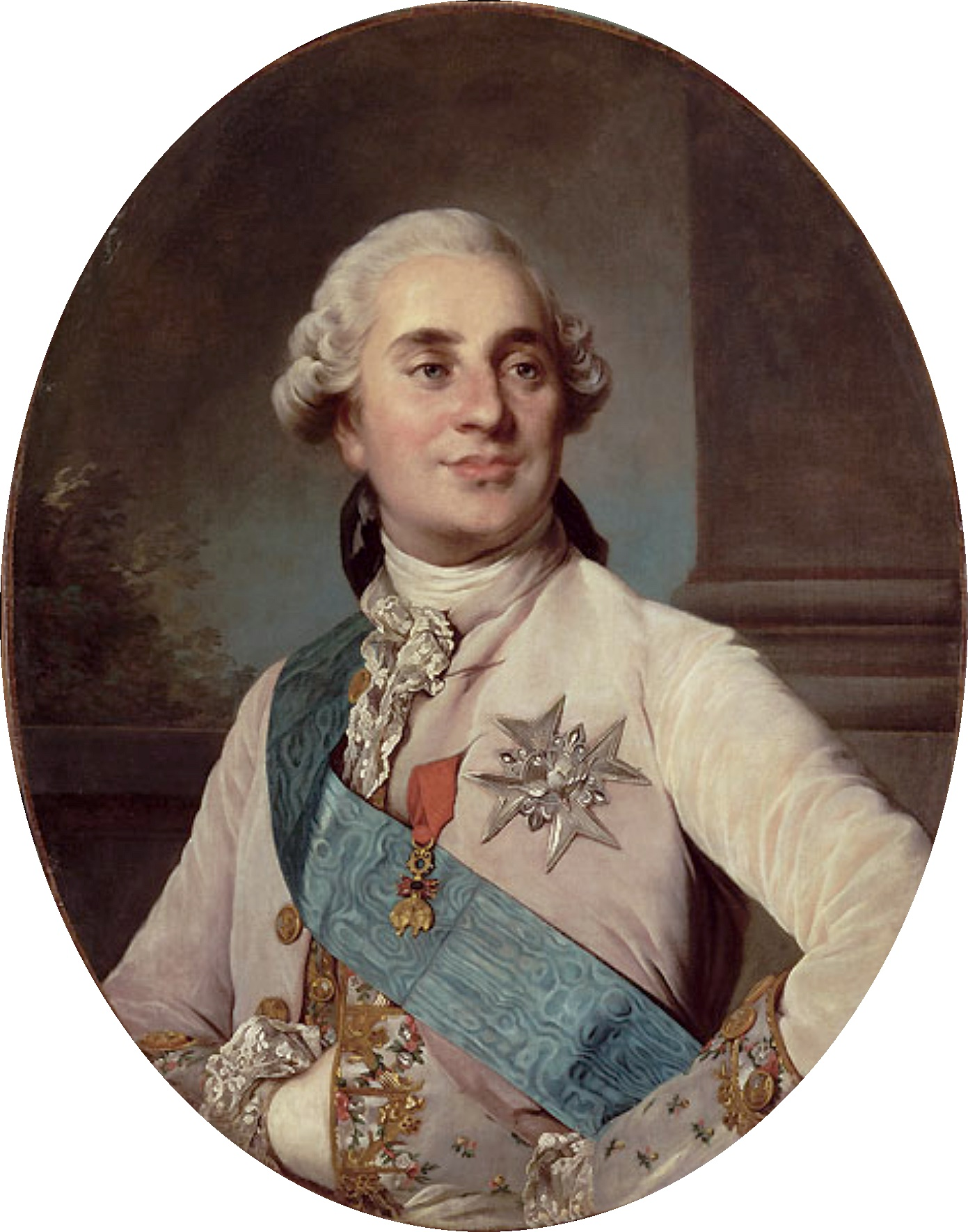
Luigi XVI ritratto da Joseph-Siffrein Duplessis (1776).
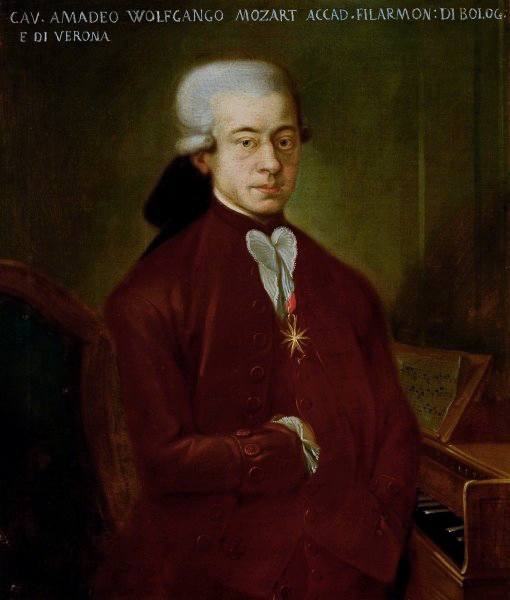
Anonimo, ritratto di Mozart (1777).
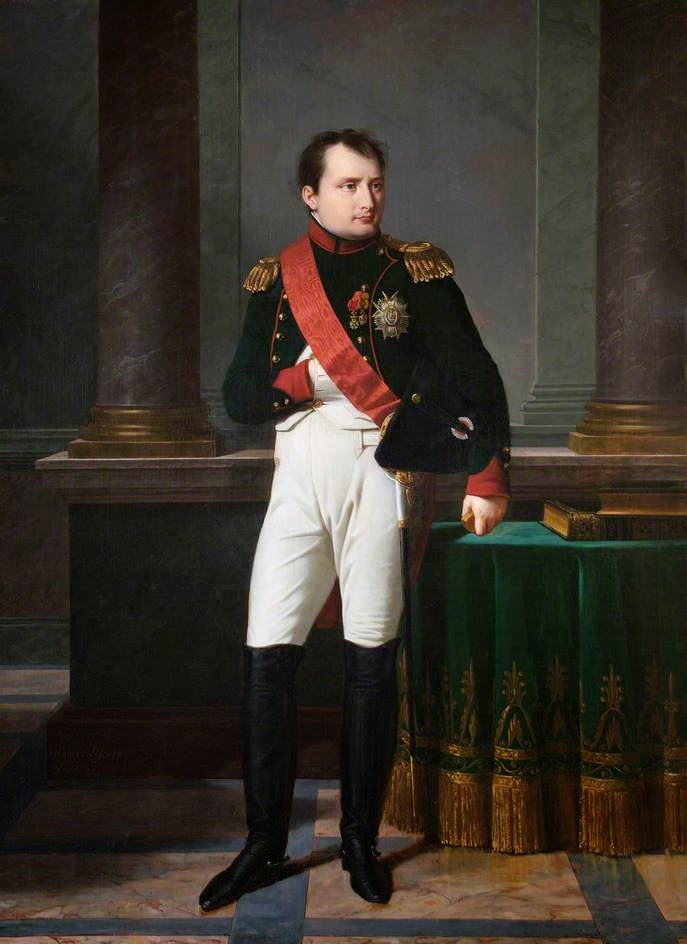
Robert Lefèvre, ritratto di Napoleone nel 1812.

### L'impero, i suoi fasti e le sue scene di battaglia
Quando Napoleone si incoronò imperatore, i pittori e gli scultori della repubblica consolare divennero artisti ufficiali della corte imperiale. David venne incaricato di dipingere grandi dipinti, Gros e Lejeune vennero assegnati a dipingere delle scene di battaglie napoleoniche, Gérard e Lefèvre si dedicarono ai membri della corte. Per dirigere questo gruppo Bonaparte nominò nel 1803 Vivant Denon direttore delle arti, gestendo le comande e scegliendo gli artisti che dovevano realizzarli.

#### Il sovrano in costume imperiale
Da questo momento l'iconografia di Napoleone manifestò il desiderio di legittimare il suo potere. I suoi ritratti col costume dell'incoronazione riprendevano i ritratti reali da Luigi XIV a Luigi XVI. François Gérard, Robert Lefèvre e Girodet rispondevano agli ordini dell'imperatore nel mantenimento di una ritrattistica sullo stile della maestà borbonica, mentre David ed Ingres rigettarono quest'idea di mostrare il potere. I simboli ricorrenti erano quelli dell'impero romano (la corona di lauro), della monarchia dell'Ancien Régime (il mantello bordato d'ermellino) e dell'impero carolingio (il trono, la mano della giustizia, la corona imperiale, lo scettro). Nel ruolo di unificatore della Francia dopo la guerra civile, Napoleone fece di tutto per apparire come il rappresentante di una nuova dinastia che succedeva ai Borboni ma ereditava dall'impero carolingio le proprie tradizioni, pur identificandosi come "sovrano repubblicano", continuatore degli ideali della Rivoluzione. In questo apparato d'insieme era importante l'identificazione chiara dei simboli del potere. Questa apparenza antica, venne ancor più amplificata dalla presenza di statue e busti di stile neoclassico realizzate da Chaudet, Bartolini, et Canova.

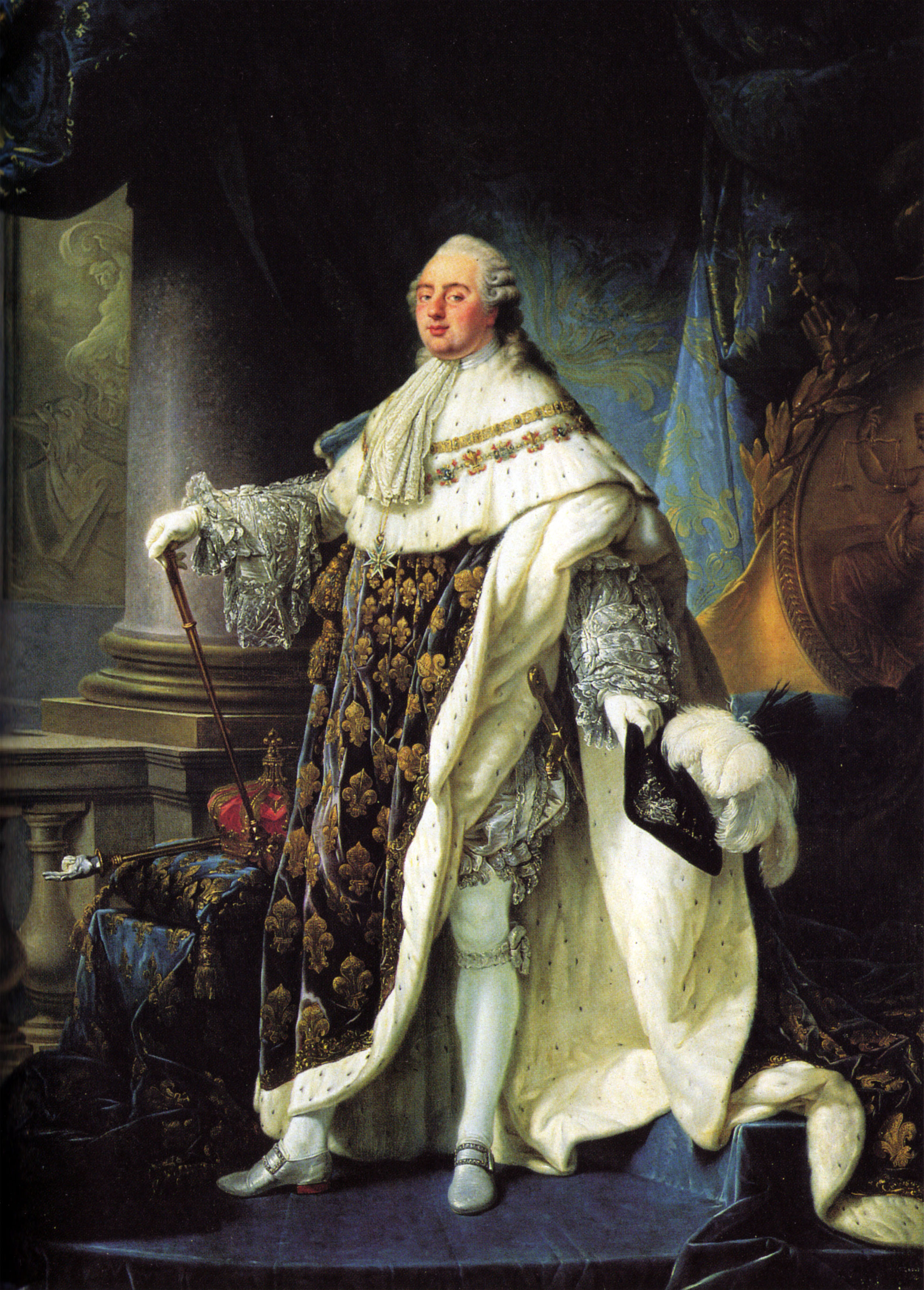
Ritratto di Luigi XVI di A.F. Callet (1741-1823)
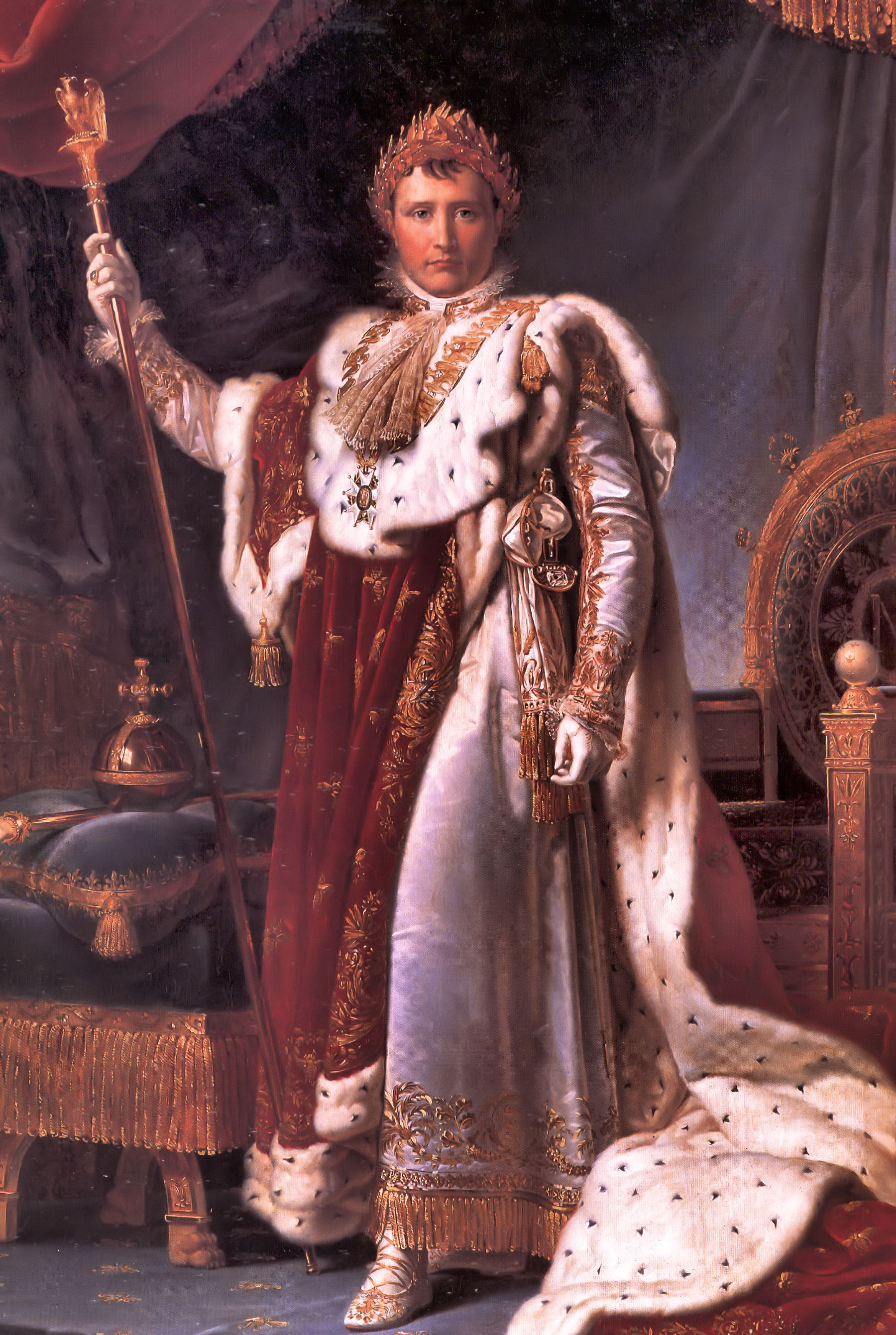
François Gérard Napoleone negli abiti dell'incoronazione (1805)
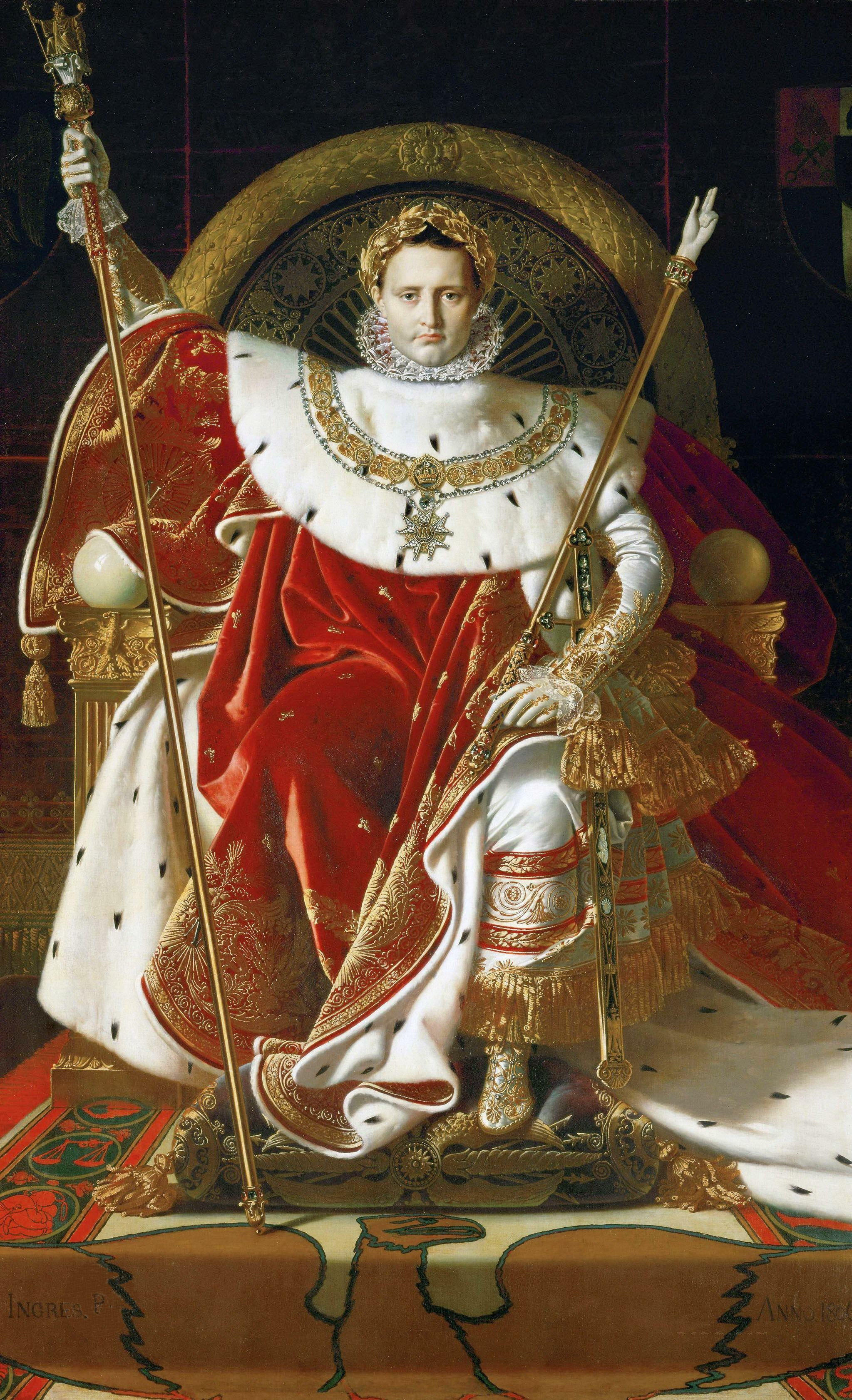
Jean-Auguste-Dominique Ingres Napoleone sul trono imperiale (1806)
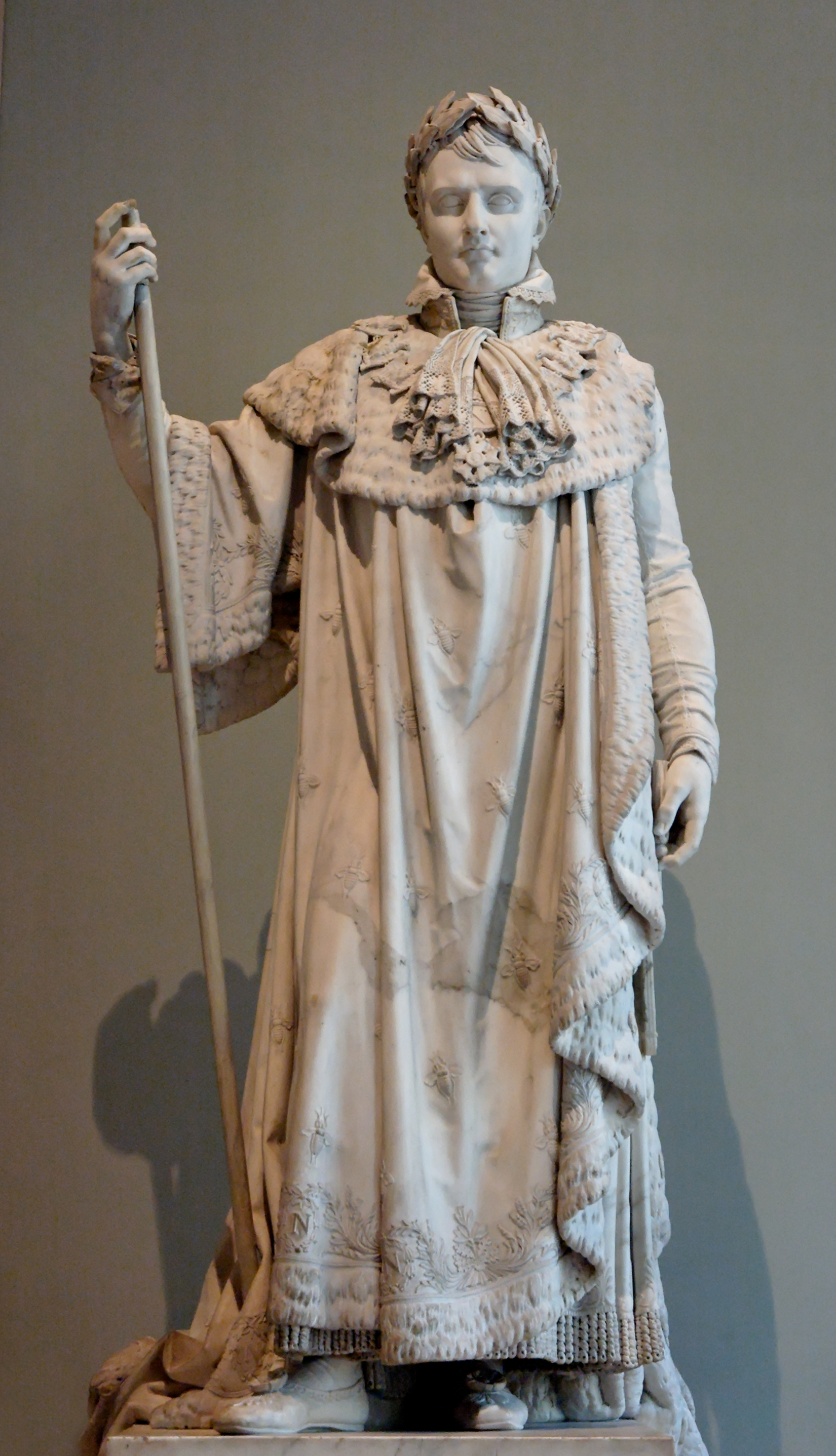
Claude Ramey Napoleone I negli abiti dell'incoronazione . Marmo, (1813).

#### L'incoronazione secondo David

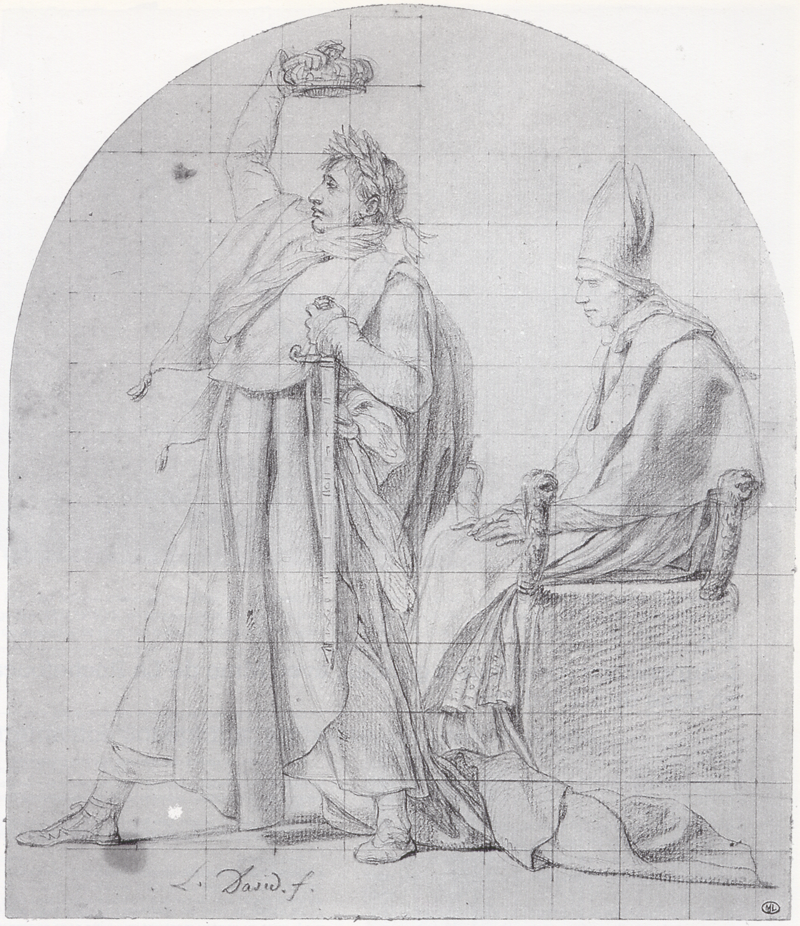
David, studio per l'incoronazione

Jacques Louis David venne creato primo pittore di Napoleone e realizzò per sua commissione i ritratti ufficiali del potere, riassumibili però in soli sette quadri, tre delle cinque versioni del ritratto equestre Bonaparte valica il Gran San Bernardo (la prima per il castello di Saint-Cloud, una per les Invalides e l'altra per il palazzo della Repubblica Cisalpina), due ritratti imperiali e due grandi quadri di cerimonie, L'Incoronazione e la Distribuzione delle aquile dal momento che il ritratto di Napoleone (1811) risultò come una commissione privata. L'opera mancate a questa gigantesca galleria di ritratti, il quadro certamente destinato a cogliere in pieno lo spirito di tutto il periodo imperiale è certamente L'incoronazione di Napoleone, un insieme di compiacenza e lucidità descrittiva, dove ogni personaggio della scena assume un valore importante nell'intera composizione. Solo l'imperatore e l'imperatrice, però, assumono la posizione centrale e quindi sono il fulcro stesso del dipinto, esaltando la bellezza di Josephine come moglie e consorte del sovrano e l'aspetto medaglistico del profilo di Napoleone.

#### Le battaglie
La propaganda si mise in moto da subito per celebrare le vittorie dell'Impero ed occultare gli echi delle sconfitte. Napoleone ricoprì il ruolo di civilizzatore in Egitto (Guérin Napoléon pardonnant aux révoltés du Caire) e vincitore in Spagna (Gros la reddition de Madrid). L'impero, per mediazione di Vivant Denon, organizzò dei concorsi di pittura per scegliere chi meglio potesse essere adatto a rappresentare il potere di Napoleone in pittura.. I dipinti di battaglie vennero reificati dalle opere di Carle Vernet, Antoine-Jean Gros, Anne-Louis Girodet, Claude Gautherot, Charles Meynier e Jean-Baptiste Debret, oltre che da Horace Vernet, che esercitò il suo talento alla fine dell'impero.
Vennero presentati due concetti di battaglia. Le scene riguardanti Napoleone ed il suo stato maggiore, come nel caso di Gros, Vernet, Gautherot, ecc., e le tele di una fattura più topografica con l'intento di mostrare la battaglia nelle sue fasi cruciali o nelle strategie adottate come nel caso delle opere di Louis-François Lejeune e Charles Thévenin. Nelle scene militari Napoleone è sovente rappresentato a cavallo in mezzo ai suoi marescialli, un'attitudine che ricordava quella di Marco Aurelio. Dal momento che non volle mai essere rappresentato in atto di combattere né in atto di brandire un'arma a differenza di Murat dipinto da Gros ne La battaglia di Abukir con la spada in mano, Napoleone volle sempre essere rappresentato in atteggiamento posato.

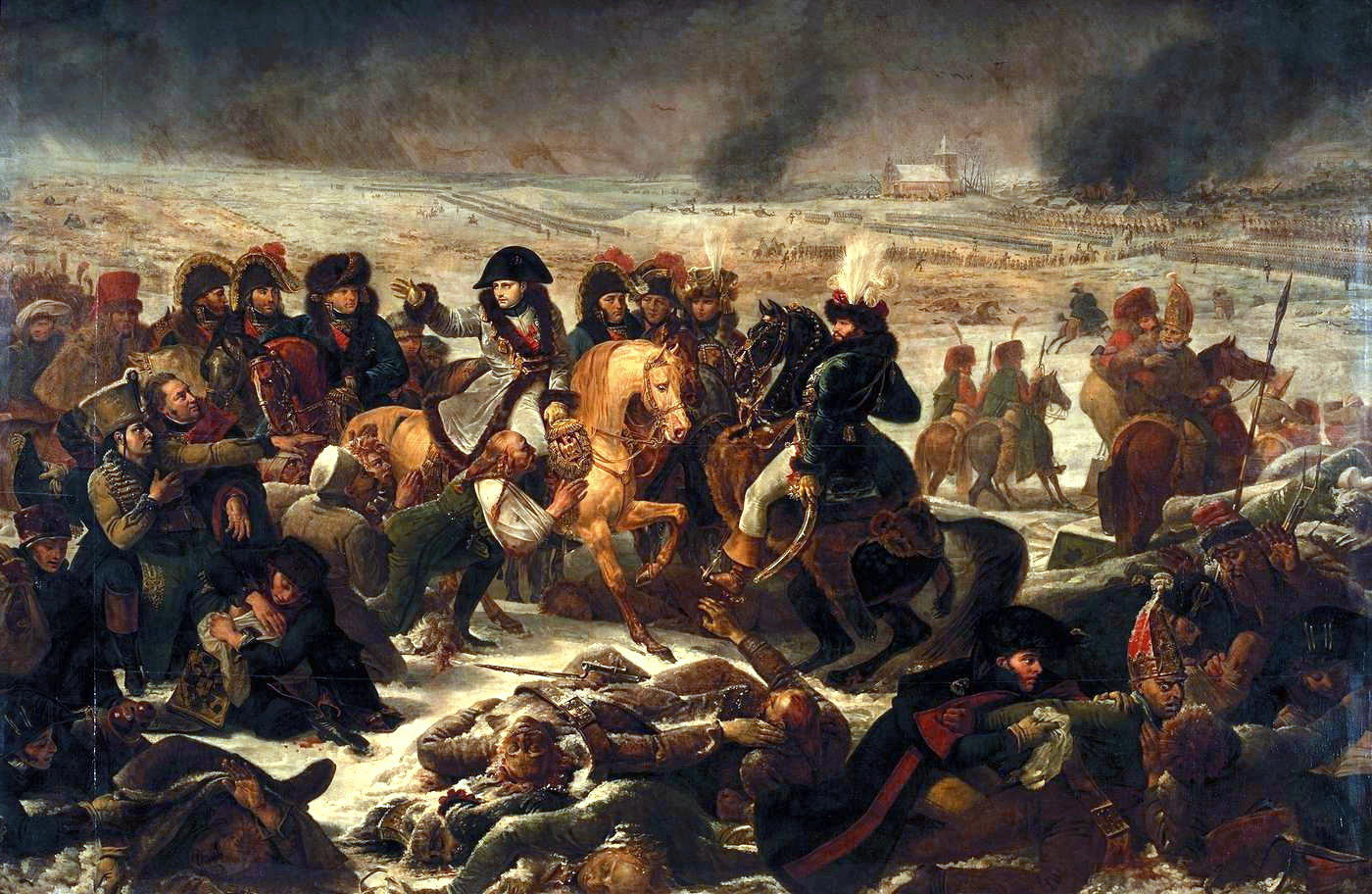
Antoine Jean Gros Napoleone alla battaglia di Eylau 1808.
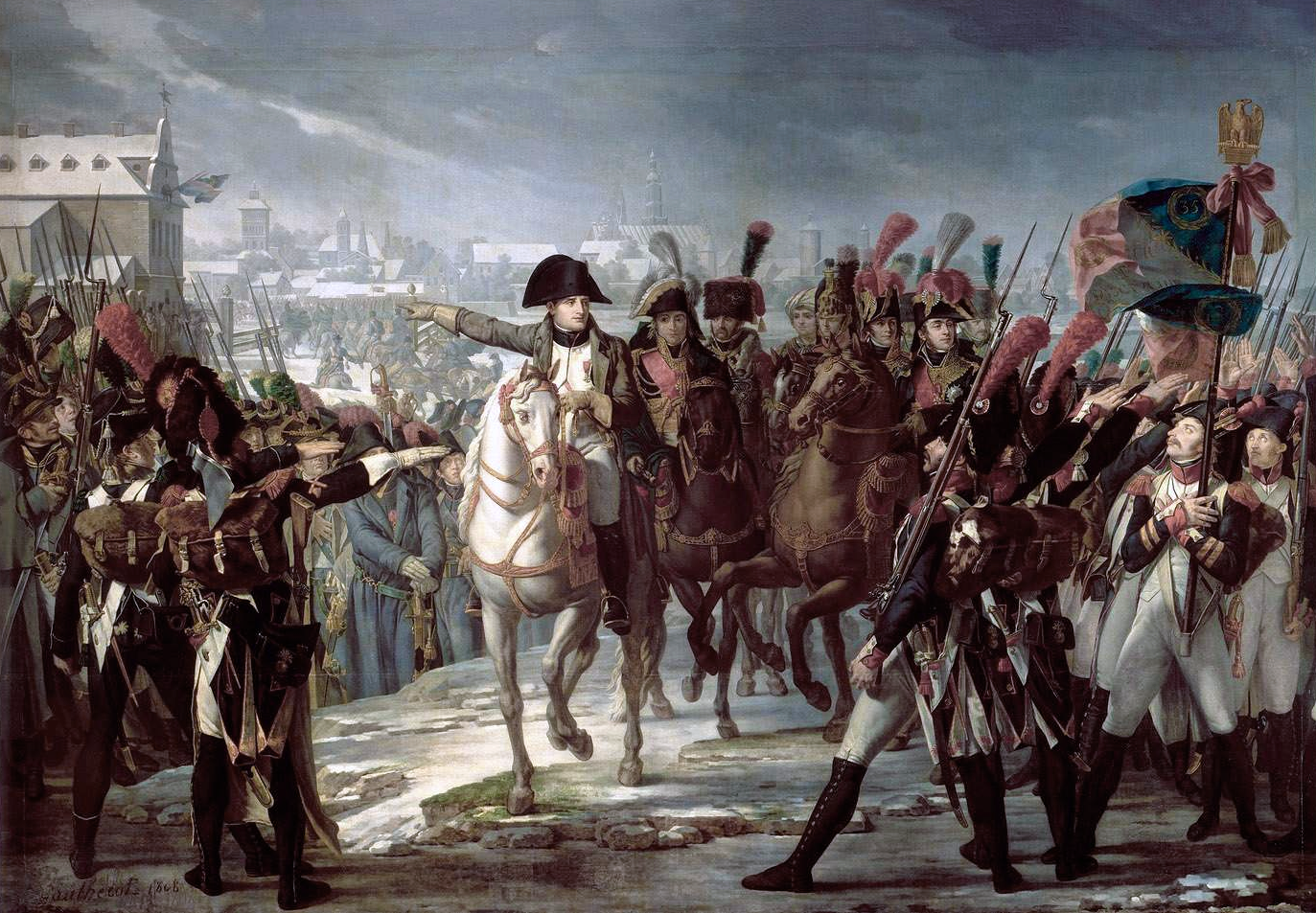
Gautherot, Napoleone ad Augusta
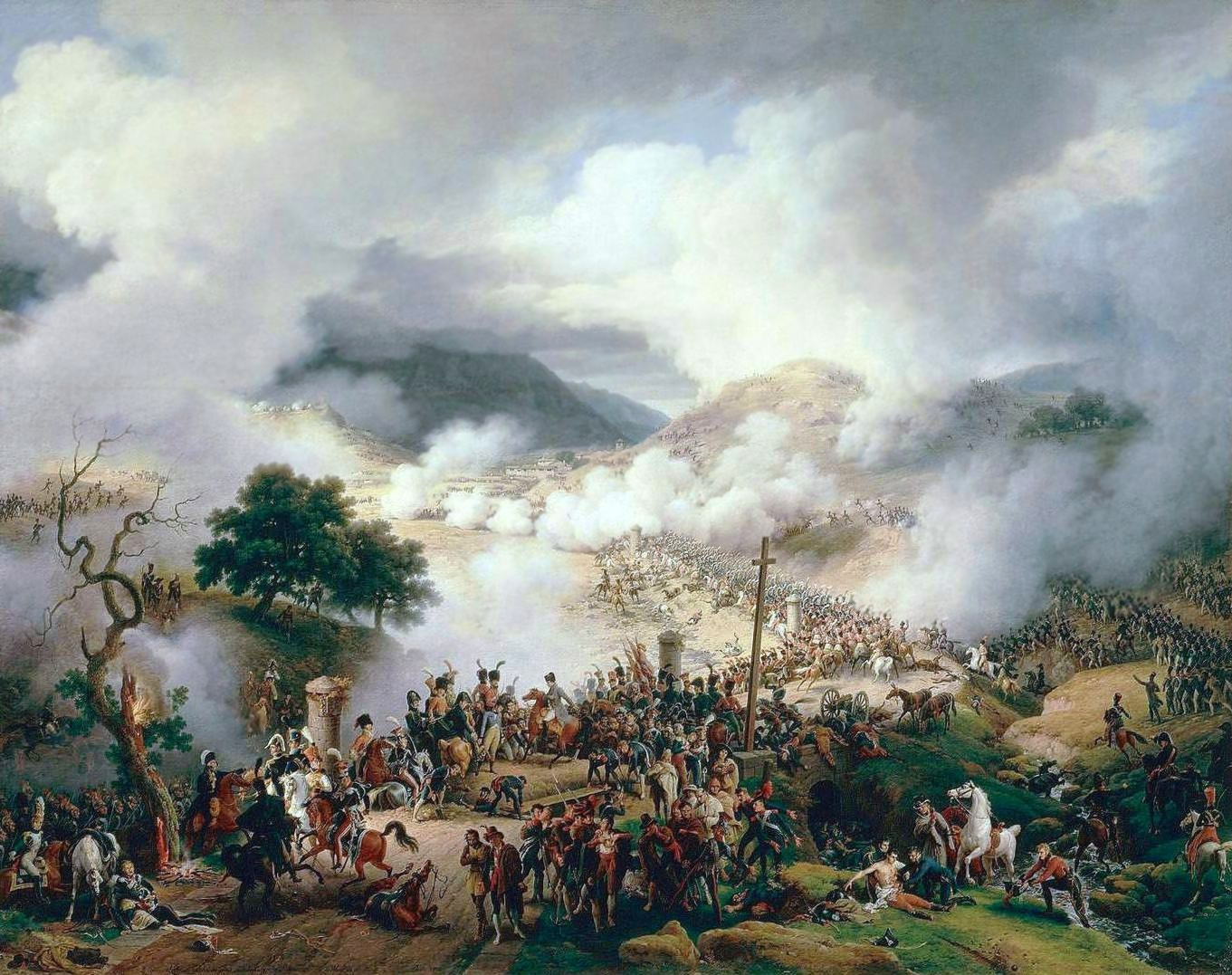
Louis-François Lejeune, Battaglia di Somosierra

### Napoleone in uniforme

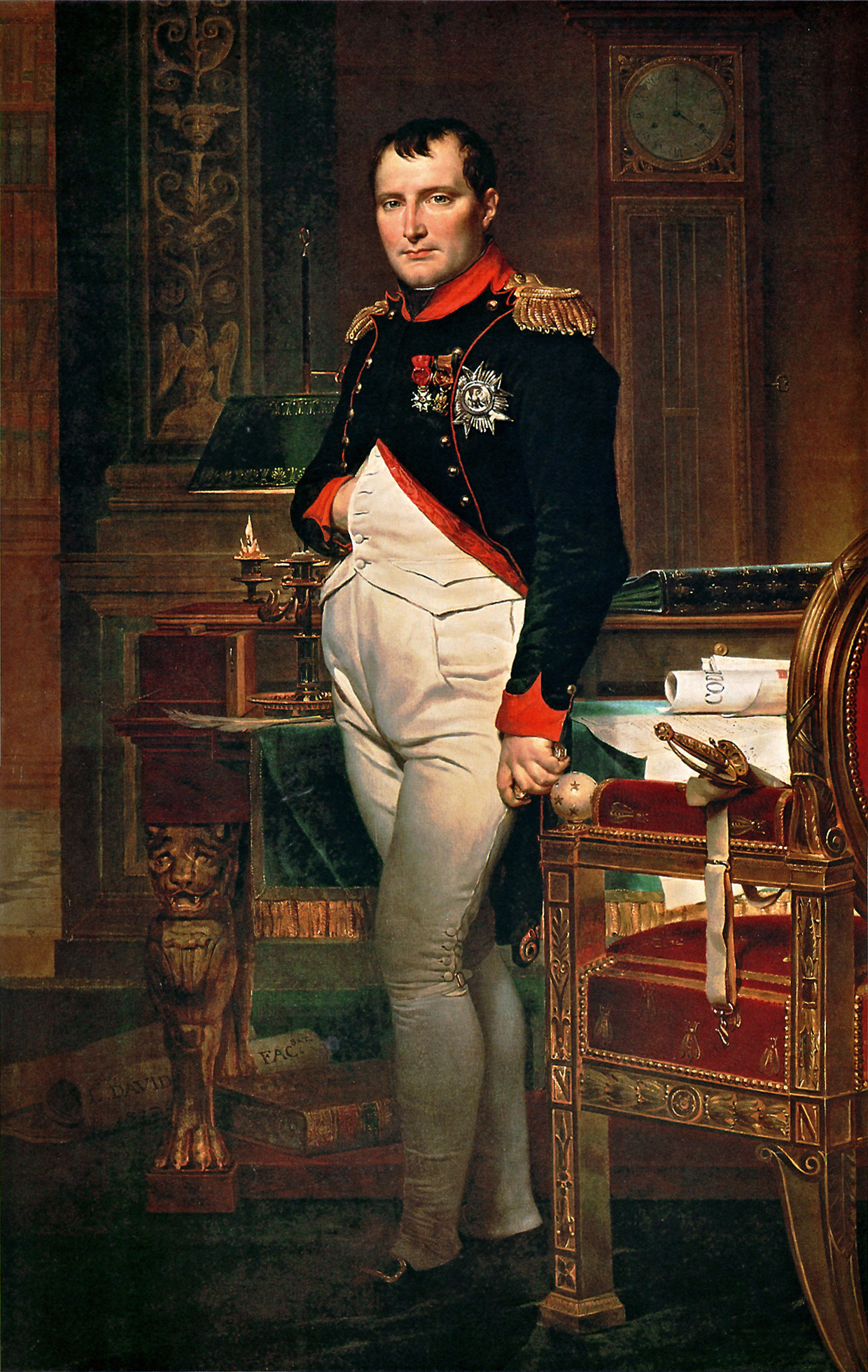
Jacques Louis David Napoleone nel suo gabinetto di lavoro 1812

Nel periodo imperiale si svilupparono anche altre tipologie di ritratto dove Napoleone era spesso presente in uniforme, in piedi o a cavallo.

#### In piedi
Isabey, per primo, rappresentò il primo console nella petit uniforme da colonnello dei chasseurs à cheval, con il petit chapeau nero senza galloni che è divenuto poi uno dei simboli tipici della sua raffigurazione. L'imperatore adottò una tenuta semplice rispetto alle tenute dei suoi stessi marescialli, in particolare Murat che ne amava di stravaganti. I ritratti in piedi risultano simili ai ritratti consolari ed a quelli d'apparato. Questi rappresentavano il potere, simboleggiandolo in modo differente. La sala del trono viene sostituita da un gabinetto di lavoro, mentre gli elementi del potere come scettro, globo, mano della giustizia, corona sono assenti, venendo rimpiazzati con le decorazioni di cui ornano l'uniforme dell'imperatore. Napoleone si pose nel ruolo del legislatore calmo, con una mano sotto il gilet e l'altra appoggiata a dei fogli posti sulla sua scrivania. Questi foglio sono trattati o testi di legge, oppure nel ritratto di David si trova raffigurato un estratto del Codice napoleonico. Vi sono comunque delle varianti nei diversi ritratti, dall'uniforme agli interni. I principali artisti che rappresentarono Napoleone in tale posa furono Robert Lefèvre e François Gérard, oltre allo stesso David che ne realizzò uno per lord Douglas, Napoleone nel suo gabinetto di lavoro.

#### A cavallo
Le rappresentazioni di Napoleone a cavallo sono più frequenti nelle tele di guerra. Nei tre ritratti equestri realizzati all'epoca del Consolato, Bonaparte valica il Gran San Bernardo, di David (castello della Malmaison 1800), Il primo console distribuisce le spade d'onore di Gros (castello della Malmaison 1801) e Napoleone al campo di Boulogne di J.B. Regnault (Museo Napoleonico, L'Havana 1804), David impresse fortemente nella memoria collettiva la figura di Napoleone durante il suo regno.
Questi quadri vennero riprodotti diverse volte già nell'atelier dell'artista, ma anche in incisioni largamente diffuse. Da queste opere Napoleone decise di non posare più direttamente ma di sfruttare gli elementi divenuti ormai "tipici" della rappresentazione della sua effigie.
Nel 1810 Joseph Chabord realizzò un ritratto di Napoleone nella postura della statua di Marco Aurelio su un cavallo grigio dominante l'altopiano di Wagram (Museo napoleonico di Roma, 1810) ; Carle Vernet si specializzò nella realizzazione di ritratti a cavallo, spesso di un baio. Altro ritratto di questo genere venne realizzato verso il 1814 da suo figlio, Horace Vernet.

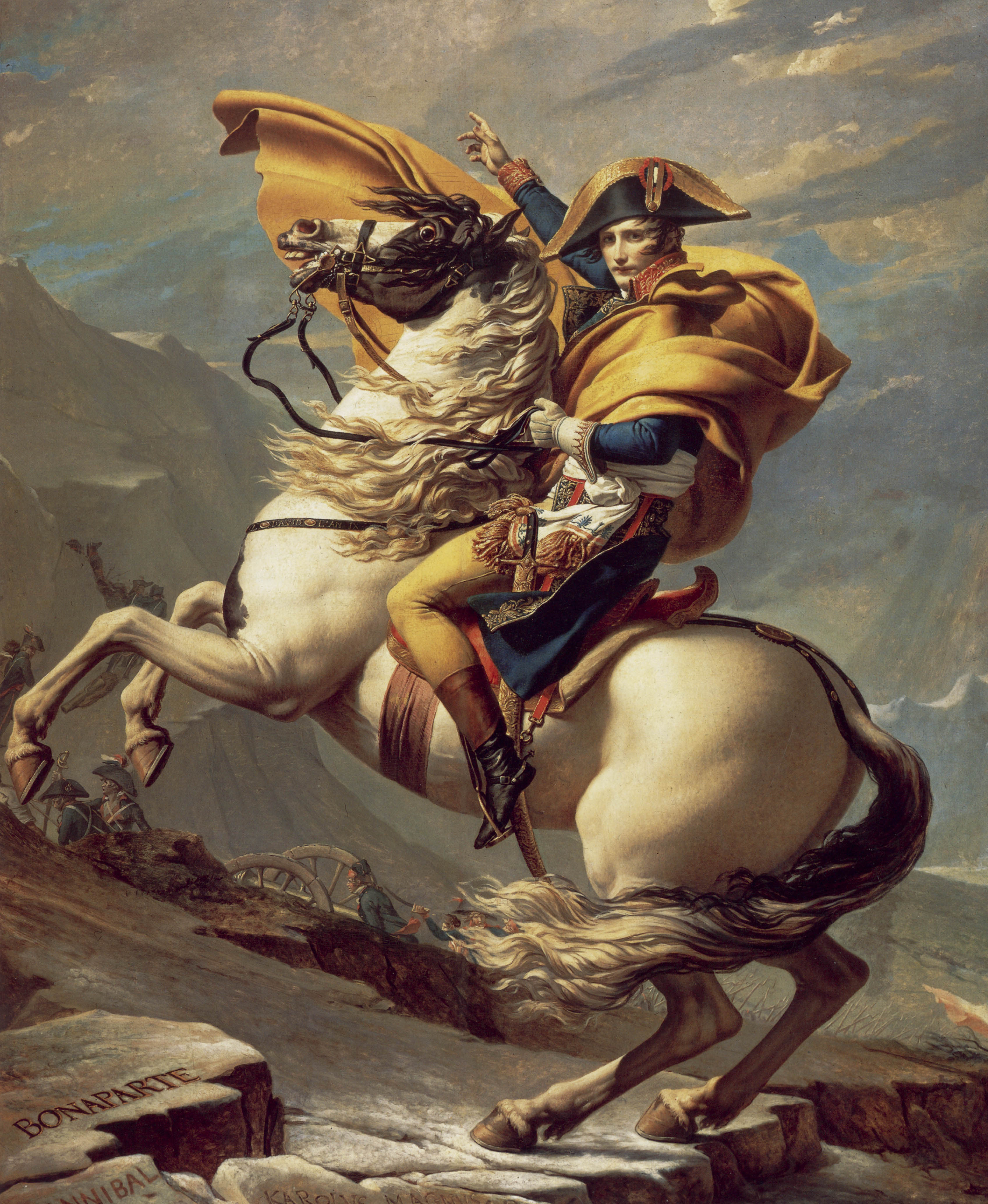
David, Bonaparte valica il Gran San Bernardo (1801)
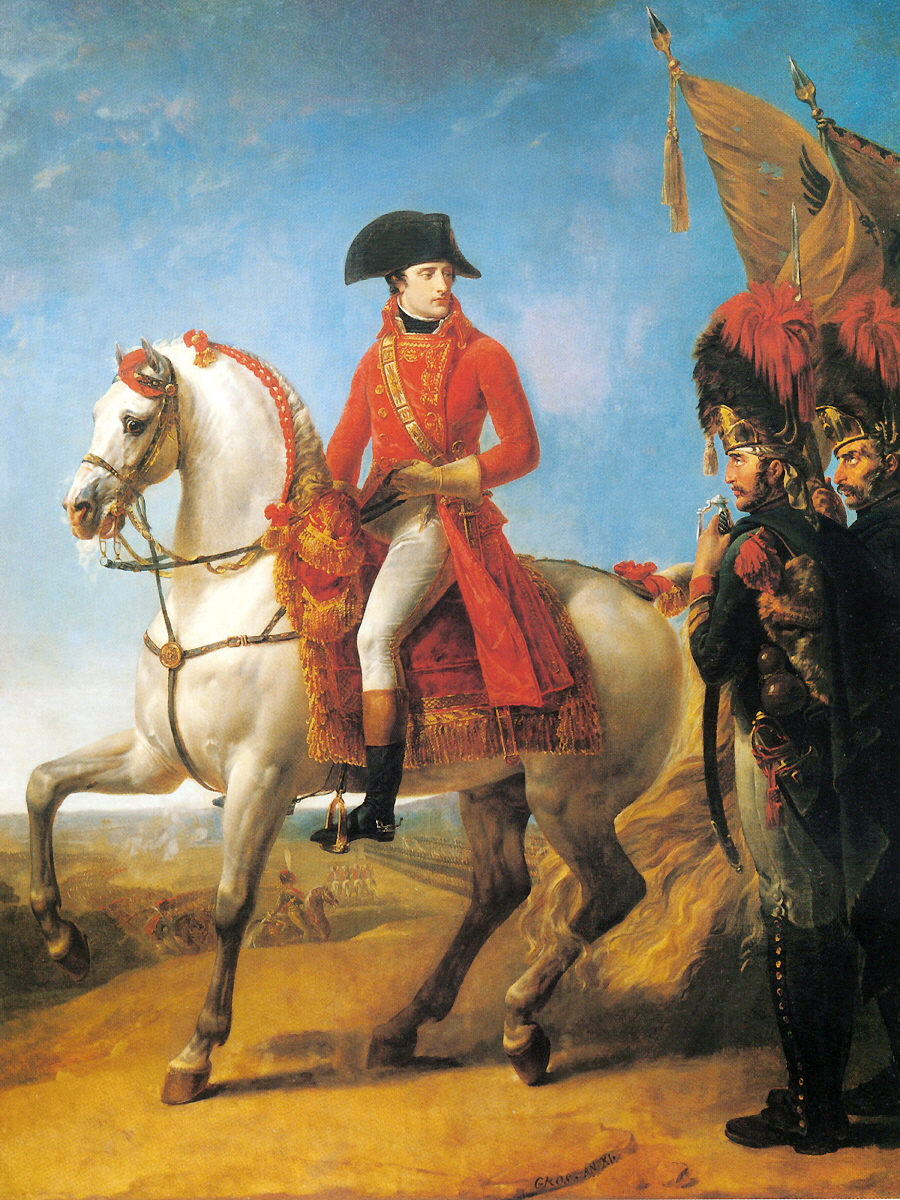
Antoine-Jean Gros, Il primo console distribuisce le spade d'onore (1802)
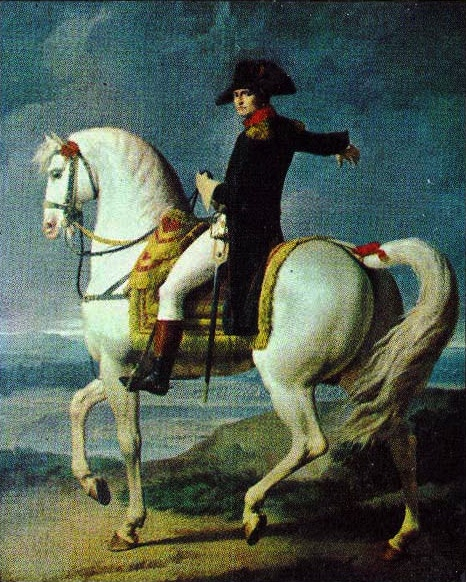
Jean-Baptiste Regnault, Napoleone al campo di Boulogne (1804)
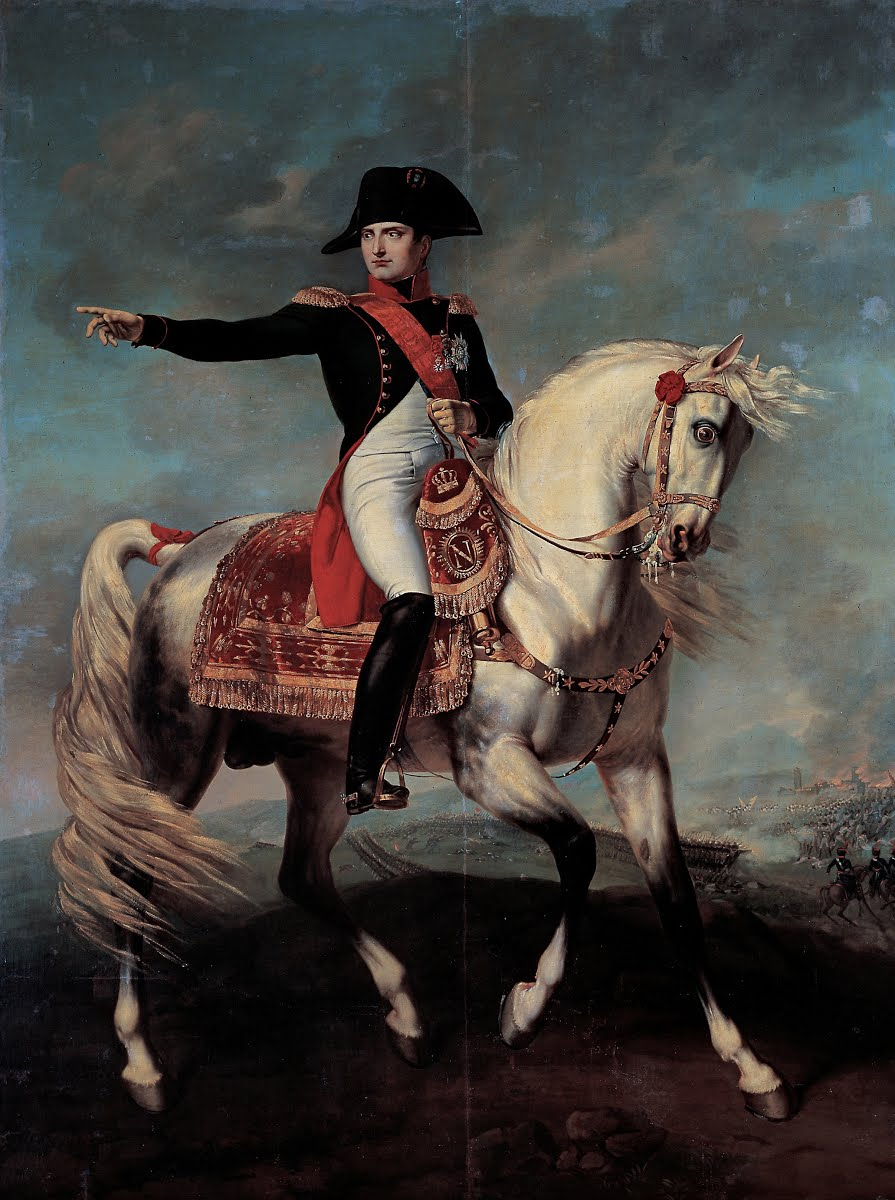
Joseph Chabord, Napoleone a Wagram (1808)
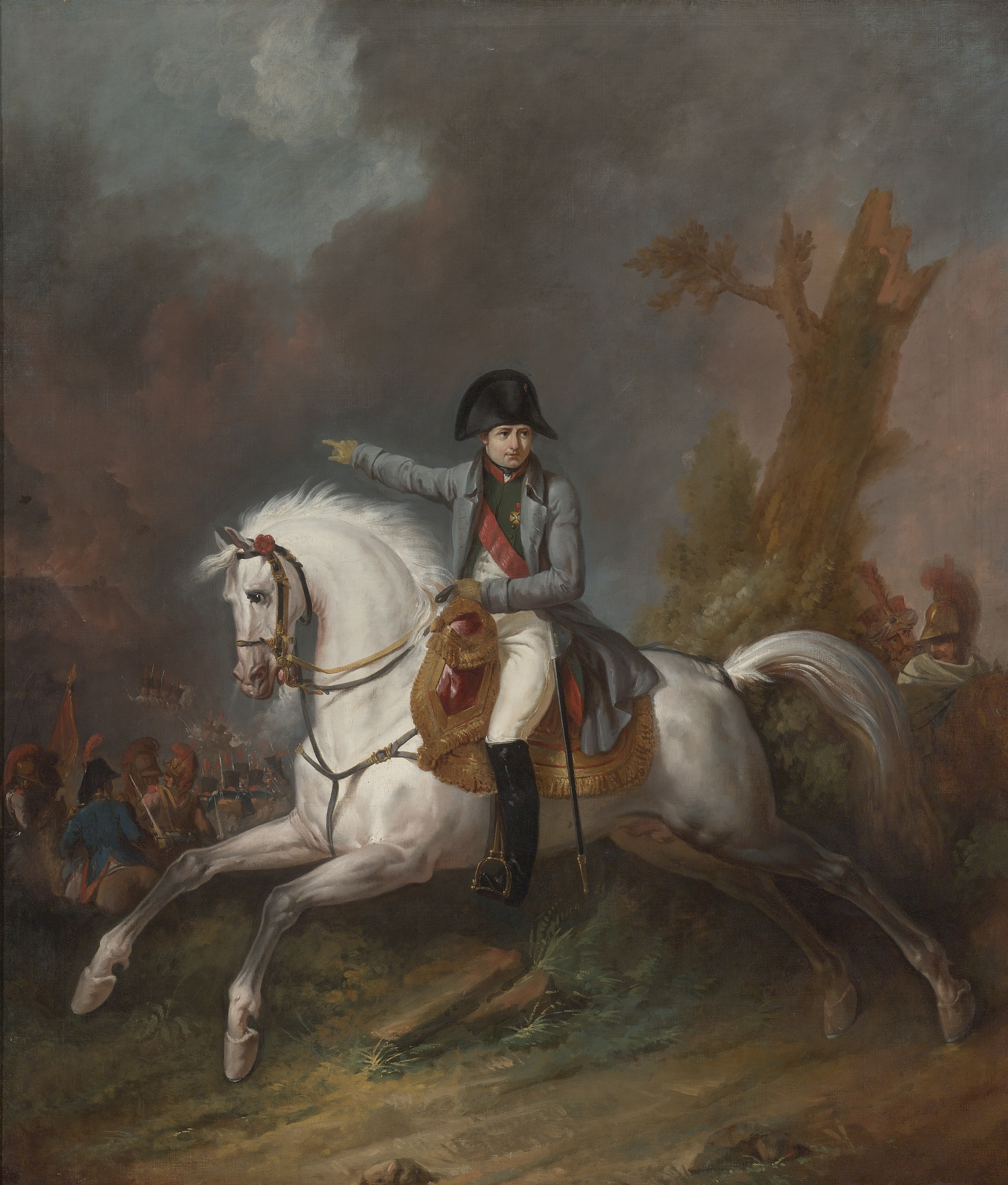
Carle Vernet, Ritratto equestre di Napoleone

### Napoleone sulle medaglie

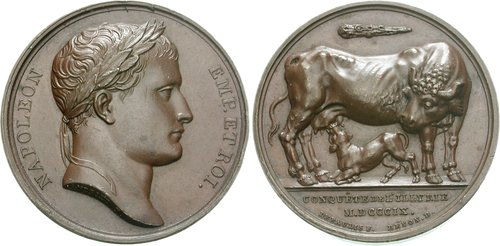
Medaglia con l'effigie di Napoleone incisa nel 1809 da Jean-Bertrand Andrieu e Alexis-Joseph Depaulis che rievoca la conquista dell'Illiria; il retro della medaglia fa riferimento a un tema comune nelle monete del 300-200 a.C. in Illiria.

Come le incisioni e i ritratti, scolpiti o dipinti, nelle medaglie e nelle monete l'effigie di Napoleone partecipò alla propaganda e alla glorificazione del suo potere.
Nel 1796 le prime medaglie rappresentanti Buonaparte, generale in capo della valorosa Armata d'Italia furono realizzate per celebrare le sue vittorie in Italia. Benjamin Duvivier incise nel 1797 una medaglia con l'effigie di Napoleone celebrante la Pace di Campoformio. Sotto il consolate, invece, iniziò la creazione delle prime monete del tipo "Napoleone" con la sua effigie. Le medaglie celebravano sul verso il profilo del conquistatore, sul retro una scena della battaglia o una allegoria.
Sotto l'impero la produzione di medaglie prese una forma ufficiale a partire dal decreto del 1806 che progettò la realizzazione per ordine dell'imperatore di una Histoire métallique de Napoléon le Grand su supervisione dell'Institut de France e di Vivant Denon.
I principali incisori furono i francesi Jean-Bertrand Andrieu, Nicolas-Guy-Antoine Brenet, Alexis-Joseph Depaulis, Jean-Pierre Droz, Benjamin Duvivier, Nicolas-Marie Gatteaux, Louis Jaley, Romain-Vincent Jeuffroy, Pierre-Joseph Tiolier e l'italiano Amedeo Lavy.
Sotto la Restaurazione, Aubin-Louis Millin de Grandmaison, anziano direttore del Cabinet des médailles, fece predisporre una delle più antiche pubblicazioni iconografiche su Napoleone: Medallic history of Napoleon: A collection of all the medals, coins and jettons, relating to his actions and reign. From the year 1796 to 1815 dove vennero recensite tutte le medaglie e le monete incise all'epoca di Napoleone.

### L'imperatore dal vivo

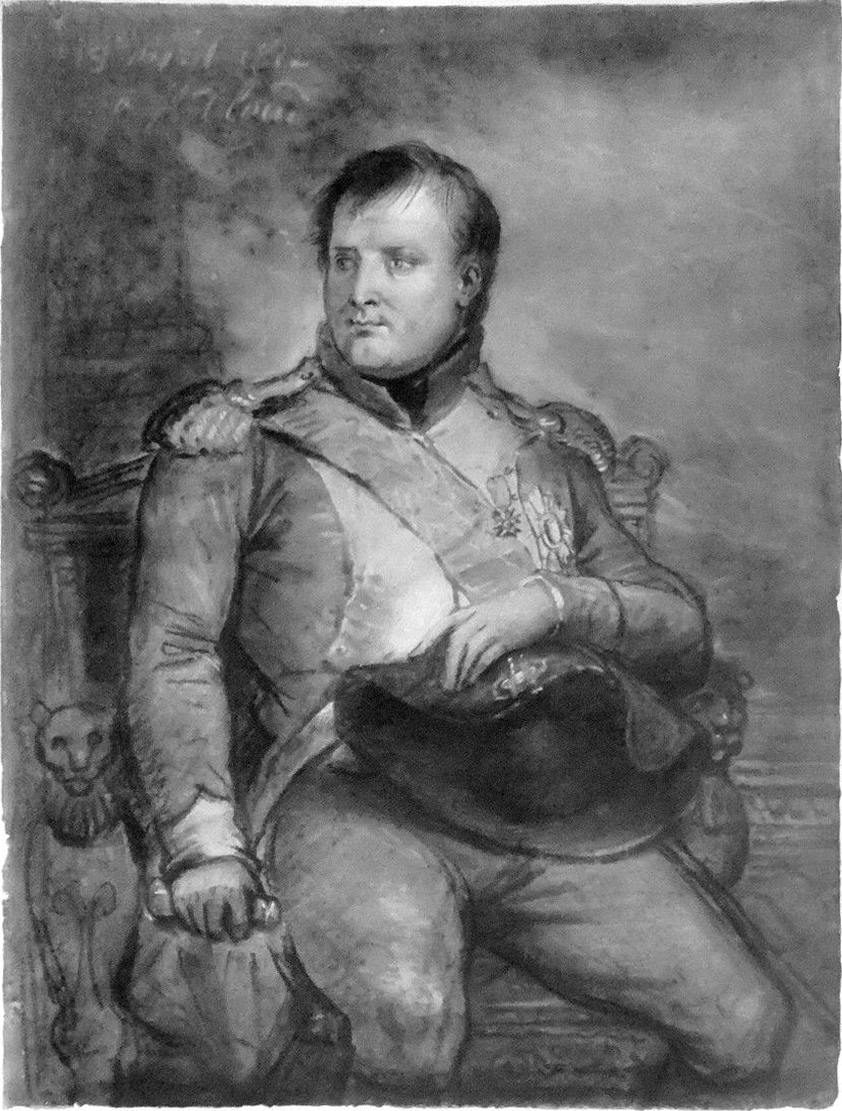
Anne-Louis Girodet, Napoleone I a Saint Cloud disegno del 1812. Musée Bertrand Chateauroux

Napoleone si rifiutò come si è detto di posare per artisti e disegnatori dicendo loro di sfruttare i dipinti che di lui già esistevano all'epoca della sua incoronazione ad imperatore. Per sua spontanea volontà, la ritrattistica ad ogni modo doveva attenersi ai modelli antichi, sovrapponendo spesso il viso di Napoleone a quello di antichi imperatori romani, e furono quindi le rare testimonianze oculari a dare indicazioni della sua evoluzione fisica.

Sotto il Direttorio ed il Consolato, Gros, David e Isabey avevano già fatto dei loro schizzi per Bonaparte. Isabey, relativamente al primo ritratto di Napoleone disse : 
Sotto l'impero, Girodet approfittò di una messa al castello di Saint-Cloud per ricavare i tratti fisici dell'imperatore nel 1812 (Museo di Châteauroux), oltre ad utilizzare i ritratti contemporanei di David. Questo ritratto non è importante tanto per la ritrattistica dal momento che raffigura la medesima persona, quanto piuttosto perché insiste sul suo declino fisico. Se David ne aveva fatto un ritratto quasi idealizzato coi canoni classici, Girodet ne derivò l'immagine di un uomo dai tratti gonfi e prematuramente invecchiato, quando non aveva che quarantatré anni dimostrandone sessanta. Nel medesimo anno dipinse il ritratto di Napoleone in costume imperiale di tutt'altra fattura. Benjamin Zix lo rappresentò assopito al bivacco di Wagram, mentre una delle immagini più rappresentative di Napoleone durante la ritirata dalla Russia è un disegno di Christian Wilhelm von Faber du Faur dove si scalda le mani nei pressi del fiume Pnewa.

### La caricatura anti-napoleonica

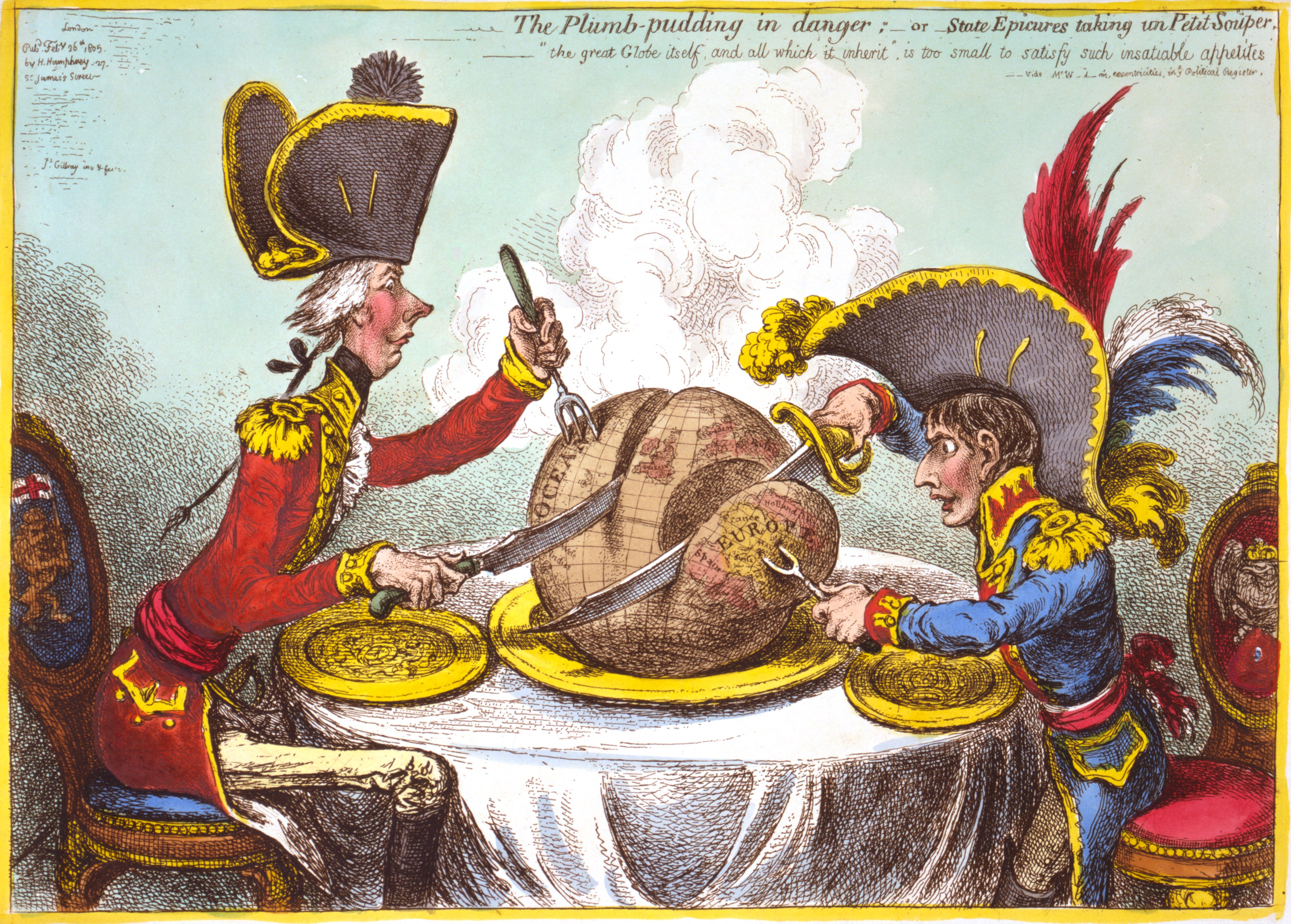
The Plumb-pudding in danger, or, State epicures taking un petit souper caricatura di James Gillray del 1805 che mostra Napoleone che si spartisce il mondo con William Pitt il giovane, con l'imperatore che mette le mani sull'Europa continentale, mentre il ministro britannico si riserva l'oceano.

Sotto il regime napoleonico, la stampa era regolarmente censurata e non era possibile criticare il capo dello stato, come pure erano vietati tutti i disegni satirici anti-napoleonici. La caricatura contro Napoleone si sviluppò dunque nei paesi opposti alla sua politica, perlopiù per ridicolizzare le sue azioni contro l'Inghilterra, la quale criticava ferocemente la Rivoluzione. I caricaturisti esteri si premunirono di smontare tutti i codici di rappresentazione ufficiale dei ritratti di Napoleone, venendo presentato spesso come un nano che va in guerra, con la spada brandita per il fodero, in situazioni di svantaggio. Isaac Cruikshank, Thomas Rowlandson e John Cawse lasciarono disegni di Napoleone ancora più feroci, ma fu soprattutto James Gillray ad essere tra i più critici del regime, mettendolo sulla scena come un minuscolo Gulliver davanti al regno d'Inghilterra abitato da giganti, insistendo sempre sul carattere negativo del suo regime e per il pericolo costante che l'Europa intera fosse sul punto di essere inghiottita dalla sua spregiudicata politica. Meno conosciute sono le caricature dei russi, altrettanto feroci nell'attaccare Napoleone, come pure quelle della Prussia e della Spagna ma anche della Francia dopo la prima abdicazione.

### La caduta e l'esilio

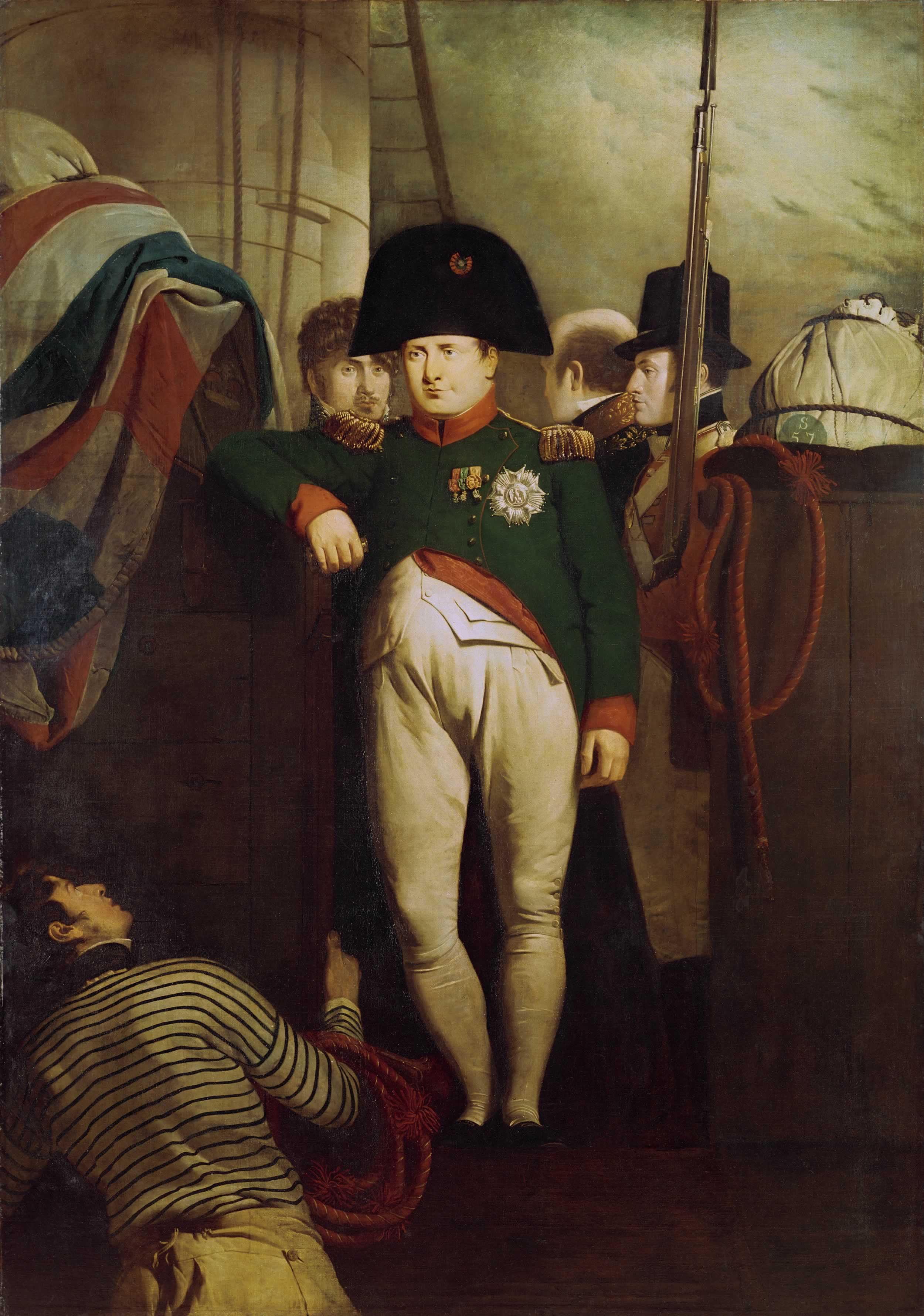
Charles Locke Eastlake Napoleone a bordo della Bellerofonte, 1815, National Maritime Museum, Londra

Dopo la campagna di Russia e dopo i Cento Giorni, la produzione di opere celebranti la gloria di Napoleone si ridusse un poco. I progetti per grandi dipinti rimasero solo un abbozzo come quelli preparati da Gros per consacrare un episodio della campagna di Russia, L'incendio di Mosca. In questo periodo venne replicato solo qualche ritratto e qualche busto. Senza più commesse ufficiali, gli artisti a poco a poco abbandonarono i temi napoleonici per addivenire a creazioni personali, come l'esempio di David che nel 1814 dipinse Leonida alle Termopili cominciato già quattordici anni prima. Dopo la prima abdicazione di Napoleone, la maggior parte degli artisti si allineò a Luigi XVIII, come nel caso di Gros, Gérard e Lefèvre che divennero pittori ufficiali del regime borbonico, ad eccezione di David che per fedeltà a Napoleone preferì l'esilio a Bruxelles. 
Dopo la caduta dell'impero, tutti i dipinti e le sculture ufficiali vennero messi in magazzino, altri vennero asportati da inglesi e prussiani come bottino di guerra, altri ancora andarono distrutti come la statua di Napoleone realizzata da Chaudet che ornava la colonna Vendôme che venne fusa nel 1816.

#### Sant'Elena

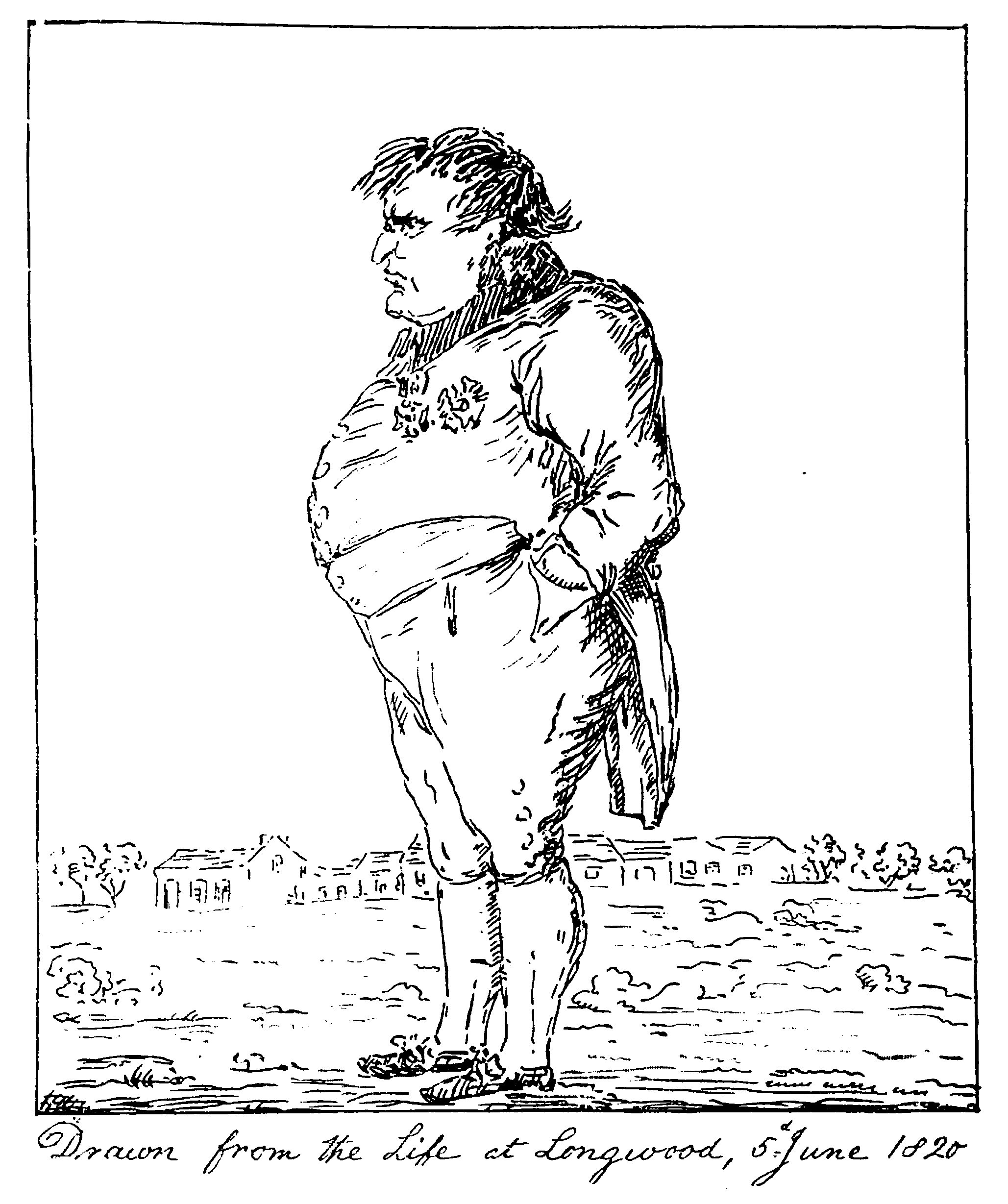
Anonimo, Fleshy disegno preso dal vivo di Napoleone a Longwood House il 5 giugno 1820

Una delle ultime rappresentazioni di Napoleone fatta dal vivo fu dipinta da un inglese a bordo dell'imbarcazione che portò Napoleone a Sant'Elena, la Bellerophon, realizzato da Charles Lock Eastlake nel 1815. Avvistando l'imperatore sul porto della nave dal porto di Plymouth, iniziò a prendere degli schizzi da cui ricavò poi un dipinto che nel 1815 venne esposto a Picadilly, riscuotendo un enorme successo anche grazie alla riproduzione su molte stampe. Ancora una volta Napoleone indossava la sua uniforme tipica ed il bicorno. Nessun artista accompagnò Napoleone a Sant'Elena, ma alcuni schizzi di lui li fecero alcuni membri del suo entourage e le guardie inglesi presso Longwood House. Questi schizzi ci possono dare ancora oggi l'idea dell'aspetto dell'ultimo Napoleone, quello fiaccato dalla malattia e dalla depressione.
Alla sua morte sarà lo stesso governatore dell'isola Hudson Lowe a promuovere la realizzazione di uno schizzo di Napoleone sul letto di morte per avere una prova politica della morte di un celebre personaggio che l'Inghilterra deteneva in prigionia. La realizzazione del disegno venne affidata al capitano Marryat.

#### La maschera mortuaria
Le circostanze in cui venne creata la maschera mortuaria di Napoleone sono ancora oggi oggetto di controversie. Esistono almeno quattro maschere mortuarie attribuite all'imperatore, quella di Arnott, quella di Antommarchi (considerata come la maschera ufficiale), quella di Burton, e quella del museo di Baden. Ciascuna da un'immagine diversa di Napoleone.

## Le leggende napoleoniche

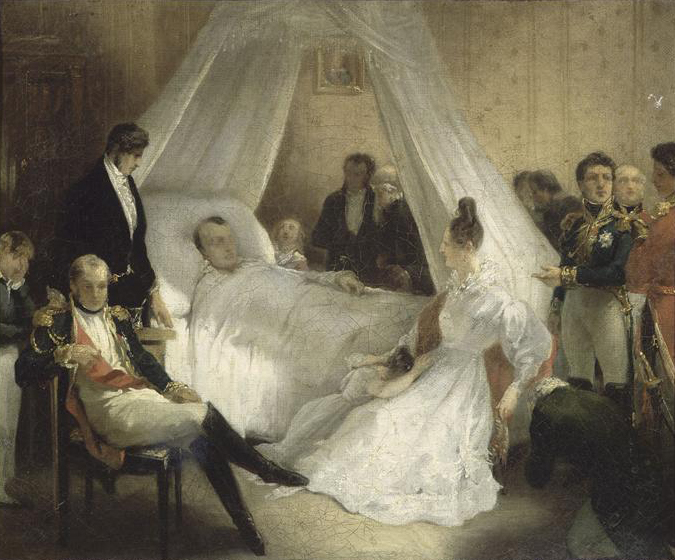
Steuben La morte di Napoleone (1828)

Dopo la morte di Napoleone, nel tentativo di appropriarsi dell'eredità del mito napoleonico, Luigi Filippo I organizzò il ritorno delle sue ceneri nel 1840, Napoleone III per parentela si presentò come il legittimo successore dell'illustre zio e la Terza Repubblica francese si appellò a lui come la figura simbolo del "revanchismo" dopo la sconfitta del 1870.

### La nascita della leggenda
La leggenda del martire in esilio ebbe un balzo in avanti con la pubblicazione del memoriale di Sant'Elena da parte del conte Emmanuel Las-Case nel 1823. Diversi pittori sulla base di questi racconti provarono a raffigurare gli anni dell'esilio di Napoleone. I primi furono Horace Vernet e Steuben che lo dipinsero durante la prigionia e sul letto di morte. Rifiutata al salone delle esposizioni durante la Restaurazione per il suo ovvio contenuto politico, L'apoteosi di Napoleone dipinta nel 1821 da Horace Vernet, è una delle prime opere celebrative della figura di Napoleone dopo la sua morte e mostra la tomba dell'imperatore attorniata allegoricamente da Kléber, Desaix, Lannes, Lasalle e Ney. Steuben lo raffigurò in esilio mentre detta le sue memorie al generale Gourgaud, mentre ne Le otto età di Napoleone (1826) riassume il percorso della sua esperienza di regno attraverso la raffigurazione di otto bicorni in diverse posizioni. L'immagine leggendaria si diffuse soprattutto in Francia.

### Sotto Luigi Filippo I

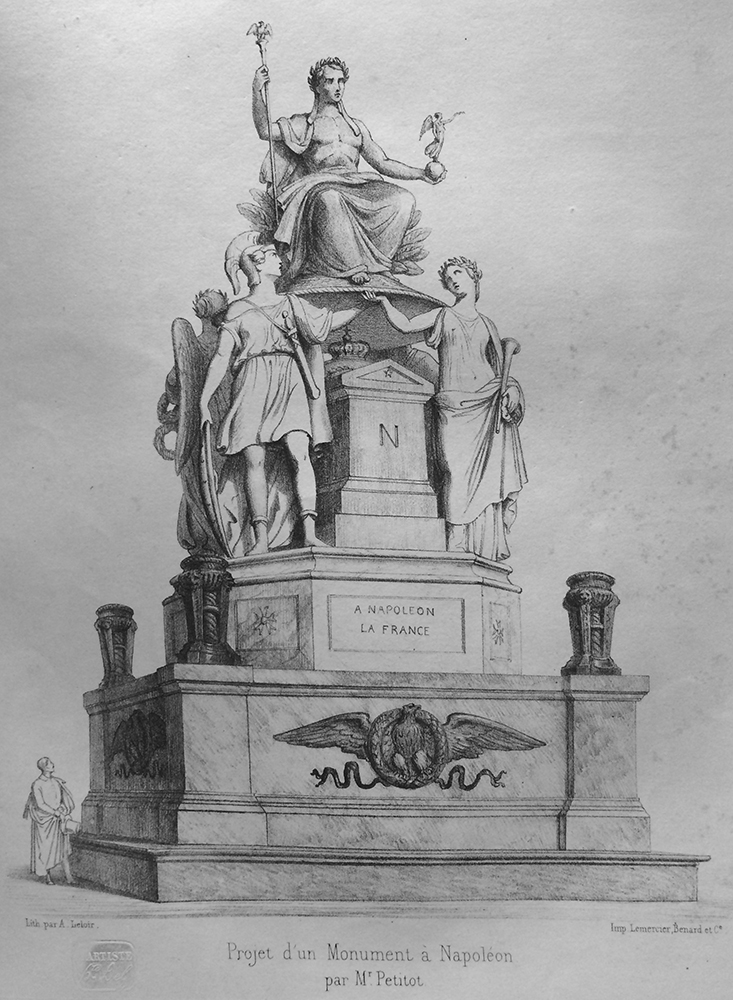
Progetto di un monumento a Napoleone - 1841

Re Luigi Filippo I cercò di appropriarsi della leggenda di Napoleone con l'idea di riconciliare la nazione negli anni di divisione seguiti alla Restaurazione tra repubblicani, monarchici e napoleonici. Il primo segno pervenne nel 1833 con l'idea di porre una statua dell'imperatore scolpita da Charles Émile Seurre, sulla cima della colonna di place Vendôme. Questa statua, commissionata nel 1831, andò a rimpiazzare quella realizzata da Chaudet a ricordare un imperatore romano, mentre Seurre decise di rappresentarlo nella sua uniforme tipica, con redingote e bicorno, con la mano destra nel gilet.

#### Il museo storico di Versailles

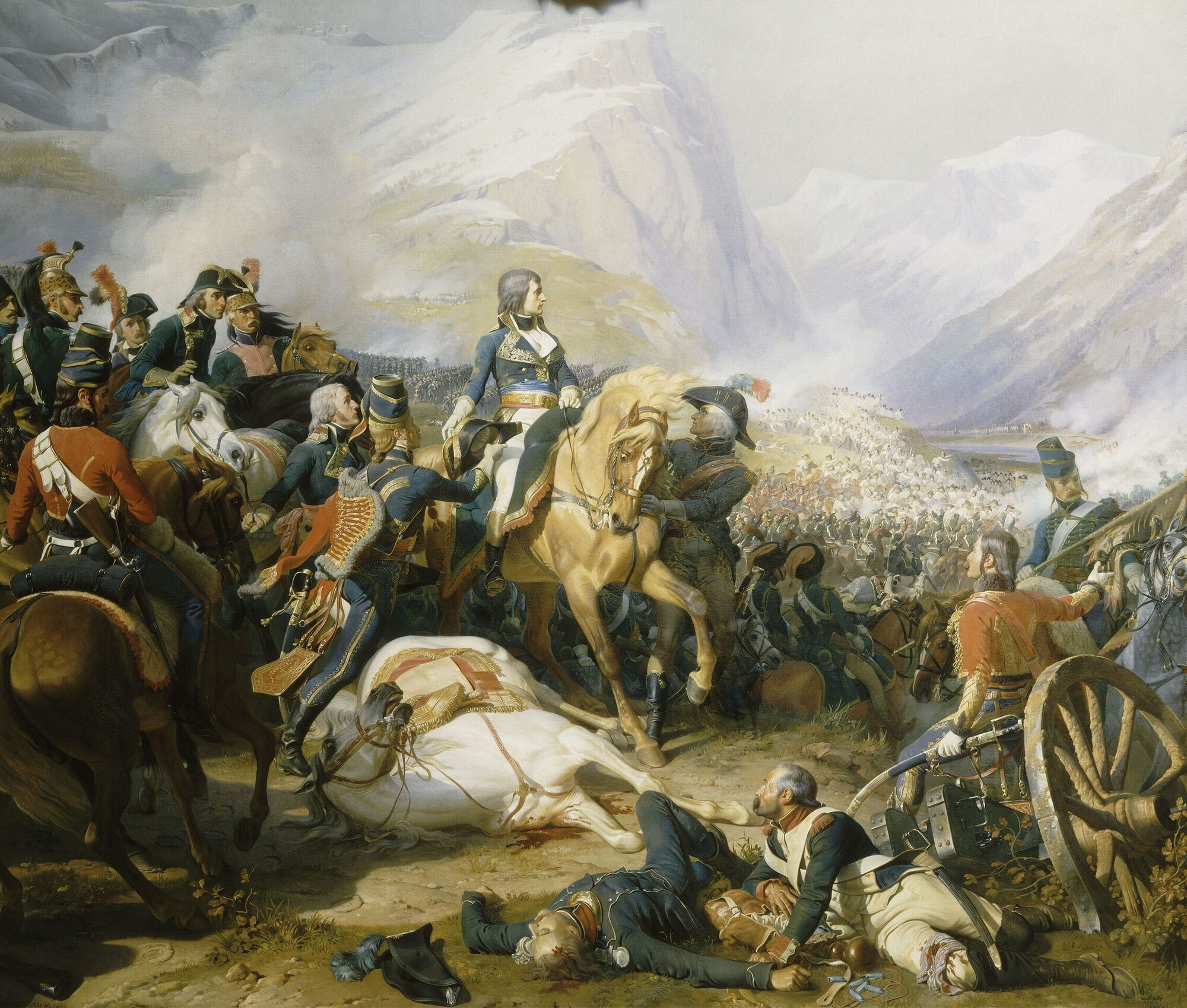
Philippoteaux La battaglia di Rivoli

Nel 1833 Luigi Filippo decise di trasformare la reggia di Versailles nel musée de l'Histoire de France. Venne data pertanto commissione a diversi pittori di realizzare delle tele che celebrassero le glorie della Francia dal medioevo al regno di Luigi Filippo. Una delle versioni del dipinto Bonaparte valica il Gran San Bernardo di David che si trovava agli Invalides venne portata nelle sale del castello, come del resto La distribuzione delle aquile ed una replica de L'incoronazione di Napoleone e de La battaglia di Austerlitz dipinti da François Gérard nel 1808, vennero poste ad ornare la galleria delle battaglie. Horace Vernet ed Philippoteaux realizzarono per la galleria i quadri di alcune battaglie dove era presente anche Napoleone come quella di Rivoli (1837), Jena, Wagram e Friedland (1836). Questi dipinti rispettavano a pieno i codici di raffigurazione dell'imperatore in battaglia, perlopiù a cavallo, insieme ai suoi generali.

#### Paul Delaroche

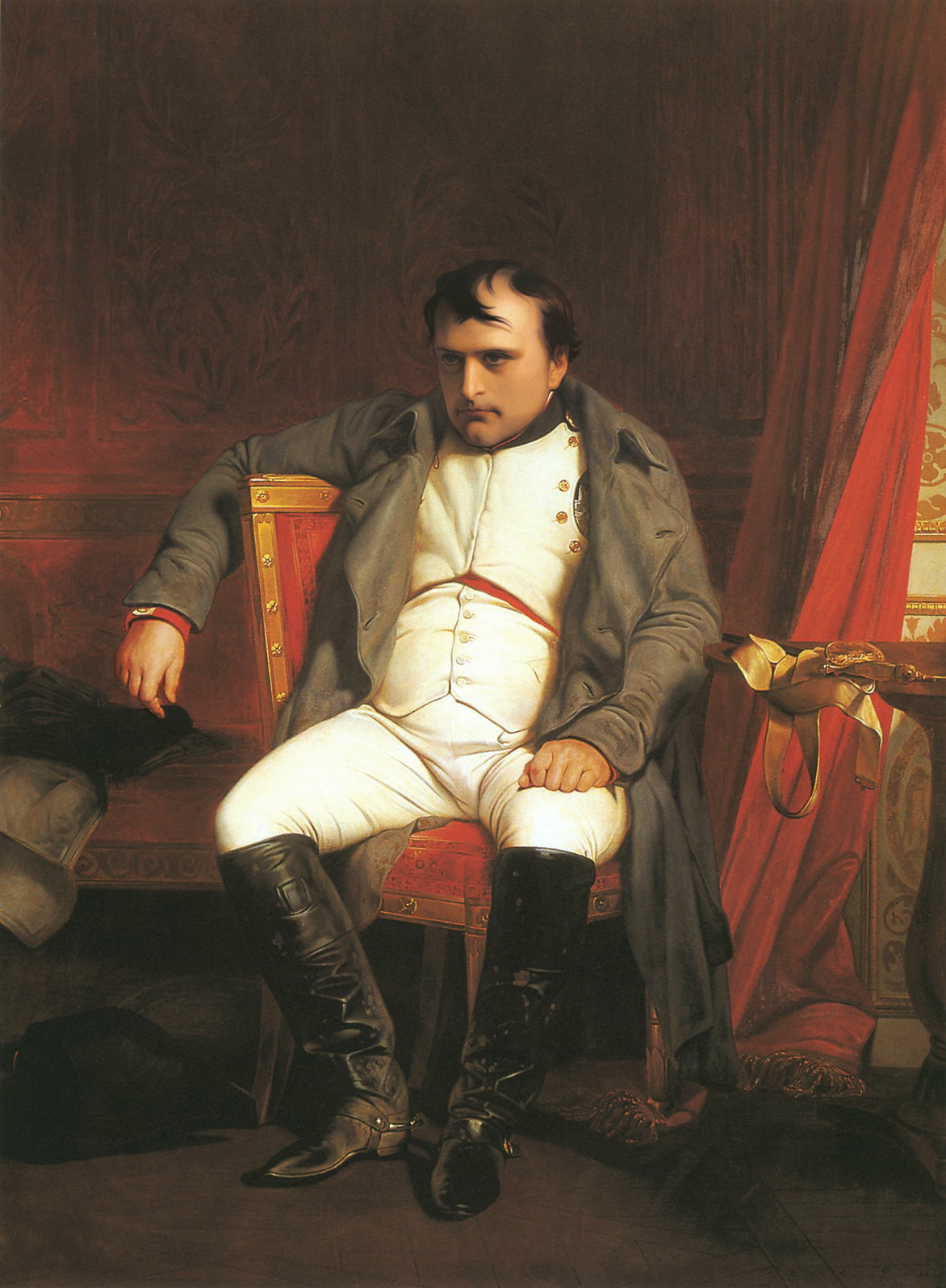
Paul Delaroche Napoleone a Fontaineblau, Musée de l'armée

Pittore storico prolifico, Paul Delaroche, s'interessò al mito napoleonico e realizzò alcuni dipinti di rilievo come ad esempio l'opera Napoleone a Fontainebleau che rappresenta l'imperatore dopo la sua abdicazione. Quest'opera ebbe un notevole impatto al punto da eclissare L'addio a Fontainebleau di Horace Vernet sul medesimo soggetto. Dipinse anche Bonaparte valica le Alpi ispirandosi all'opera scritta da Adolphe Thiers sulla storia del consolato e dell'impero come risposta ai ritratti idealizzati di David

#### Bellangé, Charlet e Raffet
La diffusione di incisioni nei libri di storia diedero una nuova immagine di Napoleone, in particolare le litografie realizzate da Hippolyte Bellangé, Nicolas-Toussaint Charlet e dal suo discepolo Auguste Raffet. Tutti e tre derivarono i loro contributi dalle opere di Antoine-Jean Gros, contribuendo ad illustrare la leggenda napoleonica tramite libri e riproduzioni di altre opere.
Bellangé divenne noto per le sue scene di battaglie e per il riscontro positivo di pubblico che ebbe Napoleone ritorna all'isola d'Elba (1837) e per altre opere di storia napoleonica presenti nell'edizione del 1849 de l'Histoire de Napoléon  del conte di Norvins dieci anni dopo l'edizione illustrata di Raffet.
Charlet, figlio di un soldato della Rivoluzione, venne cresciuto dalla madre nel culto dell'imperatore e pertanto fu egli stesso un bonapartista. Le sue rappresentazioni di Napoleone e di scene aneddotiche dell'impero come La guardia muore ma non cede ed Il granatiere di Waterloo gli valsero la popolarità anche sotto la monarchia di luglio.
Il suo discepolo Raffet continuò la diffusione della leggenda napoleonica illustrando l'edizione del 1839 de l'Histoire de Napoléon del conte di Norvins, oltre a realizzare fantasie allegoriche come La rassegna notturna (1837) dove si nota il fantasma di Napoleone a cavallo che passa in rassegna il suo esercito, o Il risveglio (1848) che mostra un tamburino che sogna il risveglio di un'armata di cadaveri dell'impero napoleonico. Queste illustrazioni influenzeranno Meissonnier che si ispirerà ad alcune di queste tele.

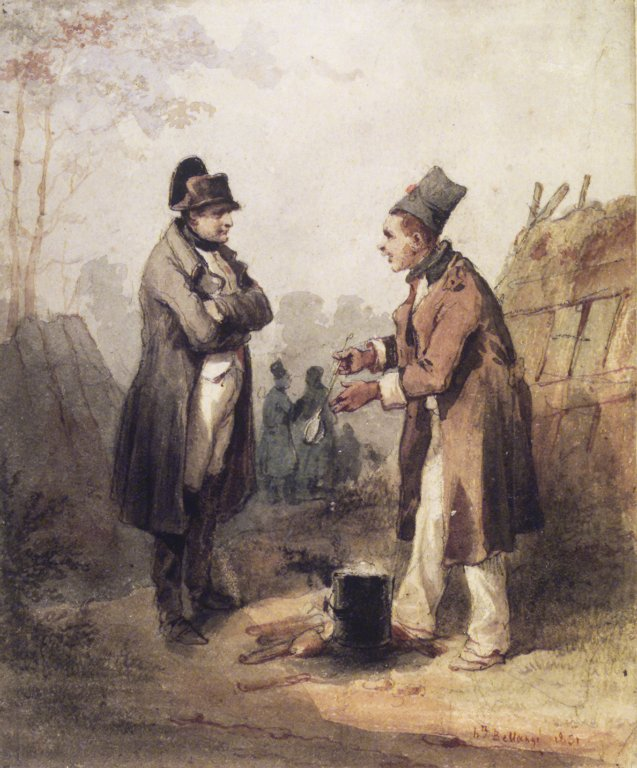
Bellangé Napoleone parla a un soldato
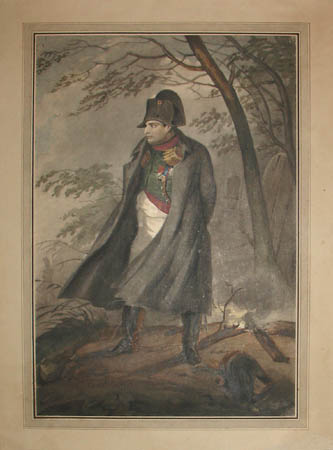
Charlet, ritratto di Napoleone (1821)
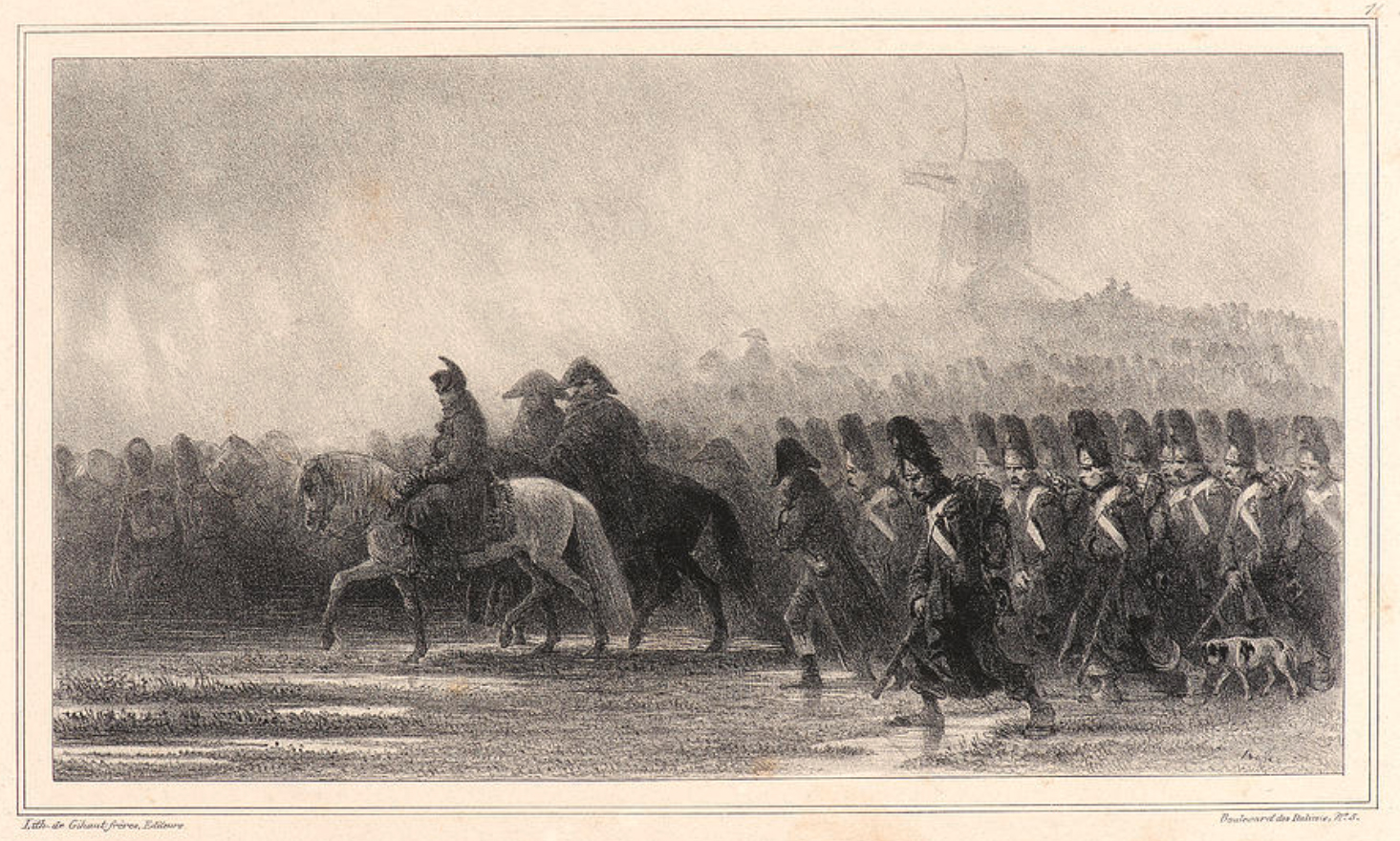
Raffet Si lamentano, ma lo seguono ogni giorno

### Sotto Napoleone III
L'ascesa al potere da parte di Luigi Napoleone Bonaparte, nipote di Napoleone I, riaccese la leggenda napoleonica. Diverse state equestri di Napoleone vennero erette in tutta la Francia, e la pittura accademica si riappropriò dell'immagine dell'imperatore. Nel 1861 Napoleone III fece rimpiazzare la statua di Seurre sulla colonna Vendôme con una nuova effigie realizzata da Augustin-Alexandre Dumont che rappresentava l'imperatore in costumi romani come in origine

#### Napoleone accademico

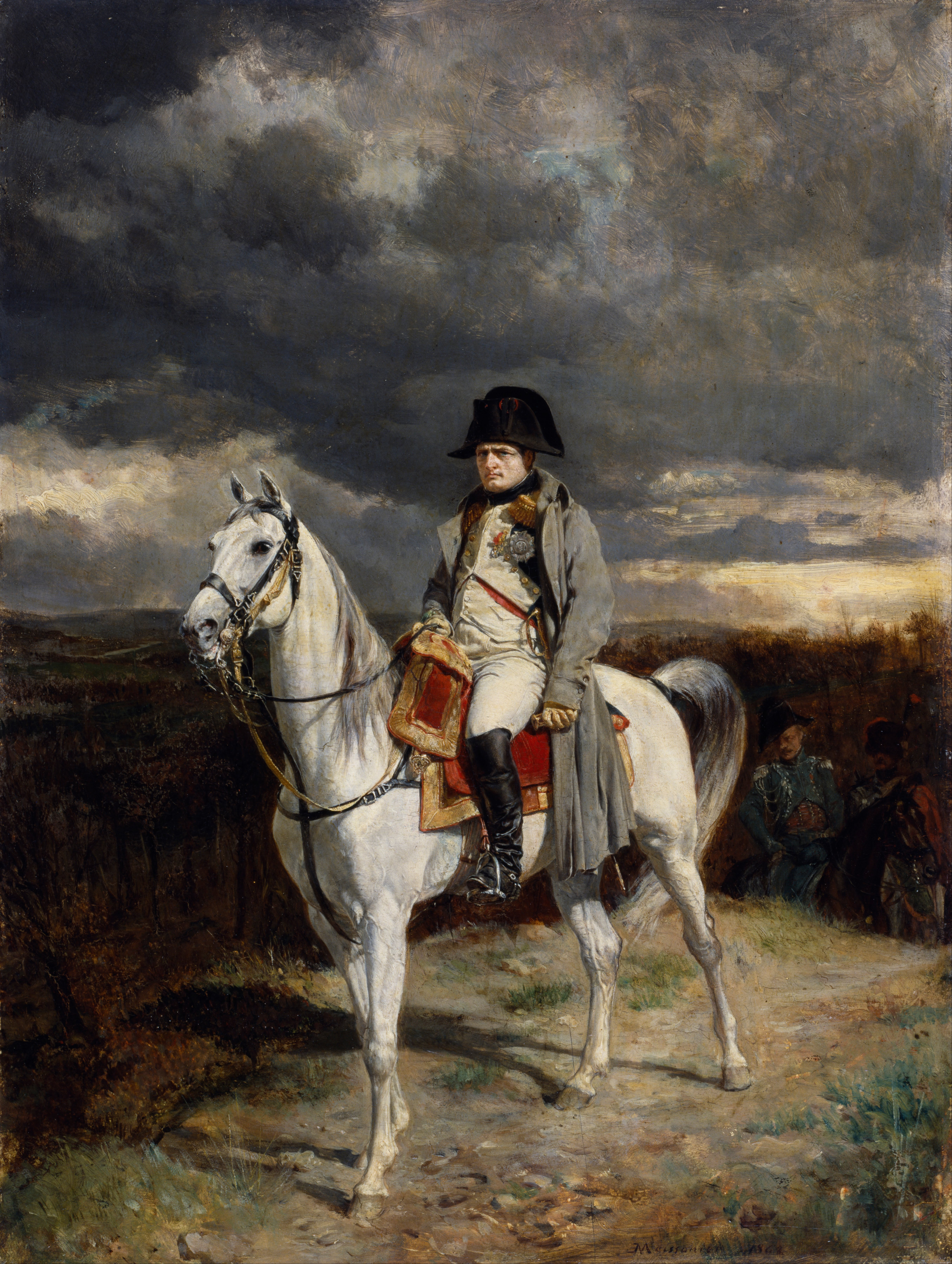
Ernest Meissonier, Napoleone I nel 1814 (1863), Baltimore, Walters Art Gallery.

Sotto Luigi Filippo, la pittura storica francese faceva incontrare per la prima volta il neoclassicismo di David, Ingres e Georges Rouget con il romanticismo rappresentato da Delacroix e Horace Vernet. Napoleone III sostenne l'arte accademica contro il realismo e più tardi l'impressionismo. La pittura a soggetto napoleonico divenne una tra le pitture ufficiali del nuovo regime, con stile allegorico e minuzioso.

#### Meissonnier
Uno dei pittori più rappresentativi di questo periodo fu Ernest Meissonnier, che dipinse sotto Napoleone III una serie di quadri che rievocavano la storia napoleonica, senza mai rappresentare un evento specifico quanto piuttosto l'atmosfera che si respirava all'epoca in Francia e l'epopea napoleonica. La sua opera più conosciuta è 1814 che rappresenta l'imperatore ed il suo stato maggiore durante la campagna di Francia.

#### Monumenti equestri a Napoleone

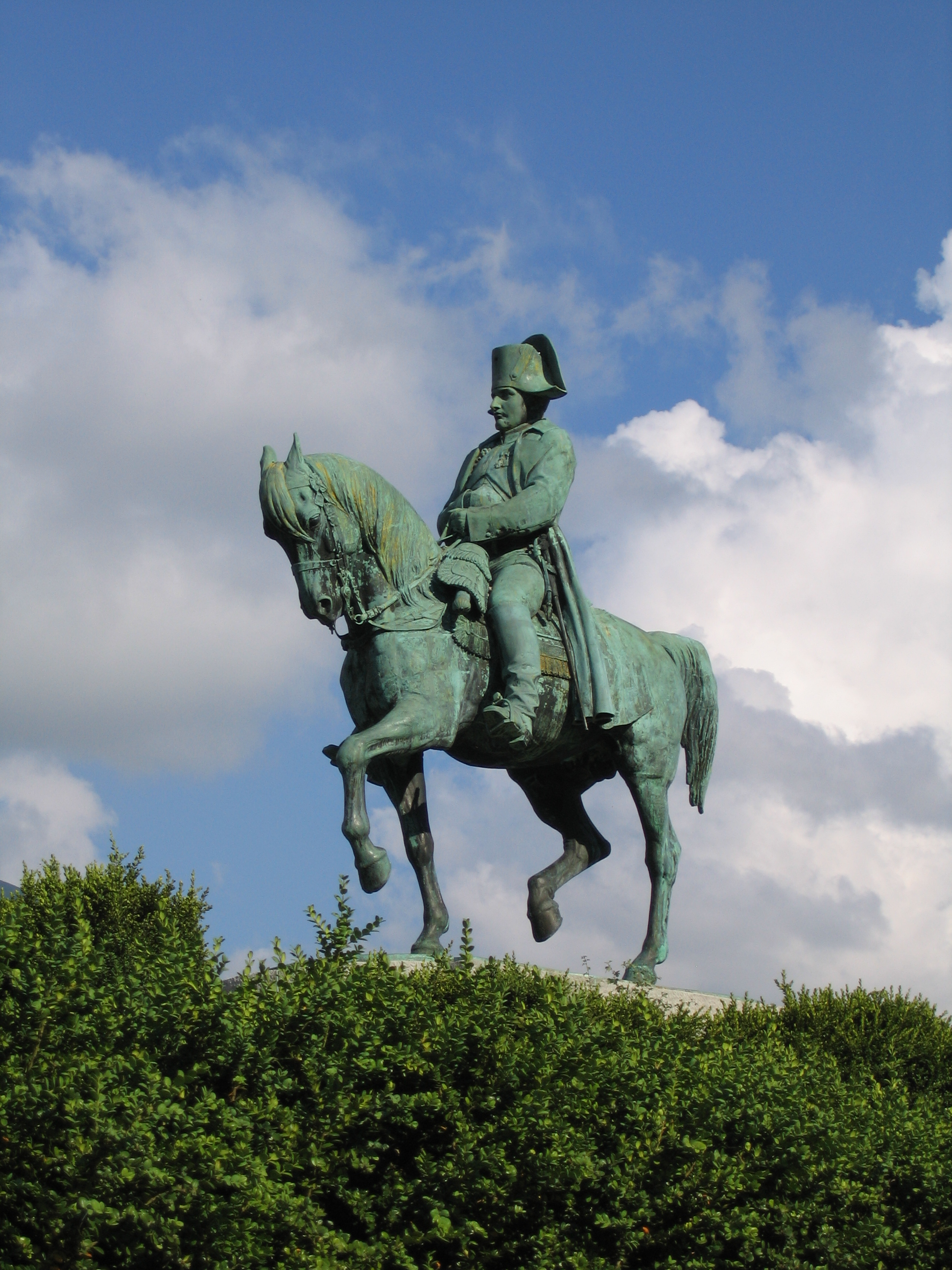
Emmanuel Fremiet statua equestre di Napoleone I a Laffrey (1868)

L'ascesa al trono di Napoleone III andò a far sì che tra il 1853 ed il 1868 una serie di statue equestri di Napoleone I fossero richieste dalle varie città di Francia. Nel 1853, il sindaco di La Roche-sur-Yon lanciò una sottoscrizione pubblica per la realizzazione di una statua di Napoleone per mano dello scultore Émilien de Nieuwerkerke, destinata a completare la place Napoléon, dove venne inaugurata il 20 agosto 1854. Un anno più tardi, fu la volta del sindaco di Cherbourg che commemorò di commemorare l'imperatore con la creazione di una statua equestre di Napoleone in bronzo coi cannoni catturati all'assedio di Sebastopoli. Venne organizzato un concorso e la giuria finale designò il progetto di Armand Le Véel. La statua venne inaugurata il 9 marzo 1858. Nel 1864, la città di Montereau fece erigere una statua per celebrare il cinquantenario della battaglia di Montereau. Il monumento venne realizzato da Charles-Pierre Pajol. Nel 1865, lo scultore Antoine-Louis Barye scolpì per la città di Ajaccio una statua che differiva da tutte le precedenti perché lo rappresentava come un imperatore romano e ravvicinava la sua figura direttamente a quella del celebre monumento di Marco Aurelio. L'ultimo monumento di questo genere ad essere realizzato sotto il Secondo Impero francese nel 1868 fu l'opera di Emmanuel Fremiet per la città di Grenoble. Dopo la sconfitta del 1870, la statua venne smontata e posta nel 1929 nella vicina città di Laffrey dove si trovava la cosiddetta prairie de la rencontre dove il 7 marzo 1815 Napoleone aveva incontrato il reggimento di fanteria di linea venuto per arrestarlo ed era riuscito invece a convincerlo ad unirsi alla sua causa.

### Sotto la terza repubblica

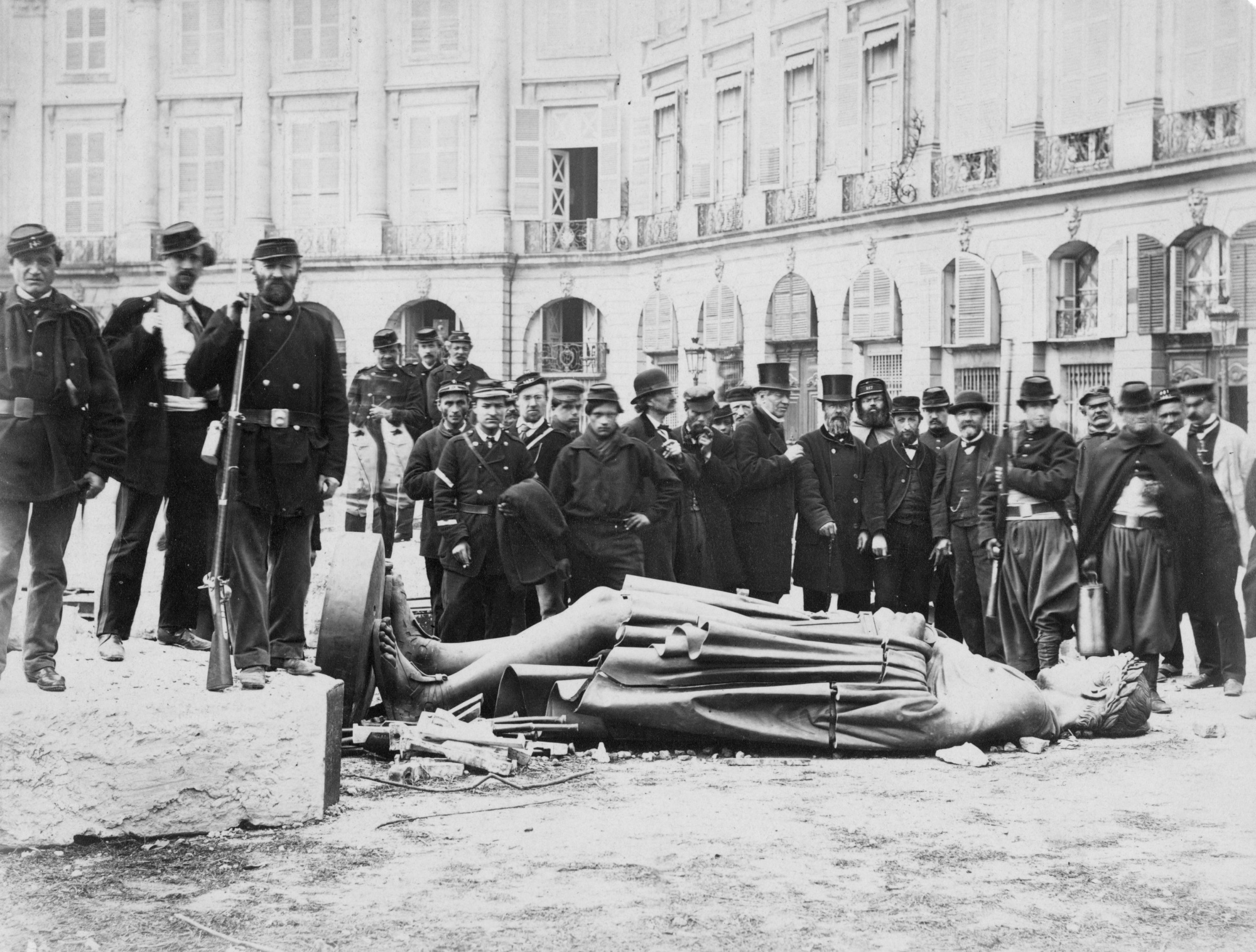
La statua di Napoleone abbattuta dai comunardi il 16 maggio 1871

Dopo la caduta del Secondo impero francese, la figura di Napoleone venne confusa con quella del suo successore e ad esempio la statua di Napoleone realizzata da Auguste Dumont che si trovava sulla colonna Vendôme venne nuovamente abbattuta dai comunardi.
Contrariamente invece alla Comune, la Terza repubblica preferì invece recuperare l'immagine dell'imperatore per simboleggiare il desiderio di rivincita ("revanchismo") dopo la sconfitta subita dalla Francia nel 1870. Sino alla prima guerra mondiale in quasi tutti i concorsi artistici erano presenti tele a soggetto napoleonico.

#### Édouard Detaille
Discepolo di Meissonier, Édouard Detaille, morto nel 1912, esaltò la leggenda napoleonica e dipinse diverse tele di natura perlopiù allegorica. I suoi ritratti di Napoleone vennero dipinti con grande esattezza storica, in particolare per quanto riguarda i dettagli dell'uniforme. Una delle sue opere più significative è certamente Il risveglio che mostra i soldati della campagna del 1870 che dormono sognando la grande armata di Napoleone in cielo.

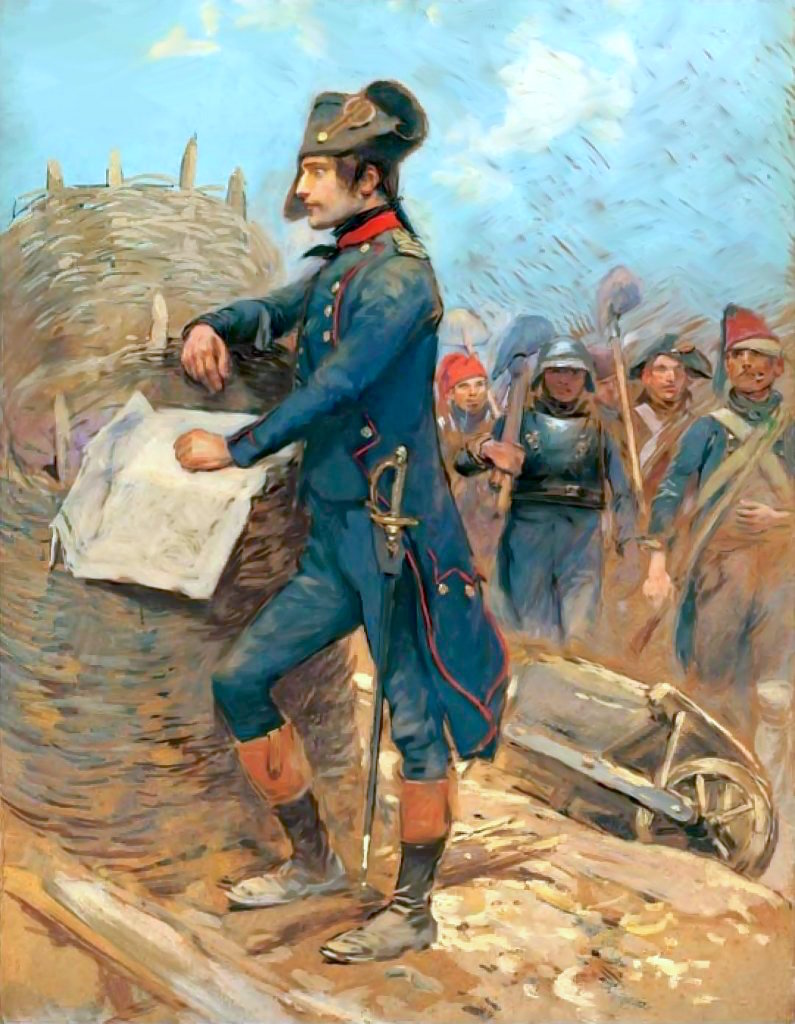
Detaille, Bonaparte a Tolone
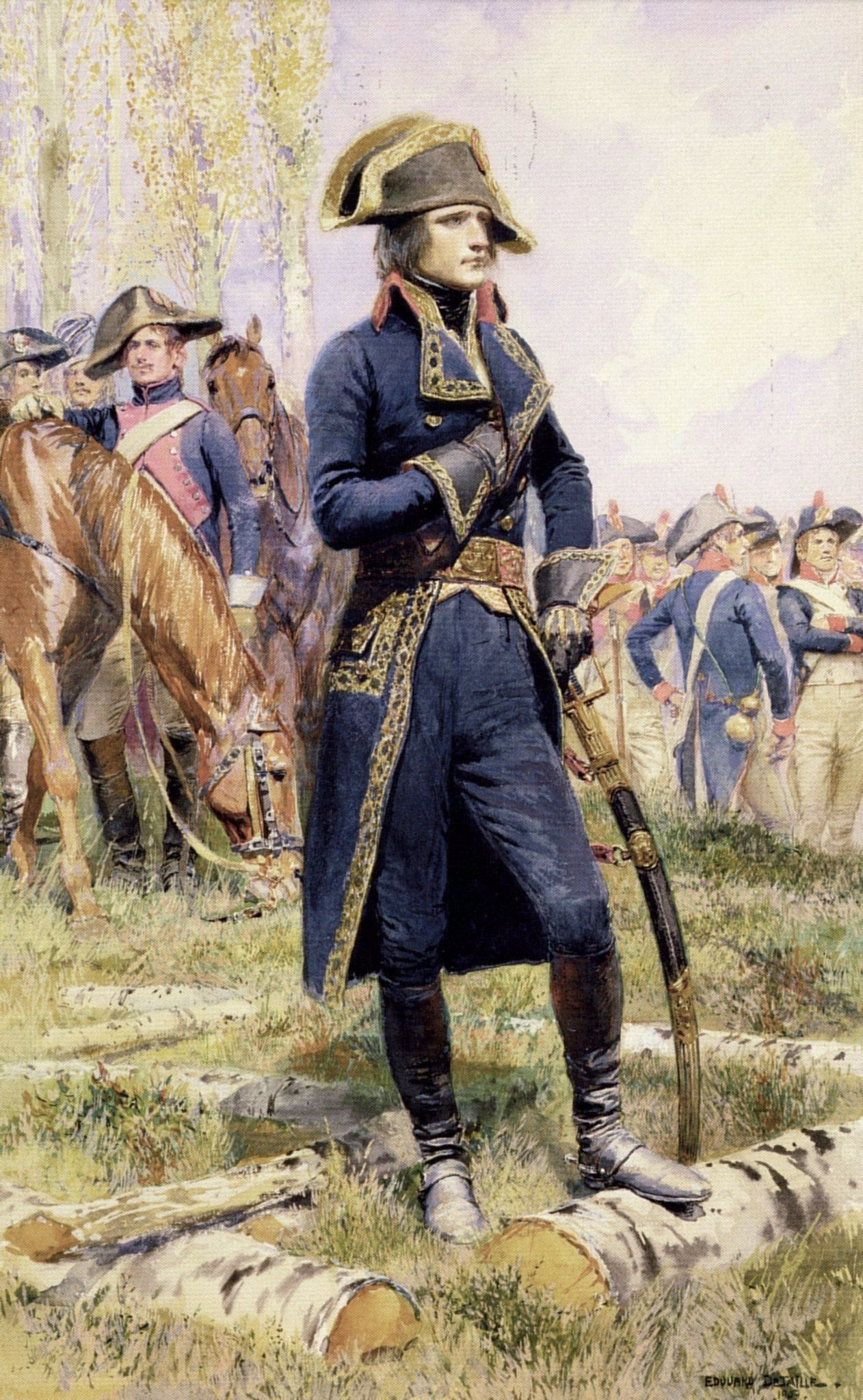
Detaille, Bonaparte in Italia
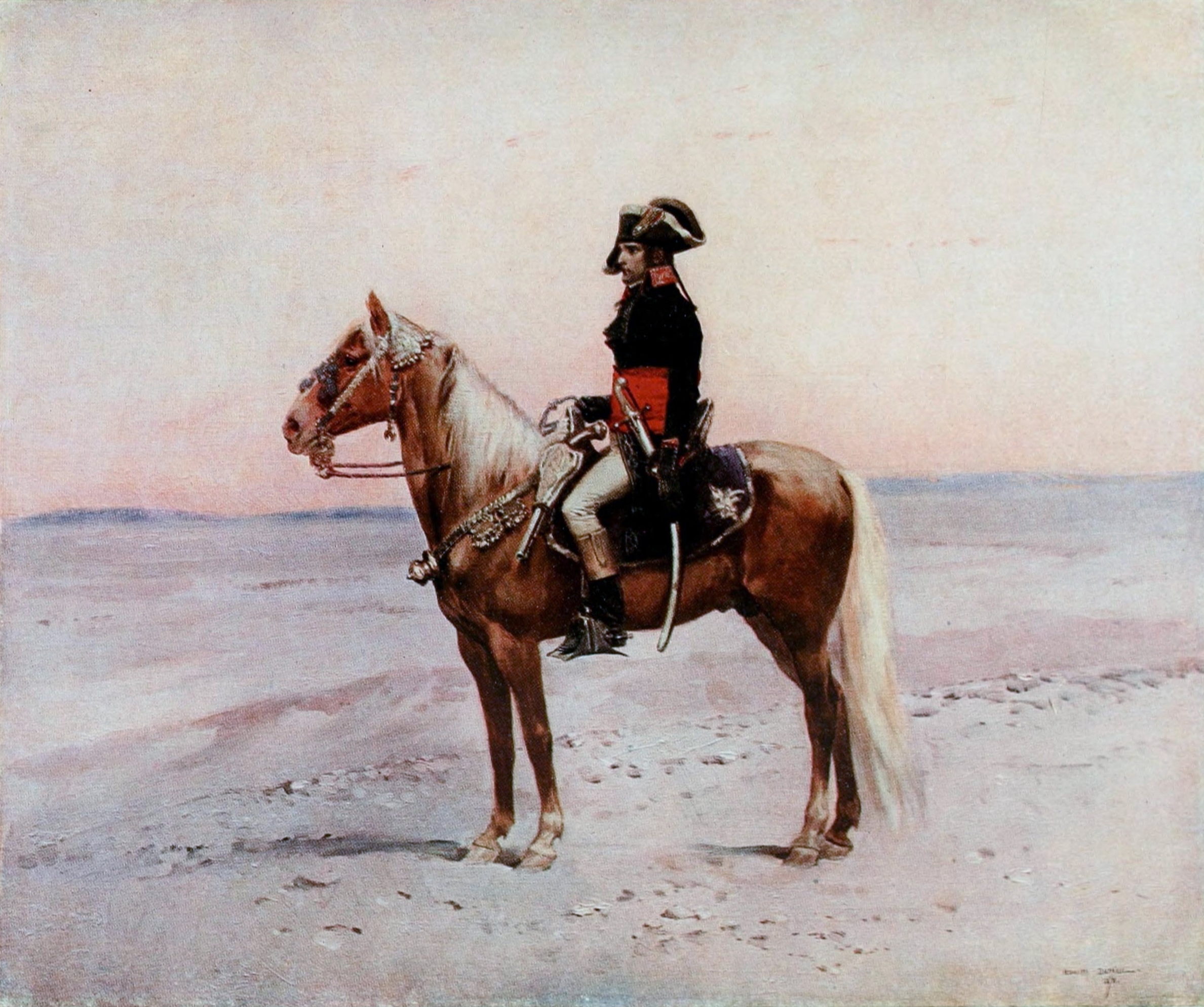
Detaille, Bonaparte nella campagna d'Egitto
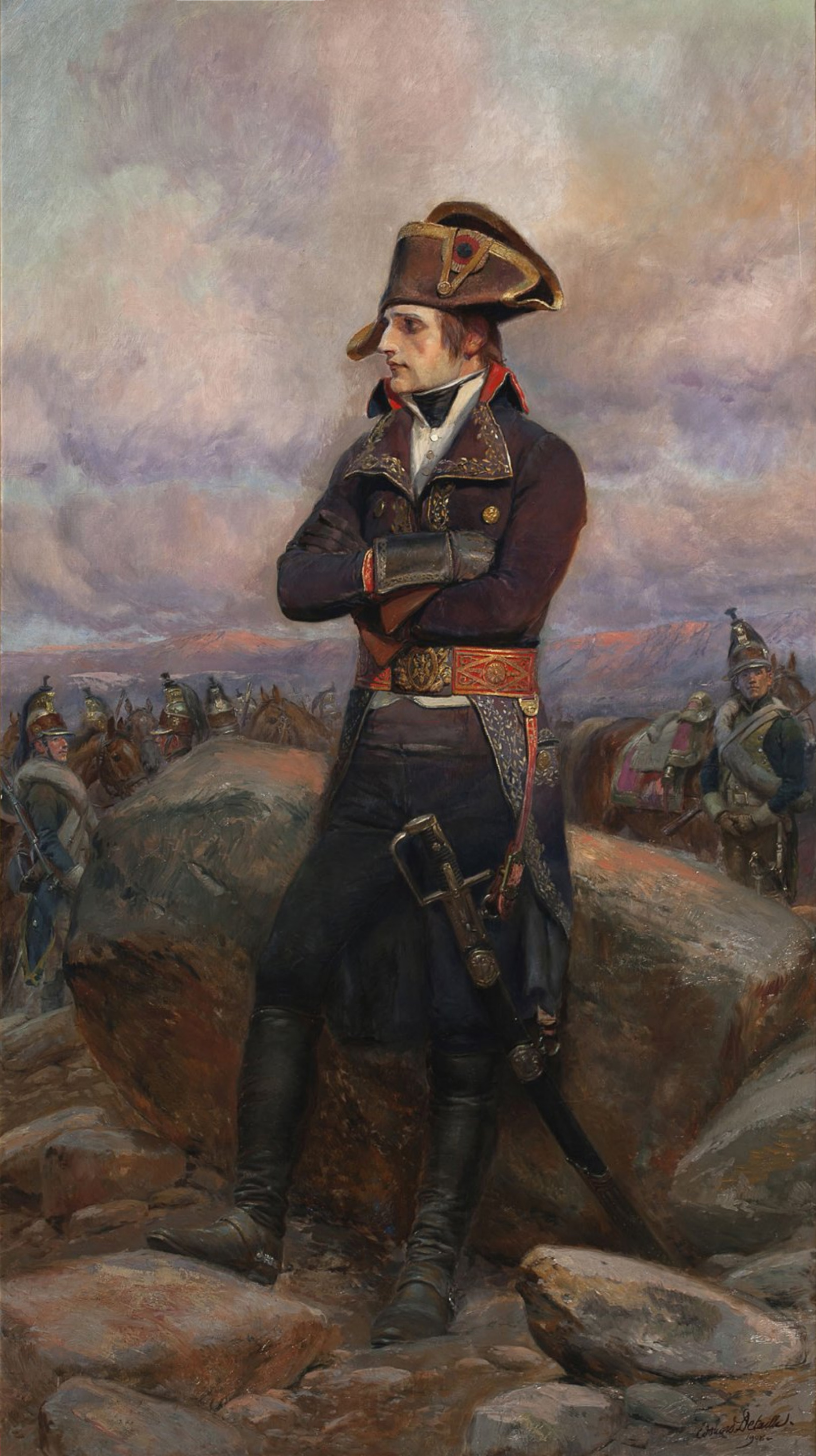
Detaille, Ritratto di Bonaparte nel 1798
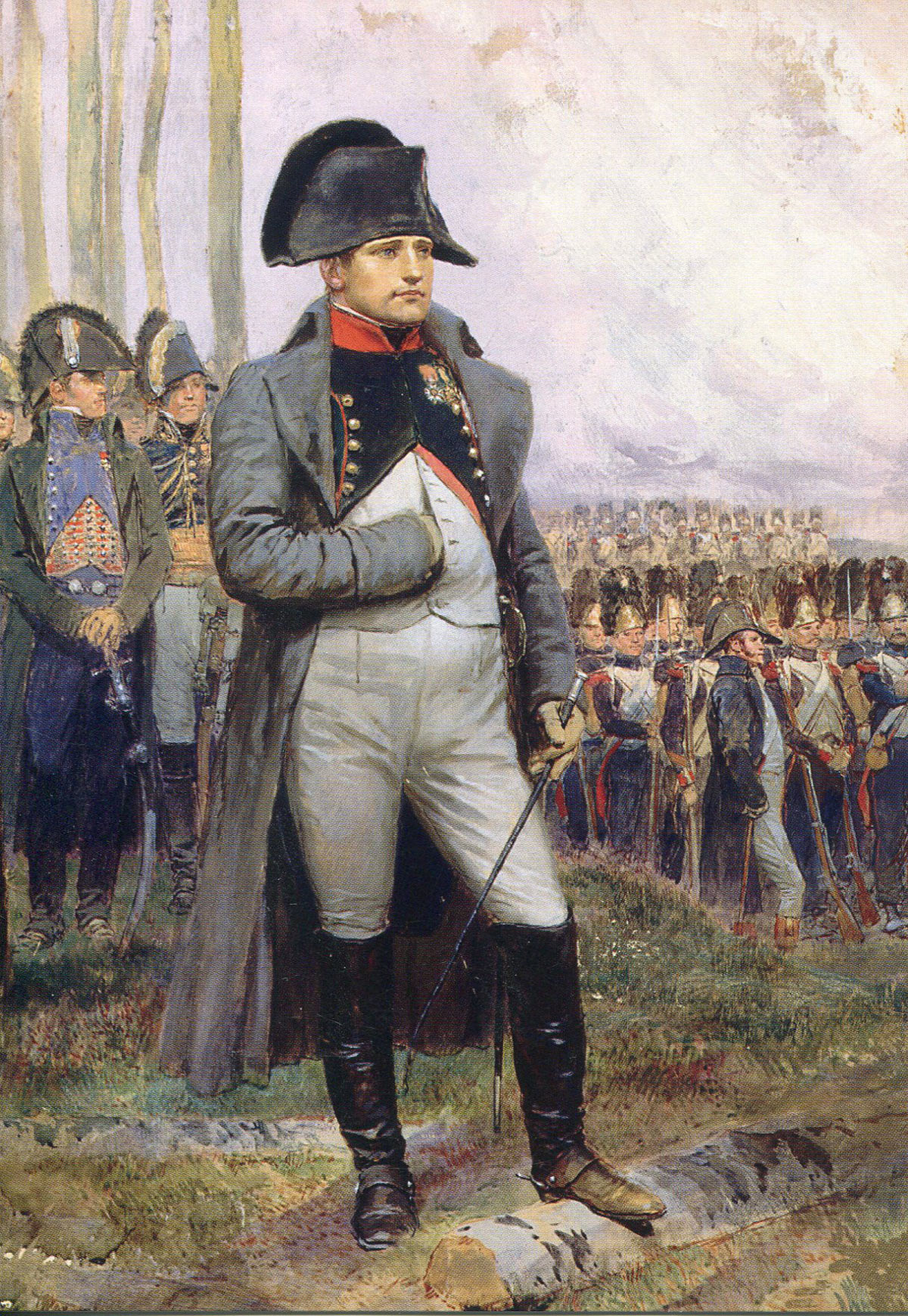
Detaille, Napoleone nel 1806